# ディープインパクト (競走馬)
ディープインパクト（欧字名:Deep Impact、2002年（平成14年）3月25日 - 2019年（令和元年）7月30日）は、日本のサラブレッドである。
大種牡馬サンデーサイレンスの代表産駒であり、競走馬・種牡馬共に極めて大きな功績を残したことから日本競馬史上でも最強馬の一頭に数えられている。
競走馬として、2005年（平成17年）にシンボリルドルフ以来日本競馬史上2頭目となる、無敗での中央競馬クラシック三冠を達成、2006年（平成18年）には日本調教馬としては初めて芝部門・長距離部門で世界ランキング1位となった。
種牡馬としては2012年から2022年の11年連続日本リーディングサイアーであり、日本、イギリス、フランス、アイルランドの4カ国でダービー馬を輩出。国内クラシック競走を歴代最多の24勝、欧州クラシック競走を8勝するなど国内外で歴史的成功を収めた。2020年には産駒のコントレイルが日本競馬史上3頭目の無敗での中央競馬クラシック三冠を達成し、世界初の父子2世代での無敗三冠を達成した。
2005年にJRA賞年度代表馬・最優秀3歳牡馬、2006年に年度代表馬・最優秀4歳以上牡馬を受賞し、 2008年（平成20年）には顕彰馬に選出された。

## 競走馬時代

### 生い立ち

#### ノーザンファーム時代
2002年（平成14年）3月25日、北海道勇払郡早来町（現在の安平町）のノーザンファームで誕生。同期にはシーザリオ、カネヒキリ、ラインクラフト、インティライミ、ヴァーミリアンが名を連ね、ノーザンファーム場長の秋田博章は生まれたばかりの同馬を見て、体のバランスは良いと思ったが、ほかの馬と比較して目立って良い点があるとは感じなかったと語っている。
0歳時にセレクトセールに「ウインドインハーヘアの2002」として上場されたディープインパクトは、金子真人に7000万円で落札された。馬体が薄かったことから上場されたサンデーサイレンスの産駒14頭のうち9番目の落札価格だった。購入した金子は「瞳の中に吸い込まれそうな感覚に襲われた」と証言するほどこのときの瞳の輝きに衝撃を受け、また多くの人々に強い衝撃を与える馬になって欲しいという思いから「ディープインパクト」と名付けた。
ディープインパクトは0歳10月にノーザンファーム遠浅の1歳馬用の厩舎に移動した。関節に不安があると判断されたため、遠浅に移動した翌日から「パドック」と呼ばれる小さな放牧地に入れられて運動を制限された。広い場所で放牧されるようになったのはそれから約1か月後だった。ノーザンファーム場長の秋田は遠浅時代について、集団のリーダーではなかったものの、集団の先頭に立って走ろうとし、薄い蹄（身体的特徴の項目を参照）を擦り減らして血だらけになりながらも走るのをやめなかったと語っている。
1歳9月にはノーザンファーム早来に移り育成を受けた。小柄で繊細な面があったため、女性スタッフが育成を担当した。その育成担当スタッフやノーザンファーム場長の秋田は共にディープインパクトの柔軟性の高さを指摘している（身体的特徴の項目を参照）。一方で、柔軟性がありすぎるところや、小柄で非力なところを欠点として指摘する声もあった。

#### 池江泰郎厩舎に入厩

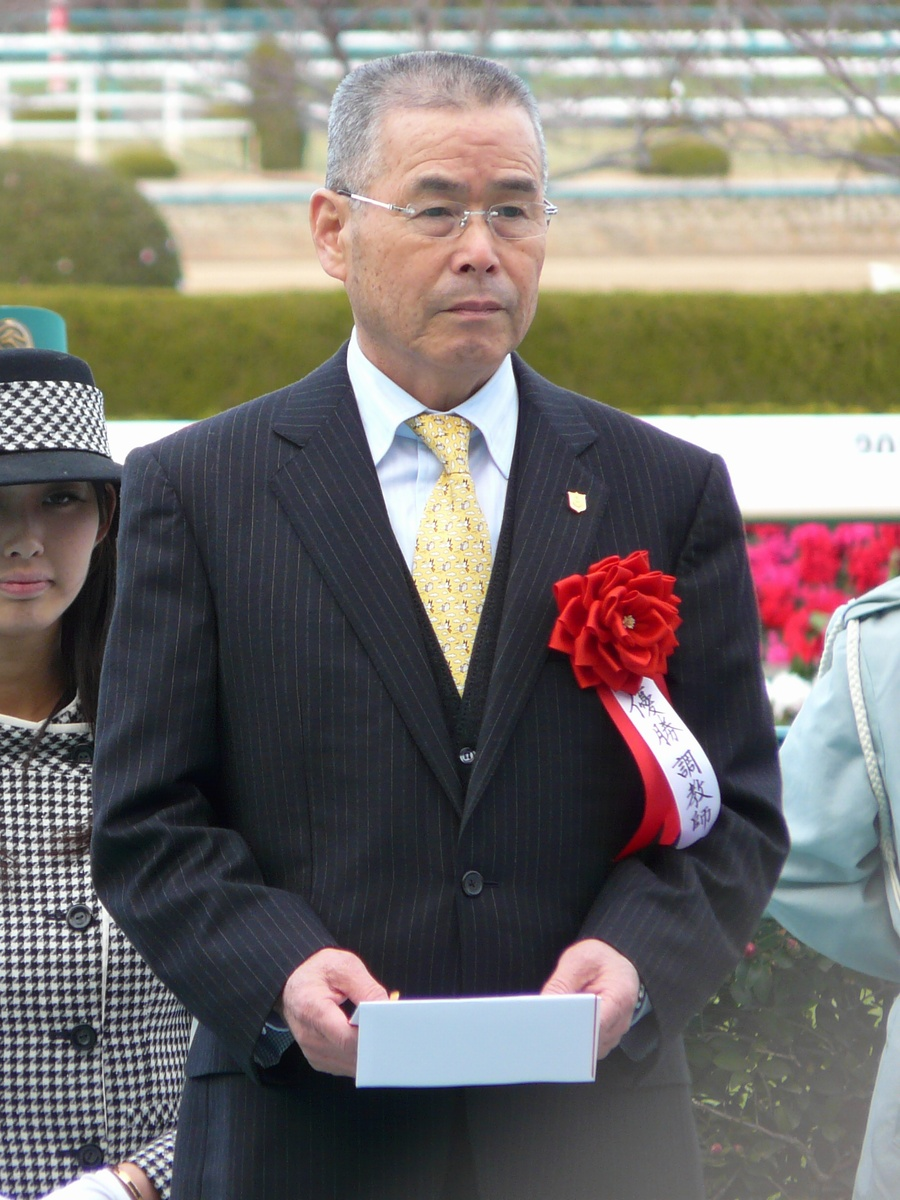
池江泰郎

ディープインパクトは2004年（平成16年）4月15日に早来町のホルスタイン市場で産地馬体審査を受けた。そして同年9月8日、栗東トレーニングセンターの池江泰郎厩舎に入厩し、池江敏行調教助手と市川明彦厩務員が担当することになった。初めてディープインパクトを見た市川は、同馬が小柄でかわいらしい顔をしていたため牝馬でないかと思い本当に牡馬かどうか股を覗きこみ確認したという。
入厩して1か月が経過した10月、坂路の調教で初めてタイムを計ったときに、調教師の池江が58秒から59秒で走らせるように指示したが、これよりも速い54秒前半のタイムを出してきた。この時、きっとバテバテになってしまっているに違いないと調教助手の池江敏行が心配して駆け寄ったところ、ディープインパクトは「汗一つかいておらずケロっとしていた」といい、このとき厩務員の市川は、「ただ者ではない」と思ったとのちに語っている。その後12月に武豊騎乗でデビューすることが決定したため、デビュー戦4日前の調教で武が初めて騎乗することになった。池江敏行は武に「この馬、ひょっとしたらとんでもない馬かもしれないよ。久々に味わった、気持ちいいぐらいの背中なんだ」と言い、武が騎乗したディープインパクトは栗東トレーニングセンターのCウッドコースを6ハロン81秒5、ラスト3ハロン38秒3、1ハロン12秒5という時計で走り、併せた馬に1.6秒先着した。調教を終えると武は池江敏行に「敏行さん、この馬、ちょっとやばいかも」と興奮気味に話し、翌年の活躍に期待した。

#### 2歳 - 3歳（2004年 - 2005年）

##### 新馬戦から東京優駿まで
2004年（平成16年）12月19日阪神競馬第5競走の2歳新馬戦（芝2000メートル）で武を据えてデビュー。武は引退まで手綱を握ることとなる。レースでは、上がり3ハロン33秒1の脚で、のちに金鯱賞・マイラーズカップなど重賞4競走に優勝し安田記念で2着となるコンゴウリキシオーに4馬身の差を付けて勝利。レース前に池江敏行は武に対して「あまり派手に勝たせないでくれ」と願い出ており、レース後厩務員の市川は、このデビュー戦の強い勝ち方に「派手にやってしまった」と消耗を心配したが、レース後すぐに息が戻っていたので「クラシックでも戦える」と思ったという。
島田明宏によると、このレースの翌週の水曜日、ある雑誌の企画で京都のシティホテルで行われた、ディープインパクトの新馬戦の11日前に香港で達成した海外通算100勝をメインテーマにしたインタビューを一通り終えたあとに、武の方から「ちょっと読者用に来年の楽しみな一頭を言うとしたら、先週デビューしたディープインパクトですね。これはみなさん覚えておいてください」と言ったという。
続く2戦目は2005年（平成17年）1月22日に、京都競馬場で行われた若駒ステークスだった。レース数日前、武は「すごいことになるから見ていてください」と対談相手に語っていた。レースでは最後方から競馬をし、4コーナーに入っても先頭の馬から10馬身程度の差があったが、直線で一気に突き抜け5馬身差で勝利。武はこのレースについて「前が飛ばしすぎだと思ったからあわてることはありませんでした。捕まえられるだろうと思っていました」と振り返っている。この若駒ステークスでの圧勝によって、早くも「三冠は確実」とまで言われる存在となった。
次走には皐月賞トライアルの第42回弥生賞に出走。武はこのレースを前にして、マスコミを通じてファンに向けて「競馬場に見に来る価値のある馬だと思います」とコメントした。関東では初出走となったが、ハイセイコーを超える当競走史上最高の単勝支持率71.5パーセントを記録した。レースでは2歳王者のマイネルレコルトや京成杯を制したアドマイヤジャパン以下にクビ差ではあったものの鞭を一回も振るわずに勝利し、クラシックの最有力馬に躍り出る。
レース後、武は勝利騎手インタビューで代表質問が終わった後、ディープの良さは何か、と問われると「負けないところです」と答えた。また、3着に敗れたマイネルレコルト鞍上の後藤浩輝は、「ディープインパクトに並ばれた時、威圧感を感じました」とコメントした。
第65回皐月賞では、単勝支持率が63.0パーセント（オッズは1.3倍）と1951年（昭和26年）のトキノミノルの73.3パーセントに次ぐ史上2位となった。レース開始直後にいきなり躓き落馬寸前まで体勢を崩し、ほかの馬から4馬身ほど離れた最後方からの競馬になった。さらに向こう正面でローゼンクロイツと接触する場面があった。それでも、4コーナーでディープインパクトの気を抜く素振りを感じた武がレースで初めて鞭を入れると、直線では2着のシックスセンスに2馬身半の差をつけ勝利。フジテレビ系で実況を担当した塩原恒夫アナウンサーはゴール直後、「武豊、三冠馬との巡り合い」と五七五風にその勝利を讃えると同時に三冠を確実視するコメントを発した。無敗での皐月賞制覇は2001年のアグネスタキオン以来16頭目であり、また弥生賞勝ち馬の皐月賞制覇もアグネスタキオン以来の10頭目となった。武は蛯名武五郎、渡辺正人、岡部幸雄と並ぶ皐月賞最多の3勝目を挙げ、レース後の勝利騎手インタビューではディープインパクトの走りについて、
と答えた。当日の中山競馬場には前年を5000人近く上回る8万5146人が入場し、売り上げも前年比100.3%の256億7616万600円を記録した。レース後の記念撮影で武は競馬学校時代の1984年に無敗での三冠を達成したシンボリルドルフの主戦騎手・岡部幸雄が行ったパフォーマンスと同じ、指を1本立てて三冠取りをアピールした。
5月29日の東京優駿では、当日の東京競馬場には前年比114.8パーセントとなる14万143人もの観衆が押し寄せた。左回りのコースは初めてだったが、単勝支持率は73.4パーセント（オッズは1.1倍）とハイセイコーの持っていた当競走における単勝支持率最高記録を更新する人気となった。スタートは皐月賞同様に出遅れ、道中は後方につけるも、4コーナーでは横に大きく広がった馬群の最外を通り、直線では1頭先に抜け出したインティライミに残り200メートル地点で並んでから同馬を突き放して5馬身の差をつけ、前年のキングカメハメハに並ぶ2分23秒3のレースレコードタイで優勝。1992年（平成4年）のミホノブルボン以来となる史上6頭目の無敗の二冠を達成した。オーナーの金子真人は前年のキングカメハメハに続いて馬主として史上初のダービー連覇を達成した。
武は勝利騎手インタビューで「感動しています。この馬の強さに…」と言い、レース後の記念撮影では指を2本立てて二冠をアピールした。武によるとこのレースは「アクシデントさえなければ勝てるだろう」というぐらいの自信があったといい、「ディープの状態は万全でしたし、中山2000メートルから東京の2400メートルに舞台が変わることが、乗っている立場としては気持ち的には楽でした。前走の皐月賞で初めて目いっぱいの競馬をしたことで、ダービーではもっと走るだろうという思いもありましたね」と述べている。
そして翌日のスポーツニッポンの手記において、武はディープインパクトのことを英雄というニックネームで呼ぶことを自ら提案した。対戦した騎手もその勝ち方を高く評価し、四位洋文は「サラブレッドの理想形」、ケント・デザーモは「セクレタリアトのようなレース運びだった」と語っている。

#### 三冠達成、有馬記念での初黒星
東京優駿の後は、まず栗東トレーニングセンターで調整されたが、7月10日に札幌競馬場に移動し、それから約2か月間は同競馬場で調整された。放牧に出さずに札幌競馬場で調整されたのは、厩舎での調整のリズムを変える必要がないことと、避暑ができるからであった。札幌競馬場での調整では行きたがる気性を治すための調教もされた（性格・気性の項目を参照）。9月11日に栗東トレーニングセンターに戻り、その後は栗東で調整が行われた。
秋初戦となった神戸新聞杯は、91人の徹夜組も含めて前年比147.2%の4万6775人の観客が阪神競馬場に詰めかけた。馬体重は前走の東京優駿と同じく448kgで、単勝オッズは1.1倍で1番人気に支持された。ディープインパクトはやや飛び上がるようにしてスタートを切り、道中は最後方から2番手の位置でレースを進めた。正面スタンド前ではやや前に行きたがるところを見せたが2コーナーを回って向正面に入ったところでは完全に折り合い、3コーナー過ぎで外に出たディープインパクトは手綱を持ったままの状態で加速し、直線入り口で大外から先頭に並びかけるとそこから瞬時に抜け出し、2着シックスセンスに2馬身半の差をつけて優勝した。勝ちタイム1分58秒4はトウショウボーイが持つ従来の記録を塗り替える当時のレースレコードを記録した。レース後、武は「本当に素晴らしい馬です。なんとかこの馬を三冠馬にしてやりたいですね」とコメントした。
エアメサイアで勝利した10月16日の秋華賞の勝利インタビューで武は、「来週に大きな仕事(ディープインパクトの三冠)が残っていますから。」と答えた。そして三冠のかかった2005年（平成17年）10月23日の第66回菊花賞では、京都競馬場には菊花賞の入場動員レコードとなる13万6701人（前年度比182.0パーセント）の観客が押し寄せた。京都競馬場には863人の徹夜組を含む1万1936人のファンが午前7時20分の開門時に列を作り、JRAが先着100名に配布したディープインパクト像前での記念撮影整理券は7時30分に全てなくなり、300食限定の「めざせ三冠!!ディープインパクト号弁当」も7時45分に完売した。ディープインパクトの単勝支持率は79.03パーセントとなり、単勝式オッズは1.0倍（100円元返し）となった。この単勝支持率は菊花賞としては1963年（昭和38年）のメイズイ（6着）の83.2パーセントに次ぐ史上2位、グレード制施行後の重賞としては当時史上最高の単勝支持率であった。
レースでは好スタートを切ったものの、スタート後の最初の3コーナーから掛かってしまう。そのため武はディープインパクトを馬群の内側に入れ、前に行くのを防いだ。その後馬群中団で落ち着いたディープインパクトは、直線で先に抜け出していたアドマイヤジャパンを差し切り2馬身差をつけて優勝。シンボリルドルフ以来、21年ぶり史上2頭目の無敗での三冠馬となった。なお、ゴール前での関西テレビ馬場鉄志アナウンサーの実況「世界のホースマンよ見てくれ!!これが日本近代競馬の結晶だ!!」は2006年（平成18年）のFNSアナウンス大賞を受賞した。そしてレース後の記念撮影では武が指を3本立てて三冠をアピールした（レースに関する詳細については第66回菊花賞を参照）。
3冠レースを全勝した内国産馬に2001年から1億円の褒賞金が贈られることになっていたため、ディープインパクトが初の対象馬となった。
菊花賞後、陣営はディープインパクトを年内にあと1レース出走させる方針を示したうえで、ジャパンカップと有馬記念のどちらに出走するかを検討し、最終的に有馬記念に出走させることを決定した。事前のファン投票では16万297票を集めて1位となった。レース当日の中山競馬場には前年比129.6パーセントとなる16万2409人もの大観衆が押し寄せた。古馬とは初対決となったものの、単勝式オッズは1.3倍を記録した。しかしレースでは、いつものように後方から進めるも、ハーツクライに半馬身及ばず2着に惜敗し、8戦目にして初黒星を喫した。レース後、鞍上の武は「今日は飛ぶような走りではなかった。普通に走ってしまった」と初めての敗戦にショックを隠し切れないコメントを残している（レースに関する詳細については第50回有馬記念を参照）。
2005年（平成17年）の活躍をうけ、JRA賞では年度代表馬および最優秀3歳牡馬に選出された。JRA賞選考委員会の記者投票では最優秀3歳牡馬では満票（291票）を、年度代表馬では285票を獲得した。関西競馬記者クラブ賞も受賞した。

#### 4歳（2006年）

##### 阪神大賞典から宝塚記念まで
1月23日に行われた前年のJRA賞授賞式において、オーナーの金子が「夏にヨーロッパでいいレースがあれば使いたい」と発言し、海外遠征を行う意向が示された。海外遠征については2月、調教師の池江によって、春は阪神大賞典から天皇賞（春）へ向かい、天皇賞（春）の後にイギリスのキングジョージ6世&クイーンエリザベスダイヤモンドステークスとフランスの凱旋門賞のどちらに出走するか決定すると発表された。
2006年（平成18年）の初戦となった阪神大賞典は、88人の徹夜組も含めて前年比108.7%の3万3334人のファンが阪神競馬場に訪れ、馬券の売り上げも前年比135.6%の57億1539万8700円を記録した。3ヶ月の休み明け、ディープインパクトにとっては初めて背負う58kgの斤量、初めて体験する水を含んだ稍重馬場、直線で吹き付ける強い向かい風、菊花賞以来の3000メートルの長丁場での折り合いといった不安材料が懸念されたが単勝オッズは1.1倍で1番人気に支持された。
他馬とほぼ横並びのスタートを切り、1周目のスタンド前ではやや前に行きたがる素振りを見せたが、2周目の向正面に差し掛かるところで折り合いがつき、逃げるトウカイトリックの15馬身ほど後ろを進んだ。2周目の3コーナーで鞍上の武が手綱を持ったまま加速して先行馬との差を詰め、馬なりで4コーナーを回ると勢いの違いで先頭に並びかけ直線に入った。武がステッキを右に持ち替えて肩鞭を入れるとさらに脚を伸ばして後続を突き放し、ゴール前の100メートルほどは流すようにして2着に3馬身半の差を付けてゴールした。レース後、武は「この馬の強さを改めて感じましたね。大きな夢がありますので、それにむかっていいスタートが切れました」とコメントした。

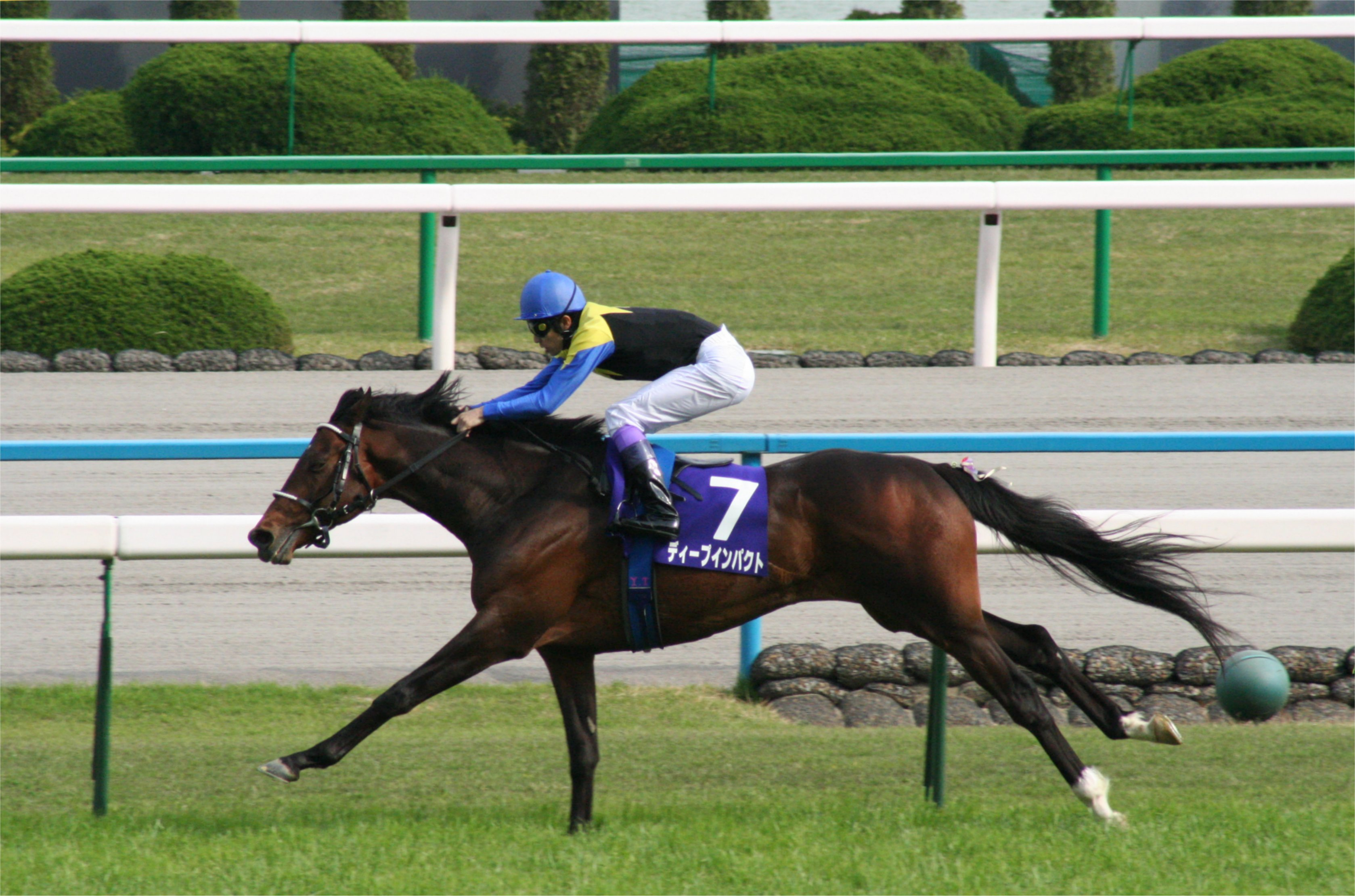
2006年4月30日、京都競馬場にて、天皇賞（春）

4月30日の第133回天皇賞（春）では、単勝支持率は1940年にマルタケが記録した71.5%を上回り当競走史上最高となる73.5パーセント（オッズは1.1倍）を記録した。スタートではまたも出遅れ、道中は最後方から2番手の位置で折り合いをつけて進んだ。そして3コーナー手前の残り1000メートル地点からロングスパートを開始して先行馬を交わしていくと、ゆっくり下ることがセオリーとされる下り坂でもスパートを続け、4コーナーで早くも先頭に立った。直線では、出走馬中最速となる上がり3ハロン33秒5の脚を使ってそのまま先頭を維持し、2着のリンカーンに3馬身半の差をつけ優勝した。
三冠馬の翌年春の天皇賞勝利は1985年のシンボリルドルフ以来2頭目であり、勝ち時計の3分13秒4は芝3200mの世界レコードタイムで、1997年（平成9年）の第115回天皇賞においてマヤノトップガンが記録した3分14秒4のレースレコードを1秒更新した。2着に入ったリンカーン（3着に5馬身差をつけ、かつ自らも従来のレコードタイムを上回る走破時計を出す）に騎乗した横山典弘が「（リンカーンは）生まれた時代が悪すぎた」と言うほどの内容だった。武は「世界にこれ以上強い馬がいるのかな」と言い、海外遠征での勝利に期待感を示した。レース後の記念撮影で武は指を4本立てて四冠をアピールした。この時記録した勝ち時計3分13秒4は、全兄ブラックタイドの仔であるキタサンブラックによって2017年、第155回天皇賞（春）にて破られるまでの11年間、コースレコードとして君臨し続けた。
天皇賞（春）の勝利により、5月7日に発表された世界統一ランキング上で、芝・超長距離部門の世界ランク1位となった。翌5月8日、調教師の池江が凱旋門賞出走に向けた海外遠征プランを発表、その前哨戦として6月25日に京都競馬場で開催される第47回宝塚記念に出走することとなった。
事前に行われたファン投票では8万9864票を集め1位となり、単勝支持率も天皇賞（春）に続いて1961年にシーザーが記録した72.4%を上回るレース史上最高の75.2パーセント（オッズは1.1倍）をマークした。また、ディープインパクトはこのレースでデビューからJRA競走（サラ系平地）11戦連続で1番人気に支持され、歴代1位のハイセイコーに並んだ。当日の京都競馬場は雨で稍重の馬場状態であったが、道中後方2番手追走から残り700メートル地点で進出を開始すると、直線では馬場外目を伸び、2着のナリタセンチュリーに4馬身差を付け優勝した。そして同競走を優勝したことで史上7頭目、史上最速での（収得賞金額）10億円馬となった。レース後の記念撮影で武は指を5本立てて五冠をアピールした。宝塚記念優勝を受けて、7月10日付の世界ランキングでは芝長距離部門で世界1位となった。これは日本調教馬としては史上初のことである。

##### 凱旋門賞
凱旋門賞の行われるフランスに出発する前の2006年（平成18年）7月2日、たてがみの生え際にマイクロチップが埋め込まれた。これはフランスでは2006年からすべての出走馬にマイクロチップを埋め込むことが義務付けられているからである。日本では2007年（平成19年）に産まれてくる産駒から個体識別のためにマイクロチップを埋め込むことが義務付けられたが（2006年（平成18年）に産まれた産駒や現役馬は順次導入）、ディープインパクトはこれに先立ち日本産馬としてはマイクロチップの埋め込み導入第1号となった。翌3日には金子真人、池江泰郎、武がフランスへ視察に訪れ、滞在先がカルロス・ラフォンパリアス厩舎になることが決まった同月19日にはJRAからフランス遠征に際する出国予定日や帰国予定日が発表され、帯同馬が、金子が所有する3勝馬、ピカレスクコートに決まったことも報じられた。
20日には国際競馬統括機関連盟が発表した「トップ50ワールドリーディングホース」の1月1日から7月10日までの集計で125ポンドの評価を獲得し、ランキングが設立された2003年以降、日本馬として初めて世界1位となった。
ディープインパクトは8月2日から美浦トレーニングセンターに滞在してピカレスクコートとともに検疫を受け、翌3日から8日まで美浦で調整が行われた。9日、台風の影響で約2時間遅れとなった午前10時33分、成田国際空港から日本航空6461便で出国し、現地時間9日午後2時56分にフランス・パリのシャルル・ド・ゴール空港に到着した。飛行機には、池江敏行、市川、ピカレスクコートの調教助手である大久保秀信。シャンティーで厩務員の経験があり、フランスで通訳兼運転手を担う西森輝夫の4人であった。フランスでは4DKのアパートを借り、その4人で凱旋門賞当日まで滞在することとなった。
ディープインパクトは、空港から検疫を受け、馬運車で40分ほど移動、午後5時過ぎにカルロス・ラフォンパリアス厩舎に到着した。ドーヴィル競馬場で参戦していた武も駆けつけ、翌日には池江も合流した。日本から持ち込んだ飼い葉を使用し、飲み水は持参した浄水器によって現地の水が途中から用いられた。調教は、厩舎の奥にあるエーグル調教場にて行われた。日本で主に使用していたウッドチップコースがなく、ダートコースを代用する予定であった。しかしダートコースは雨で状態が悪くなり、クッション性に富み天候の影響を受けにくいファイバーサンドコースに切り替えられた。8月末、雨が続いてファイバーサンドコースも次第にクッション性が失われ、再びダートコースに舞い戻ることとなった。
9月13日には主催者のフランスギャロの許可を受け、凱旋門賞が開催されるロンシャン競馬場でスクーリングを兼ねた調教が行われた。ピカレスクコートにラフォンパリアス厩舎の1頭を加えた計3頭で、装鞍所からパドックに向かい、本番と同じ2400メートルをダク、キャンターで駆けた。先行するラフォンパリアス厩舎の1頭をリードホースと見立てて、直線で外から追い出してリードホースに2馬身先着した。軍土門隼夫によると、調教は「理想的な『予行演習』」だったという。約80人の報道陣が集まり、日本人はその半数を占めた。フランスの専門紙であるパリチュルフは、スクーリングを一面で扱い「ディープインパクト その時が始まろうとしている」との見出しが掲載された。
10月1日の凱旋門賞は、前年の同競走の優勝馬ハリケーンラン、前年のブリーダーズカップ・ターフの優勝馬シロッコ、そしてディープインパクトの古馬3頭が「三強」を形成した。直前の各ブックメーカーのオッズではこの3頭が上位人気を占め、中にはディープインパクトを単独で1番人気に推すところもあった。この3頭と対戦するのを他陣営が嫌ったためか、レースは8頭という史上2番目の少頭数で行われることになった。それまで欧州調教馬以外勝ったことのない凱旋門賞だが、現地のメディアやファンからは「今回はディープインパクトに勝たれても仕方ない」という諦めムードさえ見られた。ロンシャン競馬場内では、日本人がディープインパクトの単勝馬券を多数購入したため、一時は1.1倍という断然の1番人気となった（最終的なオッズは1.5倍）。
事前の申し入れによりゲートには最後に収まった。好スタートを切り、今までの控える競馬とは違い道中2 - 3番手でレースを進めると、残り400メートル地点でいったん先頭となったが、残り100メートル地点でレイルリンクに、さらにゴール直前でプライドにも交わされて3位入線に終わった。敗因として武は「直線を向いてからハミを取らなかった。ギアが一段上がらなかった」と語っている。
そのほか競馬関係者もこの敗戦を分析し、岡部幸雄と柴田政人は斤量とヨーロッパ特有の重い馬場を敗因として挙げ、さらに岡部は現地のレースを1回経験させておいたほうが良かったとの見解も示している。また、江面弘也はフランスのアンドレ・ファーブル厩舎の3頭に囲まれながらレースを進めざるを得なかったことを指摘し、ディープインパクトは「『なにをしてでも勝たなければいけないフランス』に負けた」としている（レースに関する詳細は第85回凱旋門賞及びディープインパクト禁止薬物検出事件を参照）。

##### 日本帰国からジャパンカップまで
ディープインパクトは10月4日にフランスから日本に帰国し、千葉県白井市の競馬学校で検疫が行われた。その後は、滋賀県のグリーンウッド・トレーニングにて3週間の着地検査を行う予定であったが、調教師の池江によって10月29日の天皇賞（秋）にて復帰することが決まり、規定により同競走が開催される東京競馬場で着地検査が行われた。
10月11日には2006年（平成18年）限りで現役を引退することが発表され、51億円（8500万円×60株）のシンジケートが組まれ種牡馬となることが決定。当時日本で最高価格となるシンジゲートが組まれた。午後3時から東京競馬場の事務所にて池江の会見が行われた。池江はこれまでに引退について話したことはなく、「寝耳に水」の状態であった。
しかし、引退発表から数日後の10月19日、凱旋門賞のレース後に実施された理化学検査でフランス競馬における禁止薬物イプラトロピウムが検出されたことがJRAによって発表された。そして11月16日、正式に凱旋門賞失格が通告された（禁止薬物問題についてはディープインパクト禁止薬物検出事件を参照）。
天皇賞（秋）は、帰国して日が浅い中で出走させるのは馬がかわいそうだということで回避が決定され、日本国内での復帰初戦はジャパンカップにずれ込むこととなった。
迎えた11月26日のジャパンカップでは2005年の有馬記念以来のハーツクライとの再戦となった。同競走は海外からは当年のカルティエ賞年度代表馬ウィジャボードを含む2頭しか出走せず、日本馬を合わせても11頭しかいないという、ジャパンカップとしては少数立てのレースとなった。単勝オッズ1.3倍の1番人気に推され、単勝支持率は61.2パーセントを占めた。日本国内で走ったレースの中ではもっとも低かったが、2000年にテイエムオペラオーが記録した50.5%を上回るジャパンカップ史上最高の支持率だった。レースはスローペースとなったが、ディープインパクトは終始最後方で待機し道中を進めた。そして直線に向くと内に入った他馬を大外から一気に捲り、ドリームパスポートに2馬身差をつけ優勝した。ラジオNIKKEI所属のアナウンサー・中野雷太はゴールの瞬間、凱旋門賞敗戦後にディープインパクトが「悪役に転じた」ことなどを踏まえて、「全てを振り切って、ディープインパクトゴールイン」と実況した。3着ウィジャボードに騎乗したランフランコ・デットーリは、そのパフォーマンスに「ファンタスティック・ホース」と評した。後に武はこう振り返っている。
レース後、武はスタンド前のインタビューで「飛びましたね」と語り、スタンドの観客を沸かせた。観客の反応に対し、武は「心から嬉しくなった」という。表彰式に出るときに武はファンといっしょになって万歳三唱をした。記念撮影では武の5本指にオーナーの金子の1本指が加わって六冠を表す6本指ができた。一方、再戦ムードを盛り上げたハーツクライは、レース前から陣営が明らかにしていた喘鳴症（喉鳴り）が進行しており、見せ場なく10着に敗れた。

##### 有馬記念

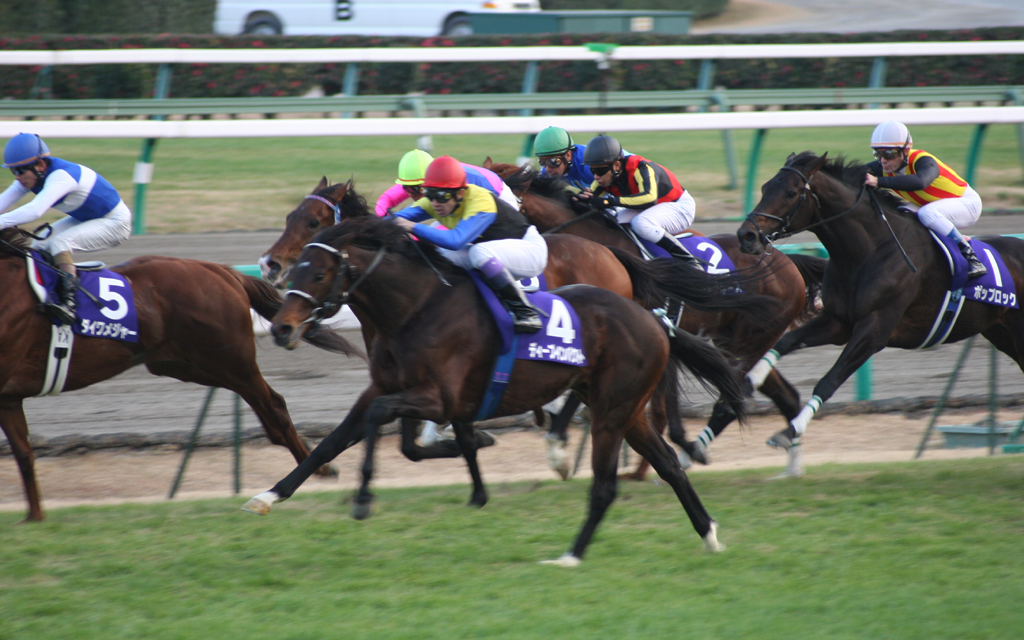
2006年12月24日、中山競馬場にて、有馬記念

そして12月24日、引退レースとなる有馬記念に出走した。事前に行われたファン投票では11万9940票を集め2年連続1位、かつファン投票で選ぶレースとしては3レース連続で（2005年有馬記念・2006年宝塚記念・2006年有馬記念）1位となった。単勝支持率は70.1パーセント（オッズ1.2倍）で、1957年（昭和32年）にハクチカラが記録した76.1パーセントに次ぐ史上2位となった。レースでは道中後方3番手につけ、3コーナーから追い出して直線で早々と先頭に立つと、最後は流しながらも2着ポップロックに3馬身の差をつける圧勝で、有終の美を飾った。武が「生涯最高のレースができた」「今までにないくらい、強烈な『飛び』だった」と言うほどのレース内容だった。
このレースの勝利でシンボリルドルフ・テイエムオペラオーに並ぶ史上3頭目（当時）の中央競馬GI7勝の最多タイ記録を達成し、獲得賞金は14億5155万1000円となりテイエムオペラオーに次ぐ単独2位にランクインした。2006年1年間では7億7148万8000円を獲得し、84年,85年のシンボリルドルフ、98年,99年のスペシャルウィークに続く3頭目のグレード制導入以降2年連続JRA年間獲得賞金1位馬となった。
父・サンデーサイレンスにとってはこのレースでゼンノロブロイ、ハーツクライに続いて産駒による同レース三連覇を達成し、ヒンドスタンと並ぶ同レース最多の4勝を達成した。池江泰郎にとっては87年のメジロデュレン以来、武にとっては90年のオグリキャップ以来16年ぶりとなる有馬記念2勝目を挙げた。この後ウイニングランは行われなかったが、その理由について武は、ゴールを過ぎてから走るのを嫌がったためだと語っている。記念撮影では武の5本指にオーナーの金子の2本指が加わって七冠を表す7本指ができた（レースに関する詳細については第51回有馬記念を参照）。
当日の全競走が終了したあとに引退式が行われた。約5万人のファンが見守る中、厩務員の市川と調教助手の池江に曳かれながら、武を背に同日の有馬記念のゼッケンを付けて登場した。
世界ランキングでは、夏から秋にかけては一時的に順位を落としたものの、有馬記念の優勝によって、最終的な2006年通年の世界ランキング4位となった。JRA賞でも年度代表馬および最優秀4歳以上牡馬に選出された。年度代表馬は2年連続の受賞だった。JRA賞選考委員会の記者投票では総得票数289票のうち年度代表馬で287票、最優秀4歳以上牡馬で288票を獲得した。前年に続き関西競馬記者クラブ賞も受賞した。

## 競走成績
以下の内容は、netkeiba.comおよびGENYcoursesの情報に基づく。
| 競走日 | 競走日 | 競馬場     | 競走名       | 格  | 距離馬場       | 頭 数 | 枠 番 | 馬 番 | オッズ （人気） | 着順 | 騎手 | 斤量 [kg] | タイム （上がり3F） | 着差 | 1着馬（2着馬）         | 馬体重 [kg] |
| ------ | ------ | ---------- | ------------ | --- | -------------- | ----- | ----- | ----- | --------------- | ---- | ---- | --------- | ------------------- | ---- | ---------------------- | ----------- |
| 2004.  | 12.19  | 阪神       | 2歳新馬      |     | 芝2000m（良）  | 9     | 4     | 4     | 1.1（1人）      | 1着  | 武豊 | 55        | 02:03.8 （33.1）    | -0.7 | （コンゴウリキシオー） | 452         |
| 2005.  | 01.22  | 京都       | 若駒S        | OP  | 芝2000m（良）  | 7     | 4     | 4     | 1.1（1人）      | 1着  | 武豊 | 56        | 02:00.8 （33.6）    | -0.9 | （ケイアイヘネシー）   | 450         |
|        | 03.06  | 中山       | 弥生賞       | GII | 芝2000m（良）  | 10    | 8     | 10    | 1.2（1人）      | 1着  | 武豊 | 56        | 02:02.2 （34.1）    | -0.0 | （アドマイヤジャパン） | 446         |
|        | 04.17  | 中山       | 皐月賞       | GI  | 芝2000m（良）  | 18    | 7     | 14    | 1.3（1人）      | 1着  | 武豊 | 57        | 01:59.2 （34.0）    | -0.4 | （シックスセンス）     | 444         |
|        | 05.29  | 東京       | 東京優駿     | GI  | 芝2400m（良）  | 18    | 3     | 5     | 1.1（1人）      | 1着  | 武豊 | 57        | 02:23.3 （33.4）    | -0.8 | （インティライミ）     | 448         |
|        | 09.25  | 阪神       | 神戸新聞杯   | GII | 芝2000m（良）  | 13    | 6     | 9     | 1.1（1人）      | 1着  | 武豊 | 56        | R1:58.4（34.1）     | -0.4 | （シックスセンス）     | 448         |
|        | 10.23  | 京都       | 菊花賞       | GI  | 芝3000m（良）  | 16    | 4     | 7     | 1.0（1人）      | 1着  | 武豊 | 57        | 03:04.6 （33.3）    | -0.3 | （アドマイヤジャパン） | 444         |
|        | 12.25  | 中山       | 有馬記念     | GI  | 芝2500m（良）  | 16    | 3     | 6     | 1.3（1人）      | 2着  | 武豊 | 55        | 02:32.0 （34.6）    | -0.1 | ハーツクライ           | 440         |
| 2006.  | 03.19  | 阪神       | 阪神大賞典   | GII | 芝3000m（稍）  | 9     | 2     | 2     | 1.1（1人）      | 1着  | 武豊 | 58        | 03:08.8 （36.8）    | -0.6 | （トウカイトリック）   | 442         |
|        | 04.30  | 京都       | 天皇賞（春） | GI  | 芝3200m（良）  | 17    | 4     | 7     | 1.1（1人）      | 1着  | 武豊 | 58        | R3:13.4 （33.5）    | -0.7 | （リンカーン）         | 438         |
|        | 06.25  | 京都       | 宝塚記念     | GI  | 芝2200m（稍）  | 13    | 6     | 8     | 1.1（1人）      | 1着  | 武豊 | 58        | 02:13.0 （34.9）    | -0.7 | （ナリタセンチュリー） | 442         |
|        | 10.01  | ロンシャン | 凱旋門賞     | G1  | 芝2400m（Bon） | 8     |       | 1     | 1.5（1人）      | 失格 | 武豊 | 59.5      | 3位入線             |      | Rail Link              |             |
|        | 11.26  | 東京       | ジャパンC    | GI  | 芝2400m（良）  | 11    | 6     | 6     | 1.3（1人）      | 1着  | 武豊 | 57        | 02:25.1 （33.5）    | -0.3 | （ドリームパスポート） | 436         |
|        | 12.24  | 中山       | 有馬記念     | GI  | 芝2500m（良）  | 14    | 3     | 4     | 1.2（1人）      | 1着  | 武豊 | 57        | 02:31.9 （33.8）    | -0.5 | （ポップロック）       | 438         |

- タイム欄のRはレコード勝ちを示す。
- 競走成績表注釈

1. ↑  日本語では一般的に「稍重」に相当する。JBISサーチでは「稍重」[134]、netkeiba.comでは「良」[135]と表記している。詳細は馬場状態を参照。
2. ↑  日本国外では、複数の事業者（ブックメーカー）が自由に馬券を販売できるため、業者ごとに倍率は異なり、人気とは連動しない。ここではロンシャン競馬場内の倍率[109]を示す。（フランスはパリミュチュエル方式を採用しており、競馬場内で馬券を買う限りにおいては人気と倍率は連動する。）

## 種牡馬時代

### 産駒デビューまで（2007年 - 2009年）

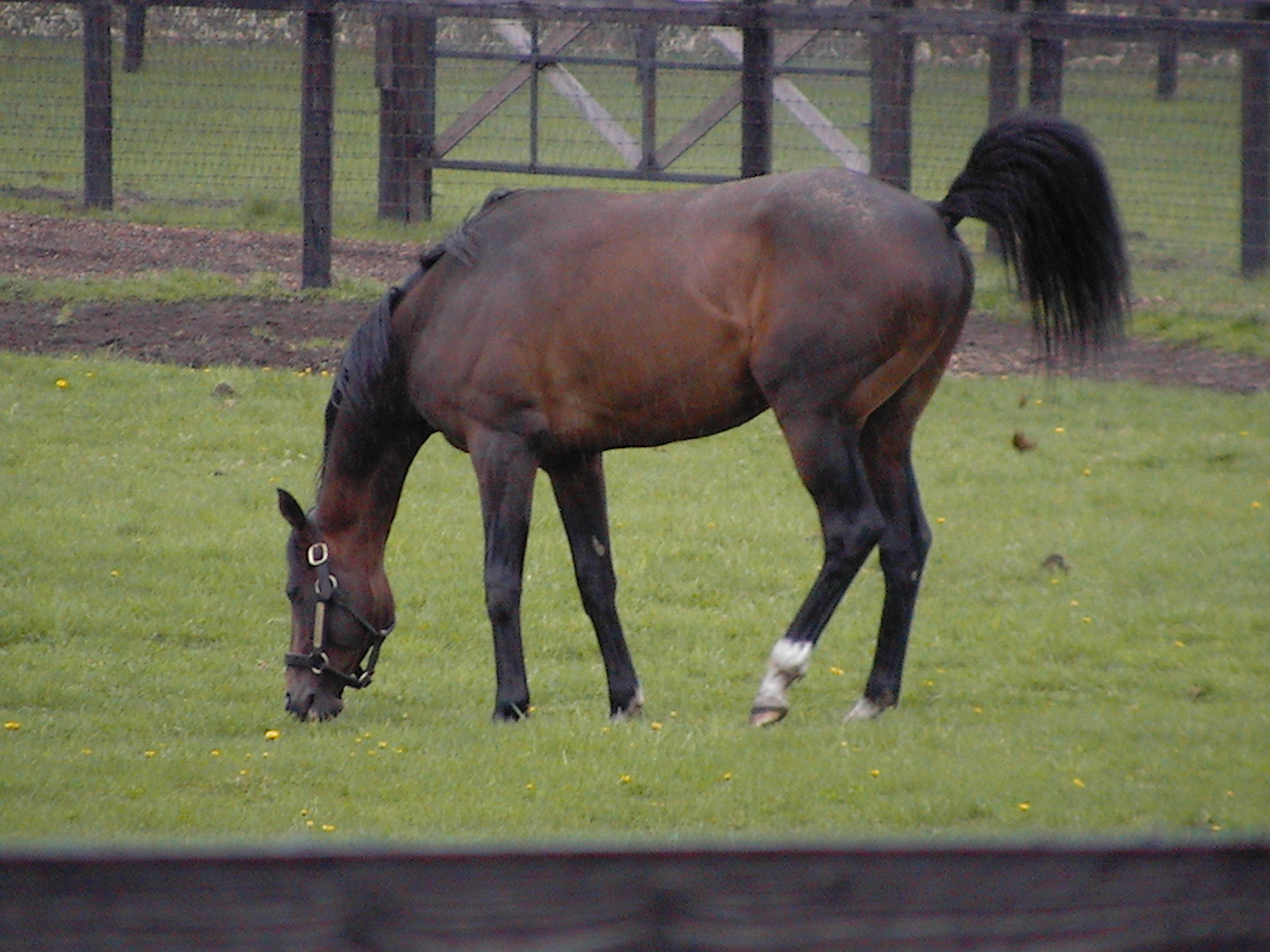
2007年5月11日、社台スタリオンステーションにて

2006年（平成18年）12月25日付で競走馬登録が抹消され、2007年（平成19年）から北海道勇払郡安平町の社台スタリオンステーションで種牡馬となった。種牡馬入りのために金子真人から買い戻した金額はセリ時の約73倍にあたる51億円であった。それからディープインパクトは、父サンデーサイレンスやノーザンテースト、リアルシャダイが過ごした「功労馬厩舎」と呼ばれている厩舎で過ごすことになった。同スタリオンでの担当厩務員はノーザンテーストを担当していた森田敬治である。
2007年（平成19年）2月14日には社台スタリオンステーションで引退後初めての一般公開が行われ、会場には約1200人のファンが集まった。以後は同スタリオンで繋養される他の内国産種牡馬と同様、放牧地にいる間の一般見学が可能になっているが、本馬にのみ専門の警備員が付き添う形になっている。
初年度（2007年）の種付料は当時の日本で繋養される種牡馬としては最高額となる1200万円であった。初年度は日本国内の新種牡馬の中では最多となる206頭に種付けを行い、2008年（平成20年）1月9日には初産駒が鳥井牧場で誕生した（牝馬。母ロングディライト）。
2008年（平成20年）7月15日と7月16日に行われたセレクトセール2008当歳馬セールにて産駒が初めてセリに出され、2日間で総勢36頭が登場して31頭が落札された。最高落札価格馬は初日に登場したビワハイジの2008で、2億2000万円という高値で島川隆哉に落札された。最終的にこの2日間で産駒の総売却額は19億1000万円、1頭平均売却額約6161万円となり、2006年（平成18年）にキングカメハメハが記録した新種牡馬産駒の総売却額17億4500万円、1頭平均売却額約5629万円の記録を更新し、売却頭数31頭は2006年（平成18年）のキングカメハメハと同数となった。

### 産駒デビュー後（2010年 - ）

#### 2010年
2010年（平成22年）に初年度産駒がデビューした。6月26日に福島競馬場で行われたメイクデビュー福島にてサイレントソニックが勝利し、産駒の中央競馬初勝利を記録した。その後も産駒の勝利数は順調に増え続け、11月21日に京都競馬場で行われた2歳未勝利戦でボレアスが勝利し、産駒26頭目の勝ち馬となり、2005年（平成17年）にアグネスタキオンが記録した25頭を抜きJRA2歳新種牡馬の勝馬頭数の新記録を達成。
11月27日には京都競馬場で行われた2歳未勝利戦でハッピーグラスが勝利して、産駒のJRA通算勝利数が31勝となった。これにより、父サンデーサイレンスが持っていた種牡馬供用初年度のJRA通算勝利数30勝の記録を16年ぶりに更新。12月25日には阪神競馬場で行われたラジオNIKKEI杯2歳ステークスでダノンバラードが1着になり、産駒初の重賞制覇となった。
最終的に初年度産駒がJRAの2歳戦で41勝し、総獲得賞金5億3704万3000円をあげた結果、2010年度のJRA2歳リーディングサイアーに輝いた。なお、この産駒出走初年度の総獲得賞金記録も、サンデーサイレンスが持っていた4億9062万5000円の記録を16年ぶりに更新することとなった。

#### 2011年
2011年（平成23年）にはマルセリーナが桜花賞を制し、産駒のGI競走およびクラシック初制覇を果たした。また、リアルインパクトがGI格付け以降では初めてとなる、3歳馬による安田記念優勝を果たした。さらに阪神ジュベナイルフィリーズではジョワドヴィーヴルが史上初のデビュー2戦目でのGI制覇を達成している。10月22日には産駒がJRA年間100勝を達成したが、産駒がデビューして2年目の同日における達成は最速記録だった。
JRAのサイアーランキングではキングカメハメハに次ぐ2位（中央競馬と地方競馬の合算（以下、「全国」と記述）では4位）、2歳部門ではJRAと全国でともに2年連続でリーディングサイアーとなった。

#### 2012年
2012年（平成24年）には、ジェンティルドンナが桜花賞、優駿牝馬（オークス）、秋華賞を制し牝馬三冠を達成し、さらに3歳牝馬として初めてジャパンカップも制した。また、東京優駿ではディープブリランテが優勝した。
フランスではグロット賞 （G3） をビューティーパーラー （Beauty Parlour） が勝利し、産駒初の日本国外重賞初制覇を達成。同馬は続くプール・デッセ・デ・プーリッシュ（フランス1000ギニー） （G1） にも勝利し、日本国外のG1競走初制覇も果たした。最終的には産駒がGI・5勝を含む重賞18勝を挙げるなど活躍し、初のJRAと全国のリーディングサイアーに輝いた。
産駒はJRAで216勝を挙げ、これはキングカメハメハの184勝（2011年）を塗り替える、内国産種牡馬のJRA年間勝利数の新記録である。また、JRAと全国の2歳リーディングサイアーの座も獲得した。これらの産駒の活躍で翌2013年の種付料は、種付時までに全納のみで1,500万円（不受胎時全額返還）にまで値上げされたが、すぐにBOOK FULLとなるなど、サンデーサイレンスの後継種牡馬の筆頭と目されていた。

#### 2013年
2013年（平成25年）の桜花賞をアユサンが制して産駒の同競走3連覇を達成した。ジャパンカップではジェンティルドンナが同競走史上初の連覇を達成した。他にも、ヴィルシーナがヴィクトリアマイルに、キズナが東京優駿に、トーセンラーがマイルチャンピオンシップに勝利。キズナは凱旋門賞制覇を目指しフランスに遠征も行い、前哨戦となるニエル賞（G2）に優勝した（本番の凱旋門賞は4着）。
これらの産駒の活躍により、2年連続でJRAリーディングサイアーと全国リーディングサイアーを、4年連続でJRA・全国2歳リーディングサイアーを獲得した。

#### 2014年
2014年（平成26年）は、ドバイシーマクラシックをジェンティルドンナが制し、産駒の日本調教馬として初の日本国外G1制覇を達成した。桜花賞ではハープスターが勝利し、産駒の同競走4連覇を達成。また、阪神ジュベナイルフィリーズはショウナンアデラが、朝日杯フューチュリティステークスはダノンプラチナが勝利し、2009年のキングカメハメハ産駒（アパパネ、ローズキングダム）以来の2歳GI両競走制覇となった。さらに中山大障害ではレッドキングダムが制して産駒のJ・GI初制覇を達成した。
その他にも、ミッキーアイル（NHKマイルカップ）、ヴィルシーナ（ヴィクトリアマイル）、ショウナンパンドラ（秋華賞）、スピルバーグ（天皇賞（秋））、ラキシス（エリザベス女王杯）、ダノンシャーク（マイルチャンピオンシップ）、ジェンティルドンナ（有馬記念）がGI競走に優勝した。
重賞競走では、京都牝馬Sをウリウリが勝ち、産駒のJRA重賞競走通算50勝を達成。さらにスワンステークスをミッキーアイルが制して産駒重賞勝ち数が72勝となり、フジキセキを抜いて内国産種牡馬のJRA重賞勝利数歴代1位となった。
JRAでの年間記録のうち、勝利数（232勝）、重賞勝利数（37勝）、GI勝利数（11勝）、獲得賞金（67億6270万円）で自己最高を記録し、3年連続でJRAおよび全国リーディングサイアーを、5年連続で2歳リーディングサイアーを獲得した。なお、重賞勝利数はサンデーサイレンス産駒の38勝（2003年）に次ぐ歴代2位、GI勝利数は歴代1位である。

#### 2015年
2015年（平成27年）は、ミッキークイーンが優駿牝馬に優勝。また同馬による10月19日の秋華賞の勝利は、産駒によるJRA重賞通算100勝を達成。史上最速での更新であった（史上3頭目、5年3カ月29日）。
他にもマリアライト（エリザベス女王杯）、ショウナンパンドラ（ジャパンカップ）がGI競走に優勝し、さらにリアルインパクトはジョージライダーステークス、エイシンヒカリは香港カップで海外G1勝利を果たした。函館2歳ステークスをブランボヌールが制したことにより、グレード制を導入した1984年以降で8頭目となるJRA全10場重賞制覇を達成した。10月12日にラベンダーヴァレイが勝利し、産駒によるJRA通算1000勝を史上最速で達成した（史上17頭目、5年3カ月23日）。
獲得賞金（JRAにて69億701万5000円）で自己最高記録を更新し、4年連続でJRA・全国リーディングサイアーを獲得した。一方で2歳成績ではダイワメジャー（6億5980万9000円）に次ぐ2位（6億228万円）に終わった。

#### 2016年
2016年（平成28年）は、ディーマジェスティ（皐月賞）、シンハライト（優駿牝馬）、マカヒキ（東京優駿）、マリアライト（宝塚記念）、ヴィブロス（秋華賞）、サトノダイヤモンド（菊花賞、有馬記念）、ミッキーアイル（マイルチャンピオンシップ）、サトノアレス（朝日杯フューチュリティステークス）が国内のGI競走に優勝した。菊花賞を制したことにより、同産駒は史上初の3歳GI完全制覇を達成した。
また、中日新聞杯をサトノノブレスが制して新記録となる6週連続JRA重賞勝利を達成し、後に7週連続まで記録をのばした。海外ではリアルスティールがドバイターフ、エイシンヒカリがイスパーン賞でG1を制覇、マカヒキはニエル賞（G2）を勝利した。
獲得賞金（JRAにて73億7053万1000円）で自己最高記録を更新し、5年連続でJRA・全国リーディングサイアーを獲得した。また、JRA・全国2歳リーディングサイアーを2年ぶりに獲得した。

#### 2017年
2017年（平成29年）は、皐月賞でアルアインが、安田記念でサトノアラジンが、朝日杯フューチュリティステークスでダノンプレミアムがGI制覇を果たした。海外ではドバイターフをヴィブロスが制し、産駒の同競走連覇を達成した。また、日本で生産され離乳後にアイルランドに渡ったサクソンウォリアー（Saxon Warrior）がイギリスのレーシングポストトロフィー（G1）を勝利し、産駒初のイギリスG1制覇を果たすと同時に、日本産馬初のイギリスG1制覇を成し遂げた。2016年にオーストラリアに移籍したトーセンスターダム（Tosen Stardom）は、トゥーラックハンデキャップとエミレーツステークスの2つのG1を勝利した。
11月19日にフランツが勝利し、産駒によるJRA通算1500勝を史上最速で達成した（史上6頭目、7年5カ月0日）。
JRA年間勝利数（251勝）で自己最高記録を更新し、6年連続でJRA・全国リーディングサイアーを、2年連続でJRA・全国2歳リーディングサイアーを獲得した。なお2歳戦では勝馬数50、勝利数57を記録し、サンデーサイレンスが2004年に記録した勝馬数47、勝利数54のJRA記録を13年ぶりに更新した。また、セダブリランテスがラジオNIKKEI賞に勝利し父の父として、キセキが菊花賞に勝利し母の父として初めて重賞勝ち馬を送り出し、孫の代からも活躍馬が現れ始めていた。

#### 2018年
2018年（平成30年）は、ケイアイノーテック（NHKマイルカップ）、ジュールポレール（ヴィクトリアマイル）、ワグネリアン（東京優駿）、フィエールマン（菊花賞）、ダノンファンタジー（阪神ジュベナイルフィリーズ）がJRAのGI競走に優勝した。また、アンジュデジールがJBCレディスクラシックに優勝し、産駒のダートGI競走初勝利となった。
海外調教馬も活躍し、サクソンウォリアーがイギリス2000ギニーを優勝し、日本産馬初のイギリスクラシック制覇を達成した。また、フランス調教馬のスタディオブマン（Study of Man）がジョッケクルブ賞（フランスダービー）を優勝し、同年の日本ダービーの勝ち馬ワグネリアンと合わせて2ヶ国のダービー制覇を達成した。
JRA年間勝利数（265勝）で自己最高記録を更新し、7年連続でJRA・全国リーディングサイアーを、3年連続でJRA・全国2歳リーディングサイアーを獲得した。

#### 2019年
2019年（平成31年、令和元年）は、アルアイン（大阪杯）、グランアレグリア（桜花賞）、フィエールマン（天皇賞（春））、ラヴズオンリーユー（優駿牝馬）、ロジャーバローズ（東京優駿）、ワールドプレミア（菊花賞）、コントレイル（ホープフルステークス）が国内のGI競走に勝利し、グローリーヴェイズは香港ヴァーズで優勝した。フィエールマンが天皇賞（春）を制したことにより、種牡馬史上4頭目の八大競走完全制覇を達成した。
海外調教馬のフィアースインパクト（Fierce Impact）が、トゥーラックハンデキャップとカンタラステークスの2つのG1を勝利した。10月8日にダノンキングリーが勝利し、産駒によるJRA通算2000勝を史上最速で達成した（史上2頭目、9年3カ月17日）。10月26日にセントオブゴールドが勝利したことにより、2015年2月7日から247週連続でJRAレースを勝利し、サンデーサイレンスの持つJRA記録（246週、2002年3月9日～2006年11月26日）を更新した。
7月30日、頸椎骨折により安楽死処置が取られ、死亡した（骨折により安楽死を参照）。
獲得賞金（76億8176万8000円）で自己最高を記録し、8年連続でJRA・全国リーディングサイアーを、4年連続でJRA・全国2歳リーディングサイアーを獲得した。

#### 2020年
2020年（令和2年）は、コントレイル（皐月賞、東京優駿、菊花賞）、フィエールマン（天皇賞（春））、グランアレグリア（安田記念、スプリンターズステークス、マイルチャンピオンシップ）が国内のGI競走に勝利している。コントレイルは無敗で牡馬クラシック三冠を制し、親子2代で無敗の牡馬クラシック三冠を達成。また、グランアレグリアがスプリンターズステークスを制したことにより、産駒初のスプリントGI制覇となり、JRAの平地芝G1競走で産駒が制していないのは高松宮記念のみとなった（障害競走も含めると中山グランドジャンプの計2競走）。また、海外調教馬のファンシーブルー（Fancy Blue）がディアヌ賞（フランスオークス）（G1）とナッソーステークス（G1）を勝利し、フィアースインパクト（Fierce Impact）がマカイビーディーヴァステークス（G1）を勝利して2019/2020シーズンのオーストラリアの最優秀中距離馬を受賞した。
リアルインパクトの産駒で、孫にあたるラウダシオンがNHKマイルカップを勝利。12月5日、中京4Rでモーソンピークが1着となり、産駒のJRA通算勝利が2300勝に到達した。これは父・サンデーサイレンスに次いで2番目の記録達成で、父の11年3ヶ月29日を上回る10年5ヶ月16日での史上最速の達成である。
獲得賞金（79億5291万2000円）で自己最高を記録し、9年連続でJRA・全国リーディングサイアーを、5年連続でJRA・全国2歳リーディングサイアーを獲得した。

#### 2021年
2021年（令和3年）はレイパパレが大阪杯を制覇し、史上初の無敗での大阪杯制覇を達成した他、シャフリヤールが東京優駿を制し、産駒4連覇を達成するとともに、産駒の東京優駿勝利記録で歴代1位になった。海外ではスノーフォールが英オークスをレース史上最大着差である16馬身差の圧勝で制した。同馬は次走の愛オークスも制し、史上15頭目の英愛オークスダブル制覇を成し遂げた。またこの勝利で産駒初のアイルランドG1初制覇をクラシック制覇で果たすと同時に、欧州主要3ヶ国のオークス制覇を達成した。
5月15日、東京5Rでシテフローラルが勝利して、産駒のJRA通算勝利数が2400勝に到達した。父・サンデーサイレンスに次いで史上2番目の記録達成で、父の記録11年7ヶ月26日を上回る10年10ヶ月26日での達成は史上最速である。
11月6日（現地時間）、アメリカのデルマー競馬場で行われたブリーダーズカップ・フィリー&メアターフをラヴズオンリーユーが勝利。産駒初、そして日本調教馬初のブリーダーズカップ制覇を果たした。
11月21日、東京3Rでグランスラムアスクが勝利して、産駒のJRA通算勝利が2500勝に到達した。これは父・サンデーサイレンスに次いで2番目の記録達成で、父の12年0ヶ月7日を上回る11年5ヶ月2日での達成は史上最速である。

#### 2022年
2022年（令和4年）の弥生賞ディープインパクト記念で唯一の産駒で出走したアスクビクターモアが勝利し父・サンデーサイレンスの記録を超え7勝目を記録し出走機会6連覇を達成した。同馬は10月に行われた菊花賞を制し、同一産駒で5勝目。12世代にわたってクラシックホースを輩出する快挙を成し遂げた。ドバイシーマクラシックをシャフリヤールが制し、史上初のダービー馬による海外G1制覇を達成した。さらに大阪杯をそれまで重賞未勝利だったポタジェが勝利した。
この年、2歳を迎えたラストクロップの世代からは、アイルランド調教馬のオーギュストロダン（Auguste Rodin）がイギリスのフューチュリティトロフィーを制し、13世代目からのG1級競走優勝馬を輩出した。

#### 2023年
ラストクロップとなった12頭（日本国内6頭、海外6頭）のうち、ライトクオンタムがシンザン記念を勝利し、JRAにおいても全世代の産駒で重賞勝利を達成した。東京優駿の出走馬はなかったが、海外でオーギュストロダンがイギリスダービーを制覇し、産駒による日・英・仏三か国のダービー制覇を達成。これによりデビューした13世代すべてでクラシック競走（日・英・仏・愛）優勝馬を輩出した。オーギュストロダンはさらにアイリッシュダービーも制覇し、産駒による日・英・仏・愛四か国のダービー制覇を達成した。
10月1日、阪神競馬場で行われたポートアイランドステークスで、ドーブネが勝利し産駒のJRAの勝利数が2749勝目となり、JRA記録であるサンデーサイレンスの勝利数に並んだ。この記録は、サンデーサイレンスの15年6か月19日を上回る13年3か月12日で達成された。翌週10月8日、京都競馬場で行われた障害オープンの競走で、ロックユーが1着となって、JRA通算2750勝となり、サンデーサイレンスが持っていた産駒最多勝記録を超えて、新記録を打ち立てた。
現役競走馬の産駒が少なくなったため、この年はリーディングサイアーを12年ぶりに逃した。但し母父としてはリーディングを獲得し、持込馬を除くと内国産馬46年ぶりのリーディングブルードメアサイアーとなった。

#### 2024年以降
2024年にコントレイルが殿堂入り、産駒から2頭の顕彰馬を輩出したのはトウルヌソル・プリメロ・チャイナロックに続く史上4頭目。
2025年7月13日、函館11Rの巴賞でケイアイセナが1着となり、産駒の通算勝利数がJRA史上初の2800勝に到達した。

## 骨折により安楽死
2019年は例年通り2月のシーズン開始から交配を行っていたが、3月末になって首に痛みが出たため大事を取って種付けを中止した。残りシーズンの種付けは行わず、翌春に誕生予定の産駒は20頭前後になる見通しとなった。当初、首の痛みに対して検査、治療を試みたが痛みの原因が不明であった。そのため、アメリカ合衆国から専門の獣医師を呼びコンピュータ断層撮影 （CT）を行ったところ頸椎に不具合があることが判明した。7月8日・9日に開催されたセレクトセールにて検査を受けて、手術を実施することが公表された。
7月28日、患部の頸椎と頸椎の間を固定するという日本で初めての手術が行われ、術後の経過は安定していたが、翌29日午前に突如起立不能の状態となった。翌30日早朝のレントゲン検査で手術箇所とは別に頸椎骨折が判明。回復が見込めないと診断されたことから、同日、安楽死の措置が執られた。17歳没。

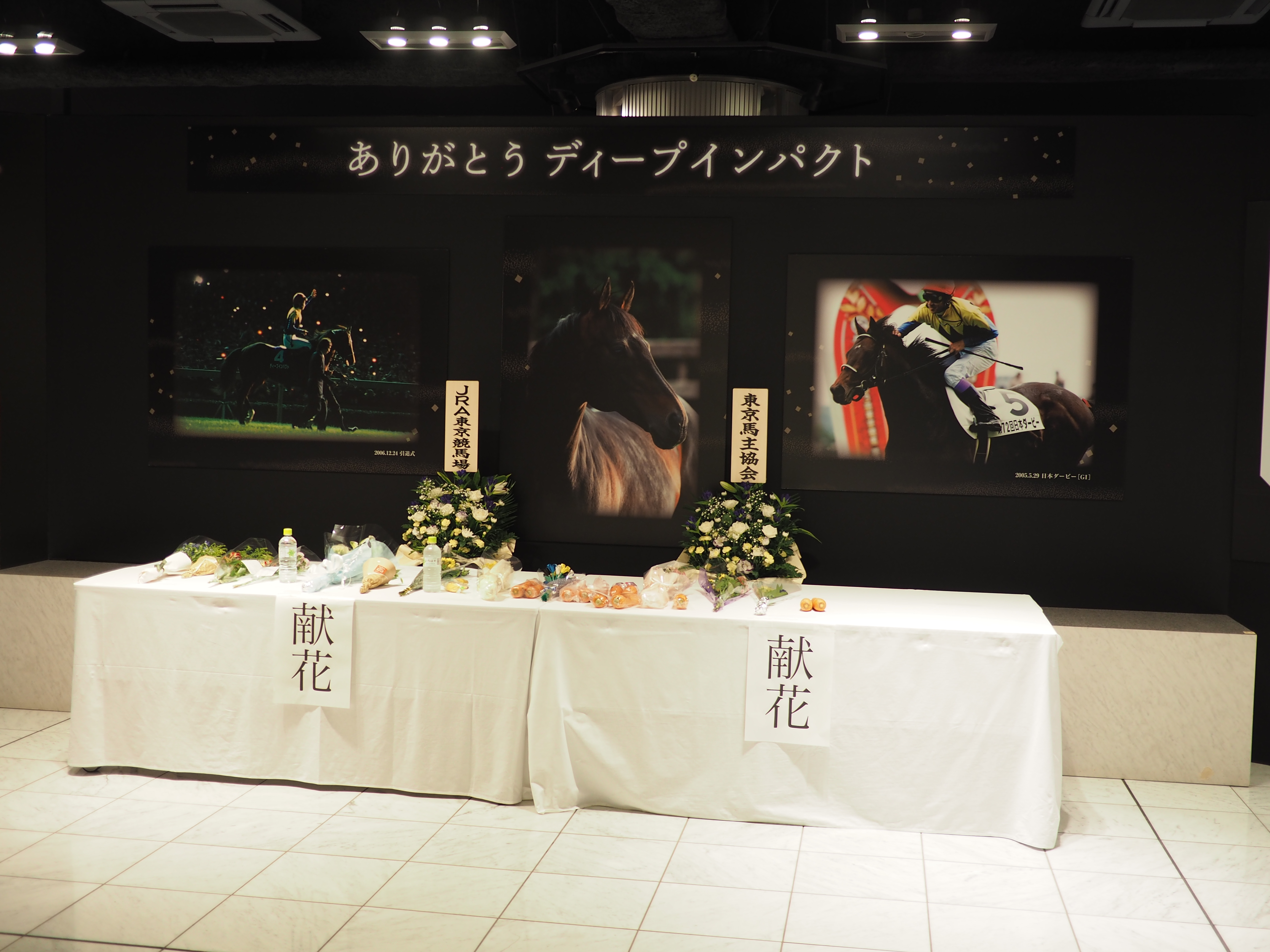
東京競馬場に設置された献花台

訃報を受け、JRAは8月3・4日の新潟・小倉・札幌の第11レースを「追悼競走」とし、「ディープインパクト追悼競走」の副題を付して開催。全国の競馬場および東京競馬場内にある競馬博物館では記帳台と献花台が、全国のウインズ （WINS）およびGate J. （新橋・心斎橋の2か所）において記帳台が設置された。実施された8月3日から9月1日までに、1834件の献花、3万9243件の記帳が集まり、後日オーナーの金子真人に届けられた。さらに、2019年11月24日の開催は「ディープインパクトメモリアルデー」と銘打ち実施され、この日に行われたジャパンカップには「ディープインパクトメモリアル」の副題が付けられた（詳細は第39回ジャパンカップを参照）。
フランスでもディープインパクト死亡のニュースは報じられた。パリチュルフ紙は訃報を受けた翌日、凱旋門賞出走時の写真とともに記事を一面で掲載し、「真のアイドル」と報じた。ジュールドギャロ紙は「Sayonara,Deep Impact」の見出しでトップ扱いで報道し、「日本において競走馬という枠を超えた特別な存在だった」と説明した。

## 競走馬としての特徴

### レーススタイル
後方待機からの強烈な追い込みが身上であった。道中は中団から後方につけ、3 - 4コーナーから一気にまくりあげて他馬をごぼう抜きするというレーススタイルでGI競走7勝を挙げた。主戦騎手の武豊は、新馬戦の追い切りの際に少しスピードがありすぎると感じたため、ゆったりとしたレースをさせるようにしたと述べている。また、ゲートの中でじっとしているのが嫌いで落ち着きがなかったため、スタートが上手くできず出遅れることが多かったことも、追い込みという脚質になった一因だとされている。
ディープインパクトの強みは優れた瞬発力とスピード、そして末脚の持続力である。実際、上がり3ハロンのタイムは日本国内の競走では全競走で出走馬中最速であり、東京優駿（当時）、菊花賞、天皇賞（春）、ジャパンカップ、有馬記念（4歳時）などでは史上最速であった。また、天皇賞（春）ではいつも通りの後方待機策から残り600メートル付近で早くも先頭に立ったにもかかわらずそのまま押し切っており、そのトップスピードの持続力は卓越していた。武は東京優駿後のインタビューで「この馬は瞬発力が続くんです。ド〜ンとゴールまでそのまま行く」と答えている。調教師の池江泰郎も、瞬発力に優れ、しかも長くいい脚を使うのはディープインパクトの強さを感じるところだと述べている。
反面、ほかの馬と馬体を併せるレースとなった弥生賞ではクビ差とディープインパクトにしては僅差での勝利、同じようにほかの馬と馬体を併せる形となった凱旋門賞では3位入線と敗れている。調教助手の池江敏行はこのことに関して、「馬体を併せると、本気で走らない気がする」とディープインパクトの引退後に語っている。

### 身体的特徴
ディープインパクトはレース時の体重が436 - 452キログラムで、サラブレッドとしては小柄な体型である。デビュー戦の452キログラムがもっとも重く、最低体重を記録したのは引退レースの1戦前であるジャパンカップだった。出走したGI競走の中でも、皐月賞・菊花賞・有馬記念（2005年）・ジャパンカップ・有馬記念（2006年）では出走馬の中で最低の馬体重だった。馬体が小さいため、当初は他馬に揉まれ弱いという声もあったが、他馬に揉まれながらも皐月賞に勝利したあとは「大型馬よりも故障のリスクが小さい」と馬体の小ささが肯定的に見られるようになった。種牡馬入りのときの健康チェックでは体高（キ甲＝首と背の境から足元まで）が164センチメートルだったが、社台スタリオンステーションの徳武英介は、父サンデーサイレンスと同じサイズで体格的に種付けは心配ないと述べている。
島田明宏によるとディープインパクトは「意外にも食いしん坊」と評している。島田は2005年の夏における札幌での調整に密着した際、馬房の左に飼い葉桶、右に水桶を吊るし、その下に市川が青草の束を置くと、ディープインパクトは飼い葉桶から顔を上げ、水桶から水を飲み、次に青草を少し食べてまた飼い葉桶の飼料、という「三角食べ」をし、食欲は旺盛でも食べても太らないのはこの食べ方によるところが大きいのではないかと述べている。 
馬体に関しては、バランスの良さを指摘する声もある。共同通信社の永井晴二はディープインパクトの馬体について、「ボリューム感に欠ける」ものの、「よく見ると実にバランスの取れた馬体」をしていて「すべてがコンパクトにまとまっている」と評している。サラブレッドクラブ・ラフィアン前代表の岡田繁幸は、「お尻のつく位置や骨の太さなど、すべてのバランスがいい」と述べている。
また、体の柔らかさも指摘されている。ノーザンファーム早来時代に育成を担当したスタッフは、「やわらかくて、ゴム鞠のように弾むようなバネがあった」と証言している。また、同ファーム場長の秋田博章もディープインパクトが坂路を走る様子を見て、今まで見たことがないような柔軟性があり、まるで「ネコ科の動物」が走っているようだったと語っている。装蹄師の西内荘は、犬や猫などのように後ろ脚で耳を掻くことができるほど体が柔らかいと発言している。サラブレッドクラブ・ラフィアンの岡田は「筋肉の質がよくて柔軟性に富んでいる」と述べ、そのため伸び縮みが自在になると考察している。武はその柔軟性の高さを「チーター」にたとえている。
さらに、GI馬に共通した特徴である薄い蹄を持っている。皐月賞までは順調に勝ち進んだものの、東京優駿に向かうにあたってこの点が問題になった。蹄が薄い馬の場合、蹄鉄を釘で固定すると馬がストレスを感じるためである。また、皐月賞が終わると蹄もボロボロになり、釘を打てる場所がなくなっていた。そこで装蹄師の西内は、新しい方法で蹄鉄を装着して東京優駿に臨むことにした。それは、装締によって蹄に負担がかからないように従来の釘による装締を止め、クッションの役割を果たすシューライナーを蹄に貼り、その上にエクイロックスという特殊な接着剤で蹄鉄を蹄に装着する方法であった。ディープインパクトはこの方法により装着された蹄鉄で東京優駿に勝利した。

### 走る時の特徴
装蹄師の西内はディープインパクトの蹄鉄の減りがほかの馬に比べて遅いことを証言している。実際、かつて武が主戦騎手として騎乗したエアシャカールとアグネスワールドがそれぞれ2週間使用した蹄鉄とディープインパクトが3週間使用した蹄鉄を比較すると、ディープインパクトの蹄鉄の方が減りが少なかった。西内はその理由として、ディープインパクトの地面をがっちりと捕まえる走り方を挙げている。西内によれば、本来競走能力の高い馬は蹄鉄の減りが早いのだが、ディープインパクトの場合はそのような走法のために摩擦が少なく蹄鉄が減りにくいという。NHKスペシャル「ディープインパクト〜無敗の3冠馬はこうして生まれた〜」によれば、ディープインパクトはその柔軟性から後ろ脚を平均的なサラブレッドより前、重心の真下に着く事が出来る。よって、無駄無く力強い推進力が生み出され、蹄鉄の減り・脚元への負担が少ないと結論付け、ディープインパクトを「軽量ボディに大排気量のエンジンを搭載したスポーツカー」と表現した。岡田繁幸はディープインパクトの蹄鉄が偏りなく摩耗することについて、「着地した脚がそのまま上体を乗せて、体が前に伸びきるまで前に運ぶからです」と述べている。
心肺機能が他の馬より優れていることも強さの一つとして挙げられている。まず、心拍数が最大になったときの血液のスピードを「VHRmax」（単位はm/s （メートル毎秒））、ゴール直後から心拍数が100を切るまでの時間を「HR100」といい、前者は持久力を、後者は回復力を示すものである（前者は数値が大きければ大きいほど、後者は数値が少なければ少ないほどよい）。3歳以上の馬のVHRmaxの平均は14.6であるのに対し、ディープインパクトはデビューの時点で16.3を示した。HR100も一般的な3歳馬は10分以上かかるが、皐月賞のときにディープインパクトが記録したのは2分42秒であった。
JRA競走馬総合研究所が菊花賞でのディープインパクトの走りを研究したところによると、武の「走っていると言うより飛んでいる感じ」という言葉に反して、三冠を達成した菊花賞でのラスト100メートルの走りを検証したところ、ディープインパクトは4本の脚がすべて地面についていない時（エアボーン）の時間がほかの他の馬の平均である0.134秒よりも短く、0.124秒だった。しかし、その間の移動距離は長く、他の馬の平均が2.43メートルであるのに対し、ディープインパクトは2.63メートルだった。同研究所は、飛ぶことによって馬体の上下動に余計な力を使ってしまい、そのうえ前へ進む力も継ぎ足せなくなるため、エアボーンの時間が短いことは速く走るためのメリットだと説明している。また、2本の脚が同時に地面に着いている時間が少ないことも明らかになった。この脚と脚が同時に着いている時間が短いという特徴はアメリカの三冠馬セクレタリアトにも見られることから、速く走る馬の特徴なのではないかと同研究所の高橋敏之は推測した。
さらに同研究所は、走るときに後肢を大きく前方へ振り出していること（それによって後肢を後方に引き戻す速度が上がり、着地するときの制御力も小さくなる）などをディープインパクトの効率的な走りの特徴として挙げている。同研究所は、ディープインパクトの走りには「強いウマ、速いウマの走りのテクニックが凝縮されて」おり、「空を飛んでいる」と武が言ったのは、ディープインパクトが馬体の上下動を抑えて重心を低くしたスムーズな走行をしているからだと研究結果をまとめている。岡部幸雄はかつてトウカイテイオーで勝利した1992年の大阪杯で「雲の上を走っている」と感じたといい、「"飛ぶ"という言葉は、馬に無駄な動きが一切ないということだと思う。滞空時間というより、上下だけでなく左右にもブレがないからスーッとそのまま飛んでいる感じになるのだろう。テイオーも上下のブレが非常に少ない馬で、バネの利いたフットワークが素晴らしかった。背中に乗っていても全く揺れがなく、どこまでも一直線に走っているイメージだった。心地よいという乗り味という意味では、2頭は似ている部分が多かったと思う」と述べている。

### 気性・性格・知能の特徴
武豊は「走ろうとする気持ちが強すぎるので、乗る立場からすれば難しい馬」「この馬が本気で行きだしたら止めるのは容易じゃない」と語っている。3歳時はほかの馬が前を走っていると調教でも追い抜こうとして抑えるのに苦労するほどで、さらに調教で馬場に出るときに尻っ跳ねをする癖があった。パドックでもうるさい様子を見せており、とくに東京優駿では焦れ込んで馬場入りのときと同じように尻っ跳ねをする仕草もした。3歳夏の札幌競馬場でのトレーニングでは、これらの癖を直すための調教もされた。このトレーニングが功を奏したのか、その後はある程度改善され、4歳時の有馬記念前の調教では他馬に反応することも尻っ跳ねをすることもなくなった。
普段は人懐っこくておとなしく、厩舎では「お坊ちゃまくん」のニックネームで呼ばれていた。「素直な性格」で「天然」だと厩務員の市川は述べている。調教師の池江はディープインパクトを「とてもおとなしい」馬だと言い、さらに「人間が好き」で「優しい馬」だと表現している。競走馬時代の担当の獣医師も、ディープインパクトは「性格が気さく」であり、これほど性格が良い馬はそういないと語っている。種牡馬となってからの担当厩務員である森田敬治は、自分が人間よりも上の立場だということを誇示したがるほかの種牡馬と違って、ディープインパクトは人間と対等の立場で接してくると証言している。
非常に利口な馬でもあり、調教助手の池江敏行によると、普通の馬が10回で覚えることをディープインパクトは2、3回で覚えてしまうという。武も頭の良さは認めており、菊花賞でディープインパクトが一周目のホームストレッチでかかってしまったのは、頭が良いので3コーナーから4コーナーにかけてスパートをかけることを覚えているために、一周目のゴール板を正規のゴールと勘違いしてしまった（＝そこまでに先頭に立たなければならないと勘違いした）からだと証言している。

## 評価

### 公式レーティングによる評価
2005年のワールド・サラブレッド・レースホース・ランキングでは長距離（ロング：Long - 2101メートル - 2700メートル）でのパフォーマンスが124ポンドと評価された。ほかの距離区分も含め総合9位、3歳馬の中では4位にランクされた。超長距離においては118ポンドに評価され、この距離区分では世界1位となった。
2006年の同ランキングでは長距離で127ポンドに評価され、インヴァソール・バーナーディニ・ディスクリートキャットに続く総合4位タイ、芝部門ではレイルリンク・ジョージワシントンと並び世界1位タイにランクされた。ちなみに当時は1999年におけるエルコンドルパサーの134ポンドに次ぐ日本調教馬歴代2位のレイティングであった。超長距離部門では123ポンドに評価され前年と同様、世界1位だった。
また、2006年7月10日にIFHA（国際競馬統括機関連盟）から発表された「トップ50ワールドリーディングホース」の2006年1月1日から7月10日までの集計分では125ポンドに評価された。このレイティングにより、集計期間内にタタソールズゴールドカップ（G1）に勝利していたハリケーンラン、また、同じく集計期間内にコロネーションカップ（G1）を制していたシロッコと並び、ランキングが設立された2003年以降、日本馬として初めて世界1位にランクされた。

### 競馬関係者による評価
ディープインパクトを管理した調教師の池江泰郎は、3歳春の時点で同馬を「理想的なサラブレッド」と言い、長所として騎手の指示に対する反応の良さを挙げている。14戦全てに騎乗した武豊は、弥生賞後のインタビューにおいて同馬の長所は何かという質問に対して負けないところだと答えている。その後武は、負けないという意味は「すべての面でほかの馬を圧倒している」ということだと発言している。ダービー後のインタビューでは「ぼくはずっとこういう馬を探していた、という感じ。」と表現し、後に改めてその発言の意味を具体的に聞かれ「すごくシンプルに、走るのが速い馬。スピードがあるとか、持久力があるとか、全てを通り越して、圧倒的に足の速い馬が現れるのを待っていた。」「（自身が騎乗した）オグリキャップもスペシャルウィークもサイレンススズカも速かったけど、それとはまた感じの違う速さ。どっちが上とかじゃなく。」と答えている。ほかにも武は「ディープインパクトがフランスで調教されていたら、たぶんフランスでデビューして、フランスダービーとかを普通に勝っていたでしょうね。「オリビエ（・ペリエ）あたりが乗って」とも語り、ディープインパクトの現役時代は自身が海外遠征へ出向いた際にオリビエ・ペリエやクリストフ・ルメールが、ジョッキールームで現地の騎手に「日本にはディープインパクトという凄い馬がいて、最後の直線だけで全部負かしてしまって…」と熱心に語っていたという。
菊花賞で無敗の三冠馬となったディープインパクトだが、同じ無敗の三冠馬のシンボリルドルフとの比較という点においては、同馬の主戦騎手だった岡部幸雄が「ルドルフのほうが強い。ルドルフは競馬のすべてを知り尽くしていた」、「終始馬体を併せる作戦を取ればルドルフなら勝てる」と答えており、ディープインパクトにはシンボリルドルフに匹敵する能力があるとしつつ、欠点の少なさにおいてはシンボリルドルフの方が上であると評している。しかし同時に、自ら「ディープインパクトの追っかけ」と言うほどのファンでもあり、凱旋門賞のときは声を荒らげて応援していた。一方、ノーザンファーム場長の秋田博章は、「ルドルフはソツのないレース巧者」で「優等生という印象」と言ったうえで、「ディープの強さは並ぶ間もない圧倒的なもの」と発言し、「一枚上」だと評価した。柴田政人の場合は菊花賞のあとに「ルドルフを超えたというよりもすごい馬が現れたと感じている。潜在能力がまさにケタ違い」と評している。
安藤勝己は最も印象に残っているディープインパクトのレースに新馬戦を挙げており、その理由は「レース終わってユタカちゃんがG1制した時でも見せない表情で興奮してた」というものであり、「伝説を残すってその時点で確信した」と述べている。また、「キンカメでダービーを勝たせてもらって、その翌年にディープのようなスーパーホースが出てくるとは思わなかった」といい、「セレクトセール出身で、実績で産駒でその価値を高めて、日本競馬のレベルを飛躍的に押し上げた」と述べている。尚安藤は後年騎乗にあたってディープインパクトはレースぶりが独特なので自分は苦手だと語っている。
コンゴウリキシオーやフサイチアウステル等で対戦経験のある藤田伸二は、著書「騎手の一分」の第3章「強い馬とは何か」の中で「別格だったディープインパクト」という項目を設け、「積んでいるエンジンが全く違った。」、「騎手の腕なんて関係なく、誰が乗っても勝てる馬だった。」「ディープと同じレースに出走する時はみんなディープの2着を狙っていた。」と述懐している。
オリビエ・ペリエは2008年にメイショウサムソンが前哨戦を使わずに凱旋門賞に挑戦することが報道された際に、現地の記者から「なぜ日本の馬は休み明けで使いたがるのか」と質問された際にディープインパクトの名前を挙げて「日本のトップホースは充分に凱旋門賞を勝てるだけのレベルにある。ただ、このレースは休み明けで勝てるほど甘いものではない」と前置きしたうえで、「僕はいまでもディープインパクトは一回叩いていれば勝てたと思っているんだ」と質問に答えている。
競馬評論家の井崎脩五郎は、ディープインパクトの新馬戦の翌日に行われたイベントで「今まで（＝数十年間）見てきた中で、一番『これは強い』と思ったレースは?」と振られ「昨日のディープインパクトの新馬戦」と答えた。その後井崎は、ディープインパクトのことを「競馬史上の最強馬」ではないかと発言した。その理由として、名馬のレースで「なんだこれ!?」と感じるのは1頭に1回だが、ディープインパクトの場合は新馬戦と2戦目の若駒ステークスの2回連続でそう感じたことを挙げている。
また、競馬評論家の合田直弘は日本国外にもディープインパクトを高く評価している競馬記者が複数存在することを証言している。合田が指摘しているように、イギリスのレーシング・ポスト紙は2006年のワールド・サラブレッド・レースホース・ランキングのレイティングが日本の競馬のレベルを低く見すぎていて保守的であると不満を唱え、独自のレイティングでディープインパクトを133ポンドで世界一にしている。合田によると、香港にも「35年間競馬を見てきた中でディープインパクトは一番印象的だった馬」と述べ、ディープインパクトに高評価を与えた記者がいるという。

### 投票による評価
2008年（平成20年）5月8日、平成20年度顕彰馬選出投票において競馬担当記者による投票で186票中164票（得票率86.6パーセント）を獲得し、28頭目の顕彰馬（競馬殿堂入り）に選出された。それを記念してJRA競馬博物館の1階メモリアルホールにおいて「祝 ディープインパクト号殿堂入り記念展」が5月17日より開催され、馬主服の複製や東京優駿とジャパンカップ優勝時に装着した蹄鉄などが展示された。
2010年（平成22年）5月2日に京都競馬場で第12競走として開催されるJRAプレミアムレース「京都ゴールデンプレミアム」の人気投票において当馬が最多得票を獲得し、「ディープインパクトメモリアル」の副名称を付与して開催された。
競馬雑誌『優駿』（2010年8月号）が同誌の創刊800号を記念して読者・ライター・評論家・編集者の投票により決定した「未来に語り継ぎたい不滅の名馬たち The Greatest Horses 100」のランキングでは、読者部門とライター・評論家・編集者部門でともに第1位に選ばれ、この2つを合計した総合部門では14074ポイントを獲得し第1位となった。なお読者部門では、10代から60代以上のすべての世代で第1位に選ばれている。
競走馬時代には、出走したJRA主催の全競走において単勝式馬券で1倍台の1番人気に支持された。その中でもGI競走では、東京優駿・天皇賞（春）・宝塚記念・ジャパンカップで史上最高の単勝支持率、皐月賞・菊花賞・有馬記念（2006年）で史上2位となる単勝支持率を記録した。

## 各方面への影響

### 社会現象となる
現役競走馬時代、ディープインパクトの存在は社会現象と言われ、高い注目を集めた。NHKで中継された2006年の凱旋門賞の平均視聴率は関東で16.4パーセント、関西で19.7パーセントを記録し、また瞬間最高視聴率は関東で22.6パーセント、関西で28.5パーセントを記録した。
2005年10月23日、三冠達成が懸かった第66回菊花賞では、普段は別番組として放送され、レース映像しか共有しない関西テレビ『ドリーム競馬』とフジテレビ『スーパー競馬』が初めて共同制作の形式を取り、ディープインパクトが特別な存在であることを印象づけた。
そのような高い注目と相まって、競馬専門誌やスポーツ新聞だけでなく一般の新聞・雑誌・テレビ番組などのメディアもその存在を取り上げた。JRAに対する取材の申し込みは例年の10倍に及んだ。三冠達成後の2005年10月29日にはNHKスペシャルで「ディープインパクト〜無敗の3冠馬はこうして生まれた〜」が放送された。なお、同番組は2005年のJRA賞馬事文化賞を受賞した。漫画雑誌でも取り上げられ、ハイセイコーのときと同様にグラビアを飾ったことや（『週刊ヤングサンデー』2006年15号）、凱旋門賞の前に『週刊少年チャンピオン』でディープインパクトの物語が短期集中連載されたことがある。競走馬引退後の2007年4月には、サントリーフーズ「ボス」のCMにトミー・リー・ジョーンズと共演している。このCMではジョーンズが扮する「宇宙人ジョーンズ」がディープインパクトの鼻面を撫でるシーンが登場し、ディープインパクトに対しては「ディープインパクト（本物）」というテロップがつけられている。
現役競走馬時代の2005年と2006年には、その年を代表する存在として扱われることもあった。2005年には新語・流行語大賞の候補語60語にノミネートされた。また、2005年の『日経MJ』のヒット商品番付では「西関脇」に番付された。
このような現役競走馬時代の知名度、人気から競走馬引退後もJRAによるプロモーションに活用されている。
2012年（平成24年）にJRAが近代競馬150周年を記念して制作したテレビCM「次の夢へ」（60秒版）では、ディープインパクトの出走シーンがCM内で使用されていた。また、2013年（平成25年）のJRAのテレビCMシリーズ「The LEGEND」では、天皇賞（春）のプロモーションの際に、同競走の歴代優勝馬の一頭としてディープインパクトが登場した。翌2014年（平成26年）の「The GI story」でも、東京優駿のプロモーションにおいて同馬が登場した。

### 経済的影響

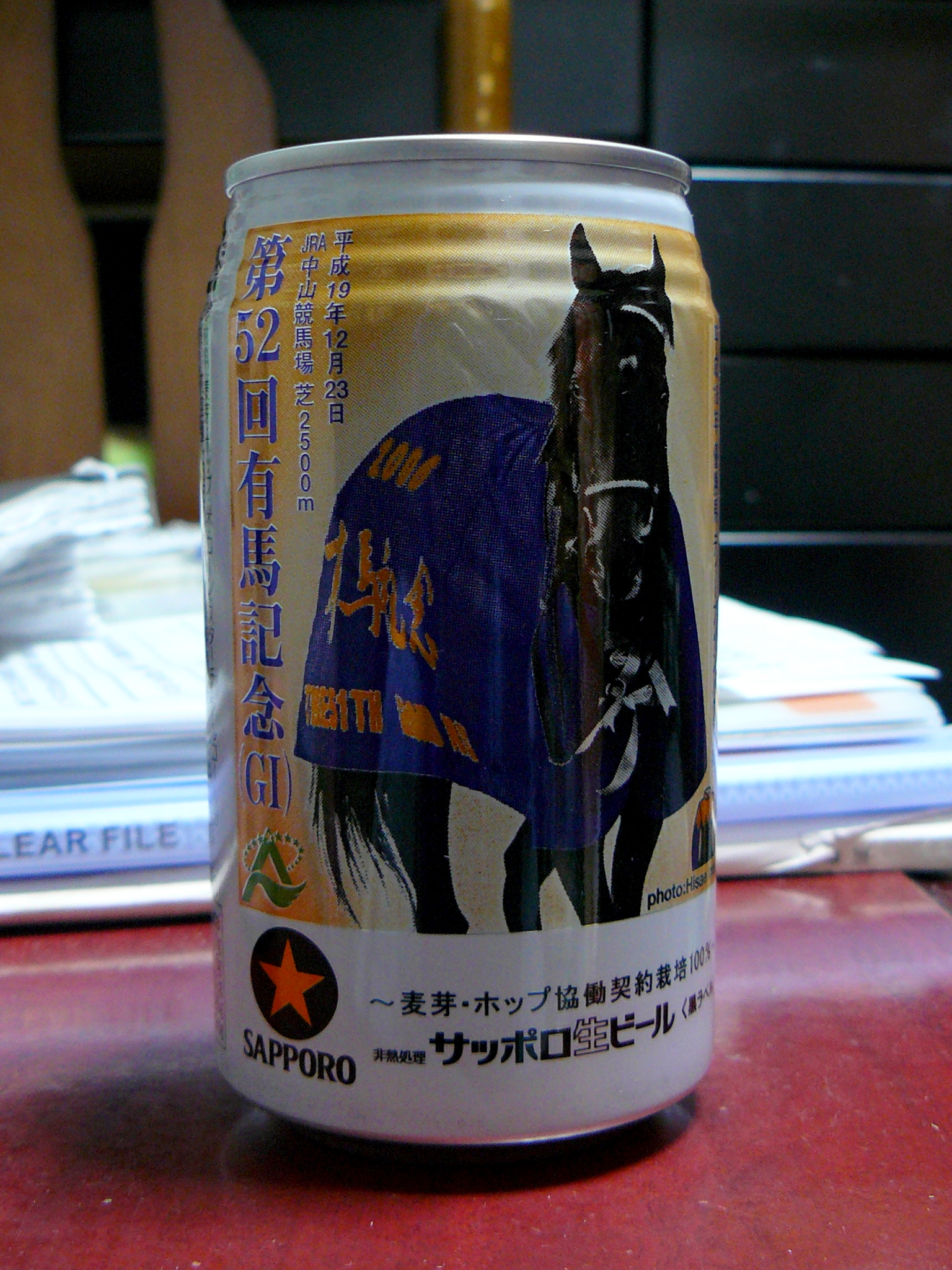
サッポロ生ビール<黒ラベル>第52回有馬記念缶。2006年第51回優勝馬ディープインパクトのイラスト。

関西大学大学院教授の宮本勝浩は、ディープインパクトが出走したGI競走と出走していない前年の同じGI競走の入場者数や売り上げなどを比較し、その増加分から同馬によってもたらされた経済波及効果を試算し、その結果経済波及効果は262億円と推定された。これは、この年セ・リーグを制した中日ドラゴンズの優勝の経済効果を共立総合研究所（岐阜県）が約200億円、新庄剛志を中心としてパ・リーグを制し、同年の中日との日本シリーズを制して日本一に輝いた北海道日本ハムファイターズの経済効果についても北海道未来総研が約220億円と試算している。宮本は「1頭の馬が70人を超える2つのプロ野球球団のV効果を、ともに上回っているのは驚異的なこと」と述べ、今回の試算では新聞、雑誌、テレビなどの広告宣伝効果は計測しておらず「それらを推定すると、ディープの経済効果はさらに膨大な金額に膨れ上がるでしょう」という。
関連商品はよく売れ、同馬の関連商品によって2005年の競馬グッズの売り上げが前年より10パーセント増加したと中央競馬ピーアール・センターの職員は語っている。なお、同センターが販売する競馬グッズの売り上げの3分の1が同馬の関連商品だった。関連「商品」ではないが、単勝馬券を払い戻さずに取っておくファンも多数存在する。同馬が日本国内で出走した全13レースのうちで単勝馬券の未払い率が最高となったのは引退レースである2006年の有馬記念で、同競走の単勝馬券の未払い率は9.1パーセント（通常は0.3パーセント）を記録した。また、13レースの単勝馬券の未払い額は合計で2億8731万6370円となった。単勝馬券がインターネットオークションで取引され、1万円以上の値がつくこともあった。
一般企業がディープインパクトとのタイアップ商品を売り出すこともあった。東京都中央区にある銀座松坂屋ではディープインパクトの福袋まで発売された。また菊花賞と宝塚記念のときには京阪電気鉄道の乗車カードである「スルッとKANSAI Kカード」でディープインパクトが図案となっているカードが発行された。引退後の2007年1月24日には、ディープインパクトの応援歌「翔んでディープインパクト」（歌：和田青児）が発売された。またこの年にサッポロビールは前年の有馬記念優勝を記念した缶ビールを発売した。2015年にはスペインの名窯リヤドロ社が同馬の精巧な陶人形を日本限定で3000体発売した。

### 交通面への影響
菊花賞当日のレース終了後、京都競馬場の最寄り駅である京阪本線淀駅ではディープインパクトの三冠達成を見てから帰宅した競馬ファンでプラットホームが混雑し、急行列車の臨時停車や臨時列車を大増発した。それでも捌き切れずにホーム上の安全性確保と混雑緩和の観点から急遽特急列車を4本のみ臨時停車させた。

### ファンの少年の自殺
2006年10月11日に福岡中2いじめ自殺事件が発生。その少年が残した遺書に「生まれかわったらディープインパクトの子供で最強になりたい」と記されていたことが報道された。この報道を受け、蹄鉄製造会社の社長がディープインパクトが使用していたものと同型の蹄鉄を遺族に贈呈し、主戦騎手である武豊が色紙を中学生とその遺族に贈ったことが話題になった。

### 対戦した競走馬の故障
ディープインパクトが勝ったGI競走の2着馬は7頭いるが、うち6頭（シックスセンス、インティライミ、アドマイヤジャパン、リンカーン、ナリタセンチュリー、ドリームパスポート）がそこから1年以内に故障を発症している。これら2着馬の故障続出の事実は現役当時「ディープインパクトの呪い」として週刊誌で取り上げられた。日本国内で唯一ディープインパクトに勝利したハーツクライも、先述の通り、その翌年に喘鳴症を発症し引退に追い込まれている。また、凱旋門賞でディープインパクトを破ったレイルリンクも翌年骨折、さらには腱を痛めて引退している。
唯一、健常な競走馬生活を送ったのはポップロックで、のちにアイルランドにレースの場を移して2010年（9歳）まで現役を続けたが、最後にはレース中に屈腱炎を発症して引退となり、「ディープインパクトの（GI競走）2着馬はGIを勝つことができない」というもう一つのジンクスについても打ち破ることは叶わなかった。

## 種牡馬成績

### 種付料の推移
| 年     | 種付料（万円） | 増減 | 種付頭数 | 出産頭数 |
| ------ | -------------- | ---- | -------- | -------- |
| 2007年 | 1200           | -    | 215      | 152      |
| 2008年 | 1200           | 0    | 232      | 161      |
| 2009年 | 1000           | 200  | 171      | 118      |
| 2010年 | 900            | 100  | 219      | 140      |
| 2011年 | 1000           | 100  | 229      | 151      |
| 2012年 | 1000           | 0    | 246      | 159      |
| 2013年 | 1500           | 500  | 262      | 181      |
| 2014年 | 2000           | 500  | 255      | 176      |
| 2015年 | 2500           | 500  | 261      | 157      |
| 2016年 | 3000           | 500  | 243      | 162      |
| 2017年 | 3000           | 0    | 241      | 144      |
| 2018年 | 4000           | 1000 | 197      | 113      |
| 2019年 | 4000           | 0    | 24       | 7        |

### 年度別成績
| 年     | 総合 （中央+地方） | 総合 （中央+地方） | 総合 （中央+地方） | 総合 （中央+地方） | 総合 （中央+地方） | 総合 （中央+地方） | 総合 （中央+地方） | 中央 | 中央 | 中央 | 中央 | 中央 | 中央 | 中央             |
| 年     | 出走               | 出走               | 勝利               | 勝利               | 順位               | AEI                | 収得賞金           | 出走 | 出走 | 勝利 | 勝利 | 順位 | AEI  | 収得賞金         |
| 年     | 頭数               | 回数               | 頭数               | 回数               | 順位               | AEI                | 収得賞金           | 頭数 | 回数 | 頭数 | 回数 | 順位 | AEI  | 収得賞金         |
| ------ | ------------------ | ------------------ | ------------------ | ------------------ | ------------------ | ------------------ | ------------------ | ---- | ---- | ---- | ---- | ---- | ---- | ---------------- |
| 2010年 | 74                 | 189                | 35                 | 43                 | 40                 | 1.87               | 5億4074万3000円    | 74   | 187  | 34   | 41   | 35   | 1.17 | 5億3704万3000円  |
| 2011年 | 210                | 960                | 111                | 150                | 4                  | 3.09               | 24億8904万7500円   | 206  | 879  | 100  | 135  | 2    | 1.95 | 24億5909万4000円 |
| 2012年 | 317                | 1664               | 168                | 269                | 1                  | 4.23               | 50億4532万3000円   | 296  | 1389 | 145  | 216  | 1    | 2.88 | 50億3164万3000円 |
| 2013年 | 364                | 1876               | 171                | 243                | 1                  | 3.89               | 54億0838万2500円   | 342  | 1586 | 152  | 203  | 1    | 2.67 | 54億6122万5000円 |
| 2014年 | 432                | 2297               | 190                | 280                | 1                  | 3.86               | 65億9287万3000円   | 406  | 1928 | 162  | 232  | 1    | 2.74 | 67億6270万円     |
| 2015年 | 467                | 2665               | 202                | 314                | 1                  | 3.63               | 69億0405万9000円   | 440  | 2053 | 161  | 224  | 1    | 2.55 | 69億701万5000円  |
| 2016年 | 471                | 2671               | 186                | 304                | 1                  | 3.72               | 73億2503万4000円   | 423  | 1914 | 158  | 230  | 1    | 2.80 | 73億7053万1000円 |
| 2017年 | 510                | 2715               | 235                | 346                | 1                  | 2.70               | 58億9099万8000円   | 462  | 2025 | 194  | 251  | 1    | 2.02 | 58億3915万9000円 |
| 2018年 | 520                | 2668               | 237                | 348                | 1                  | 3.11               | 67億9865万3000円   | 475  | 2063 | 193  | 265  | 1    | 2.29 | 67億7704万2000円 |
| 2019年 | 510                | 2518               | 241                | 345                | 1                  | 3.63               | 77億0166万2000円   | 461  | 1906 | 199  | 257  | 1    | 2.70 | 76億8176万8000円 |
| 2020年 | 519                | 2726               | 224                | 341                | 1                  | 3.67               | 79億7540万8500円   | 472  | 1991 | 184  | 257  | 1    | 2.72 | 79億5291万2000円 |
| 2021年 | 506                | 2599               | 202                | 307                | 1                  | 3.21               | 68億7672万1500円   | 150  | 1838 | 159  | 213  | 1    | 2.41 | 68億1080万6000円 |
| 2022年 | 394                | 2240               | 154                | 220                | 1                  | 2.48               | 43億1506万3000円   | 331  | 1444 | 115  | 148  | 1    | 1.98 | 41億9828万8000円 |
| 2023年 | 244                | 1520               | 88                 | 128                | 5                  | 2.80               | 31億1201万8000円   | 191  | 786  | 57   | 69   | 5    | 2.41 | 30億1915万9000円 |

- 種牡馬成績は2023年（令和5年）終了時点[333][329][177]
- 総合 （中央+地方）の項目は平地競走のみの集計値であり、障害競走は含まれていない

### 主な産駒

#### GI級競走優勝馬
太字はGI競走、競走名の前の国旗は開催国 （日本以外の場合に明記）、日本国外調教馬の馬名はカタカナ＋英字で明記
- 2008年産
  - トーセンラー （マイルチャンピオンシップ、京都記念、きさらぎ賞）[165]
  - ダノンシャーク （マイルチャンピオンシップ、京都金杯、富士ステークス）[165]
  - リアルインパクト （安田記念、 ジョージライダーステークス[181]、阪神カップ2回）[165]
  - マルセリーナ （桜花賞、マーメイドステークス）[165]
- 2009年産
  - ジェンティルドンナ （牝馬三冠 （桜花賞、優駿牝馬、秋華賞）、ジャパンカップ2回、 ドバイシーマクラシック[169]、有馬記念、ローズステークス、シンザン記念）[156]
    - 2012年度代表馬・最優秀3歳牝馬
    - 2013年度最優秀4歳以上牝馬
    - 2014年度代表馬・最優秀4歳以上牝馬
    - 顕彰馬

  - ディープブリランテ （東京優駿、東京スポーツ杯2歳ステークス）[156]
  - スピルバーグ （天皇賞（秋））[156]
  - ヴィルシーナ （ヴィクトリアマイル2回、クイーンカップ）[156]
  - ジョワドヴィーヴル （阪神ジュベナイルフィリーズ）[156]
    - 2011年度最優秀2歳牝馬

  - レッドキングダム （中山大障害）[156]
  - ビューティーパーラー / Beauty Parlour （ プール・デッセ・デ・プーリッシュ、 グロット賞）[334]
- 2010年産
  - キズナ （東京優駿、 ニエル賞[167]、産経大阪杯、京都新聞杯、毎日杯）[164]
    - 2013年度最優秀3歳牡馬
    - 2024年度リーディングサイアー

  - アユサン （桜花賞）[164]
  - ラキシス （エリザベス女王杯、産経大阪杯）[164]
- 2011年産
  - ショウナンパンドラ （ジャパンカップ、秋華賞、オールカマー）[170]
    - 2015年度最優秀4歳以上牝馬

  - エイシンヒカリ （ 香港カップ[182]、 イスパーン賞[191]、毎日王冠、エプソムカップ）[170]
  - マリアライト （宝塚記念、エリザベス女王杯）[170]
    - 2016年度最優秀4歳以上牝馬

  - ミッキーアイル （NHKマイルカップ、マイルチャンピオンシップ、スワンステークス、阪急杯、シンザン記念、アーリントンカップ）[170]
    - 2016年度最優秀短距離馬

  - ハープスター （桜花賞、札幌記念、チューリップ賞、新潟2歳ステークス）[170]
    - 2014年度最優秀3歳牝馬

  - サトノアラジン （安田記念、京王杯スプリングカップ、スワンステークス）[170]
  - トーセンスターダム / Tosen Stardom[注 50]（ トゥーラックハンデキャップ[196]、 エミレーツステークス[197]、チャレンジカップ、きさらぎ賞）[170]
- 2012年産
  - ミッキークイーン （優駿牝馬、秋華賞、阪神牝馬ステークス）[179]
    - 2015年度最優秀3歳牝馬

  - リアルスティール （ ドバイターフ[190]、毎日王冠、共同通信杯）[179]
  - ダノンプラチナ （朝日杯フューチュリティステークス、富士ステークス）[179]
    - 2014年度最優秀2歳牡馬

  - ショウナンアデラ （阪神ジュベナイルフィリーズ）[179]
    - 2014年度最優秀2歳牝馬
- 2013年産
  - サトノダイヤモンド （菊花賞、有馬記念、阪神大賞典、神戸新聞杯、京都大賞典、きさらぎ賞）[185]
    - 2016年度最優秀3歳牡馬

  - ヴィブロス （秋華賞、 ドバイターフ[194]）[185]
    - 2017年度最優秀4歳以上牝馬

  - マカヒキ （東京優駿、 ニエル賞[192]、京都大賞典、弥生賞）[185]
  - ディーマジェスティ （皐月賞、セントライト記念、共同通信杯）[185]
  - シンハライト （優駿牝馬、ローズステークス、チューリップ賞）[185]
    - 2016年度最優秀3歳牝馬

  - ジュールポレール（ヴィクトリアマイル）[185]
- 2014年産
  - アルアイン （皐月賞、大阪杯、毎日杯）[186]
  - フィアスインパクト / Fierce Impact（ マカイビーディーヴァステークス、 トゥーラックハンデキャップ、 カンタラステークス、 サマーカップ）[335]
  - サトノアレス （朝日杯フューチュリティステークス）[186]
    - 2016年度最優秀2歳牡馬

  - アンジュデジール （JBCレディスクラシック、エンプレス杯、スパーキングレディーカップ、マリーンカップ）[336]
- 2015年産
  - フィエールマン（菊花賞、天皇賞（春）2回）[193]
    - 2020年度最優秀4歳以上牡馬

  - ワグネリアン（東京優駿、神戸新聞杯、東京スポーツ杯2歳ステークス）[193]
  - サクソンウォリアー / Saxon Warrior （ レーシングポストトロフィー、 2000ギニーステークス、 ベレスフォードステークス）[337]
  - スタディオブマン / Study of Man （ ジョッケクルブ賞、 グレフュール賞）[338]
  - ケイアイノーテック （NHKマイルカップ） [193]
  - ダノンプレミアム （朝日杯フューチュリティステークス、弥生賞、金鯱賞、マイラーズカップ、サウジアラビアロイヤルカップ）[193]
    - 2017年度最優秀2歳牡馬

  - グローリーヴェイズ（ 香港ヴァーズ2回[208]、京都大賞典、日経新春杯）[193]
- 2016年産
  - グランアレグリア （桜花賞、安田記念、スプリンターズステークス、マイルチャンピオンシップ2回、ヴィクトリアマイル、阪神カップ、サウジアラビアロイヤルカップ）[202]
    - 2019年度最優秀3歳牝馬
    - 2020・2021年度最優秀短距離馬

  - ワールドプレミア（菊花賞、天皇賞（春））[202]
  - ラヴズオンリーユー （優駿牝馬、クイーンエリザベス2世カップ、ブリーダーズカップ・フィリー&メアターフ、香港カップ、京都記念）[202]
    - 2021年度最優秀4歳以上牝馬・エクリプス賞最優秀芝牝馬

  - ロジャーバローズ （東京優駿）[202]
  - ダノンファンタジー （阪神ジュベナイルフィリーズ、阪神カップ、スワンステークス、チューリップ賞、ローズステークス、ファンタジーステークス）[202]
    - 2018年度最優秀2歳牝馬

  - ダノンキングリー （安田記念、中山記念、毎日王冠、共同通信杯）[202]
- 2017年産
  - コントレイル （ホープフルステークス、クラシック三冠（皐月賞、東京優駿、菊花賞）、ジャパンカップ、神戸新聞杯、東京スポーツ杯2歳ステークス）[207]
    - 2019年度最優秀2歳牡馬
    - 2020年度最優秀3歳牡馬
    - 2021年度最優秀4歳以上牡馬
    - 顕彰馬

  - ファンシーブルー / Fancy Blue （ ディアヌ賞、 ナッソーステークス）[339]
  - レイパパレ （大阪杯、チャレンジカップ）[207]
  - ポタジェ （大阪杯）[207]
- 2018年産
  - シャフリヤール （東京優駿、ドバイシーマクラシック、毎日杯）[340]
  - スノーフォール / Snowfall （ オークス、 アイリッシュオークス、 ヨークシャーオークス、ミュージドラステークス）[341]
    - 2021年度カルティエ賞最優秀3歳牝馬

  - アカイトリノムスメ （秋華賞、クイーンカップ）[340]
  - プロフォンド / Profondo （スプリングチャンピオンステークス）[342]
  - グリントオブホープ / Glint of Hope （オーストララシアンオークス）[343]
- 2019年産
  - キラーアビリティ（ホープフルステークス、中日新聞杯）[344]
  - アスクビクターモア（菊花賞、弥生賞ディープインパクト記念）[344]
  - ジャスティンパレス（天皇賞（春）、神戸新聞杯、阪神大賞典）[344]
- 2020年産
  - オーギュストロダン / Auguste Rodin（フューチュリティトロフィー、ダービーステークス、アイリッシュダービー、アイリッシュチャンピオンステークス、ブリーダーズカップターフ、プリンスオブウェールズステークス、チャンピオンズジュベナイルステークス）[345]

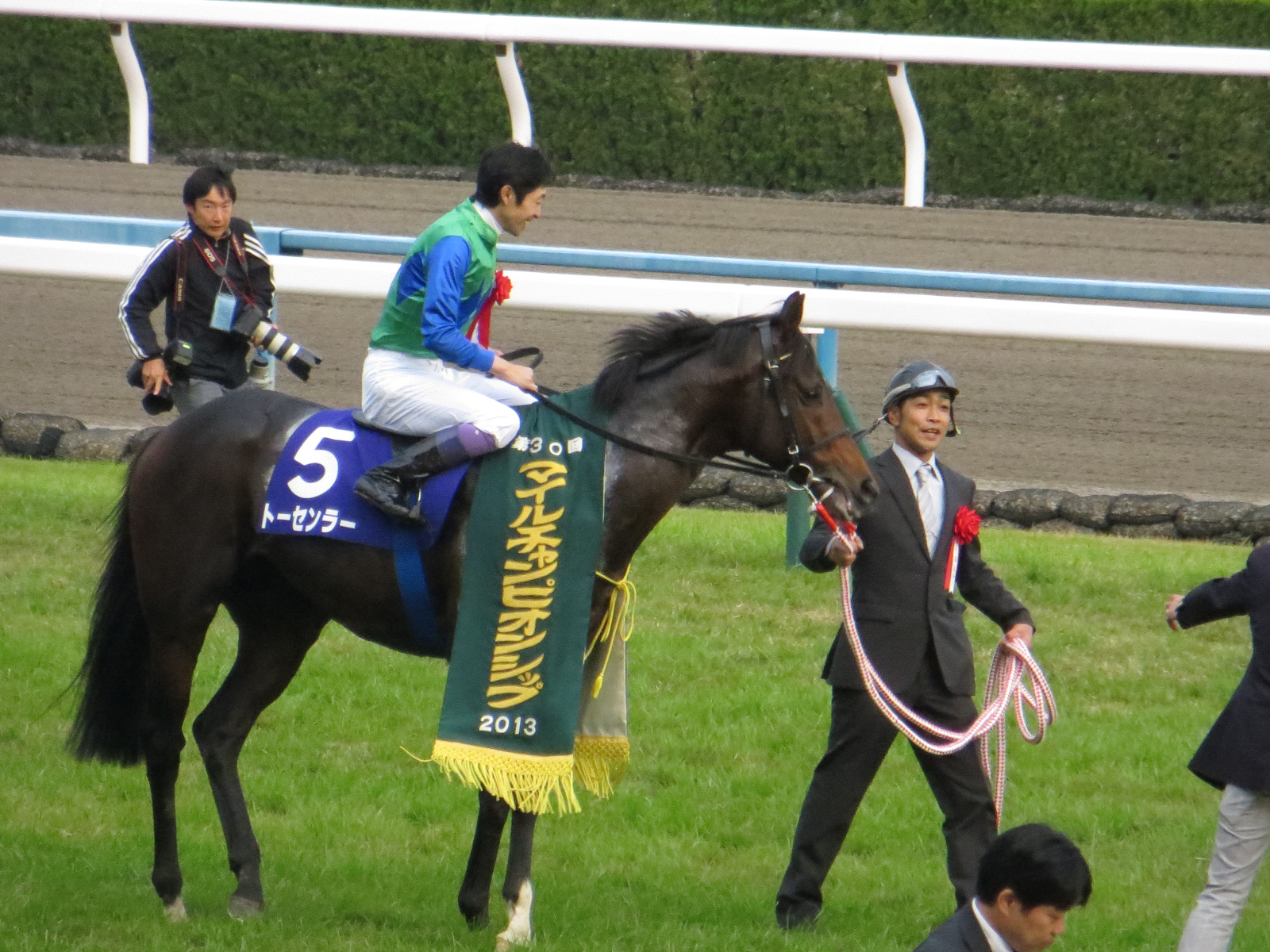
トーセンラー (2008年産)
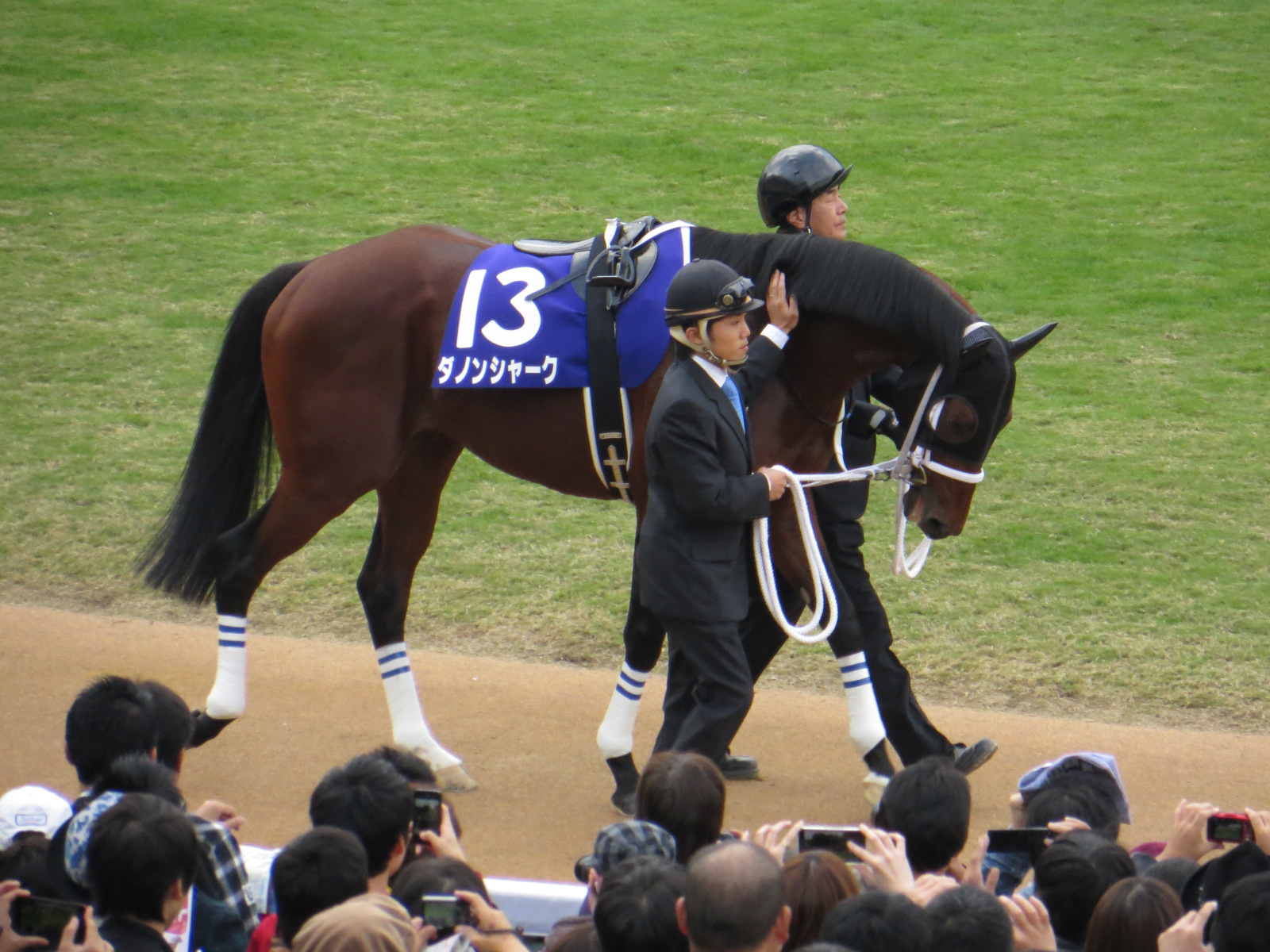
ダノンシャーク (2008年産)
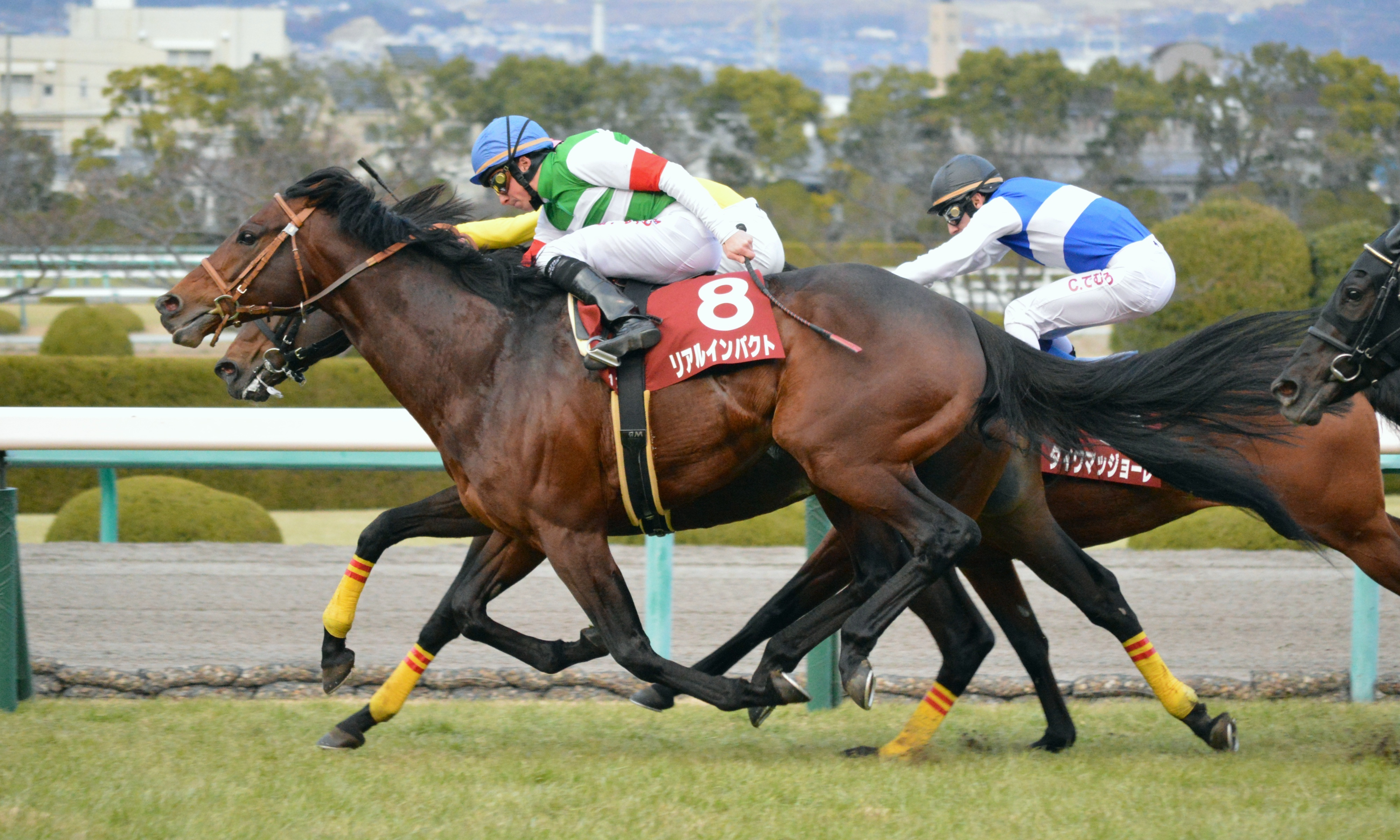
リアルインパクト (2008年産)
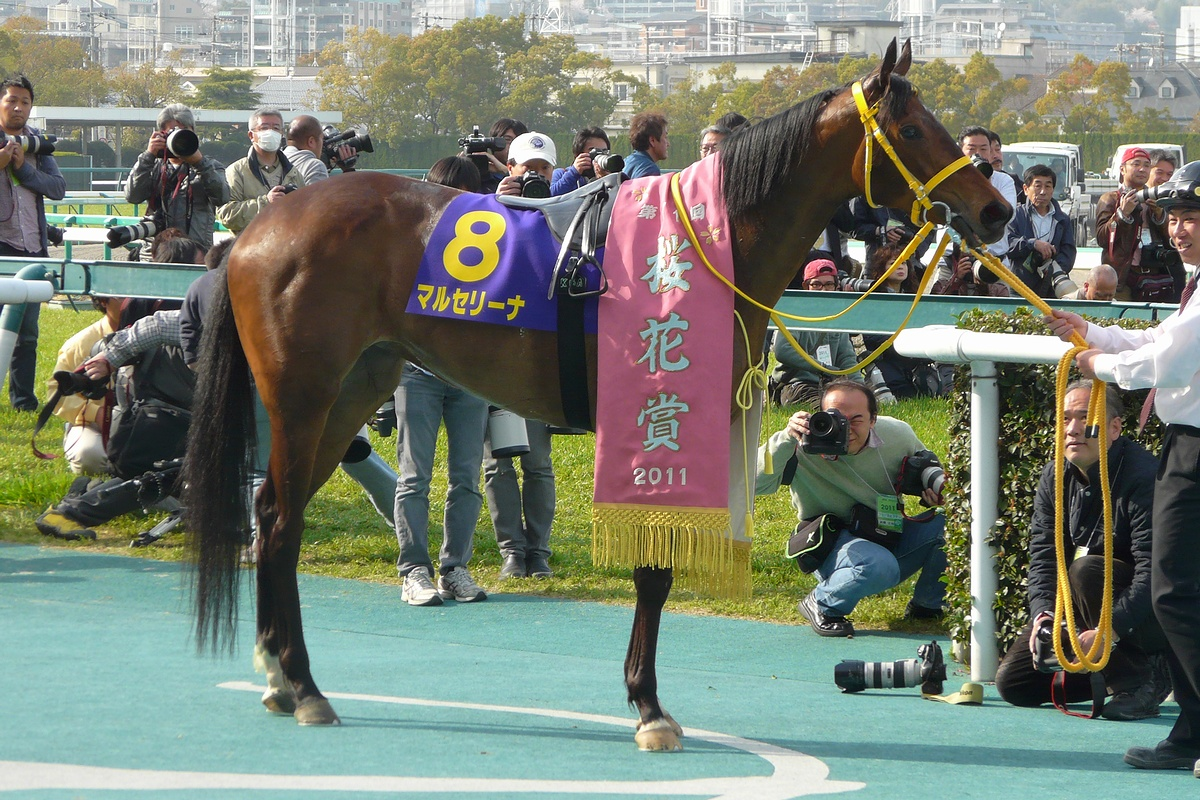
マルセリーナ (2008年産)
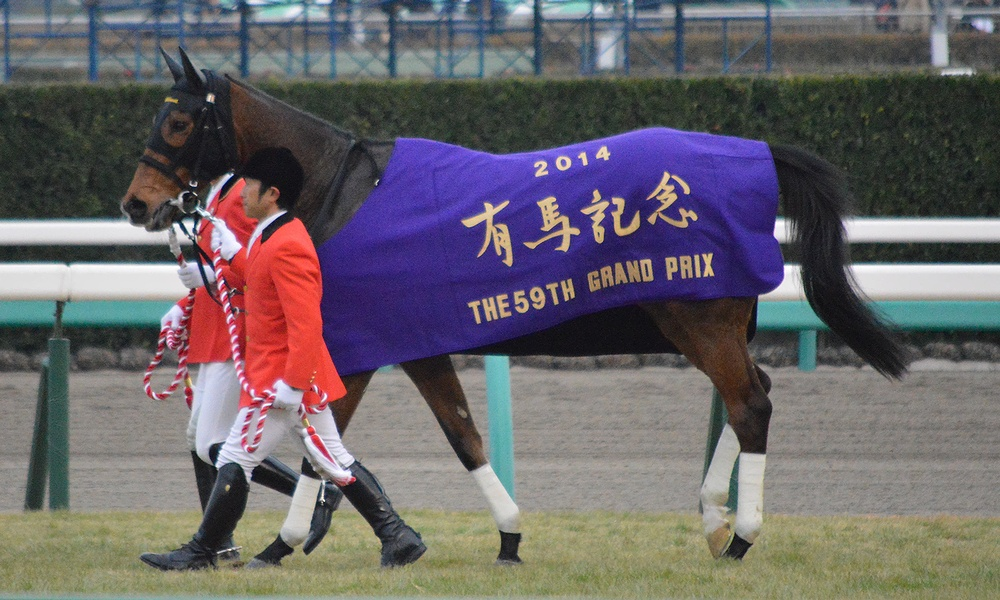
ジェンティルドンナ (2009年産)
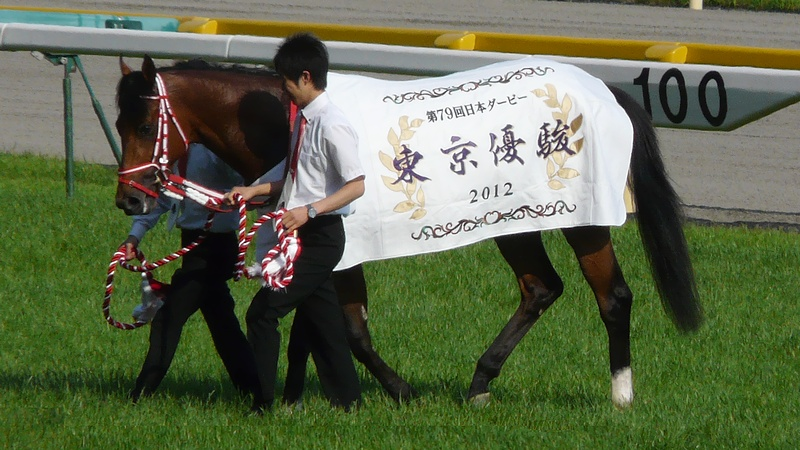
ディープブリランテ (2009年産)
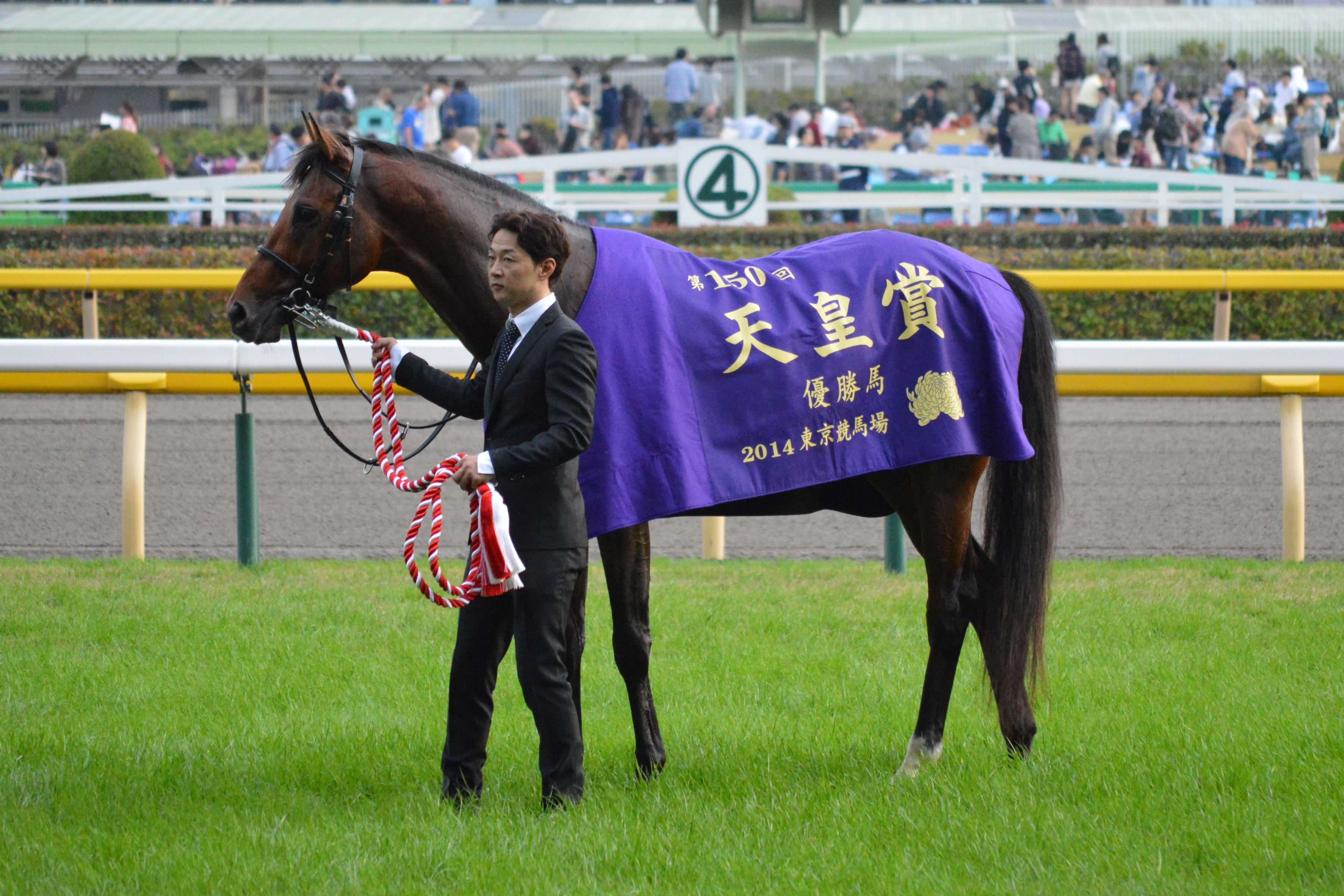
スピルバーグ (2009年産)
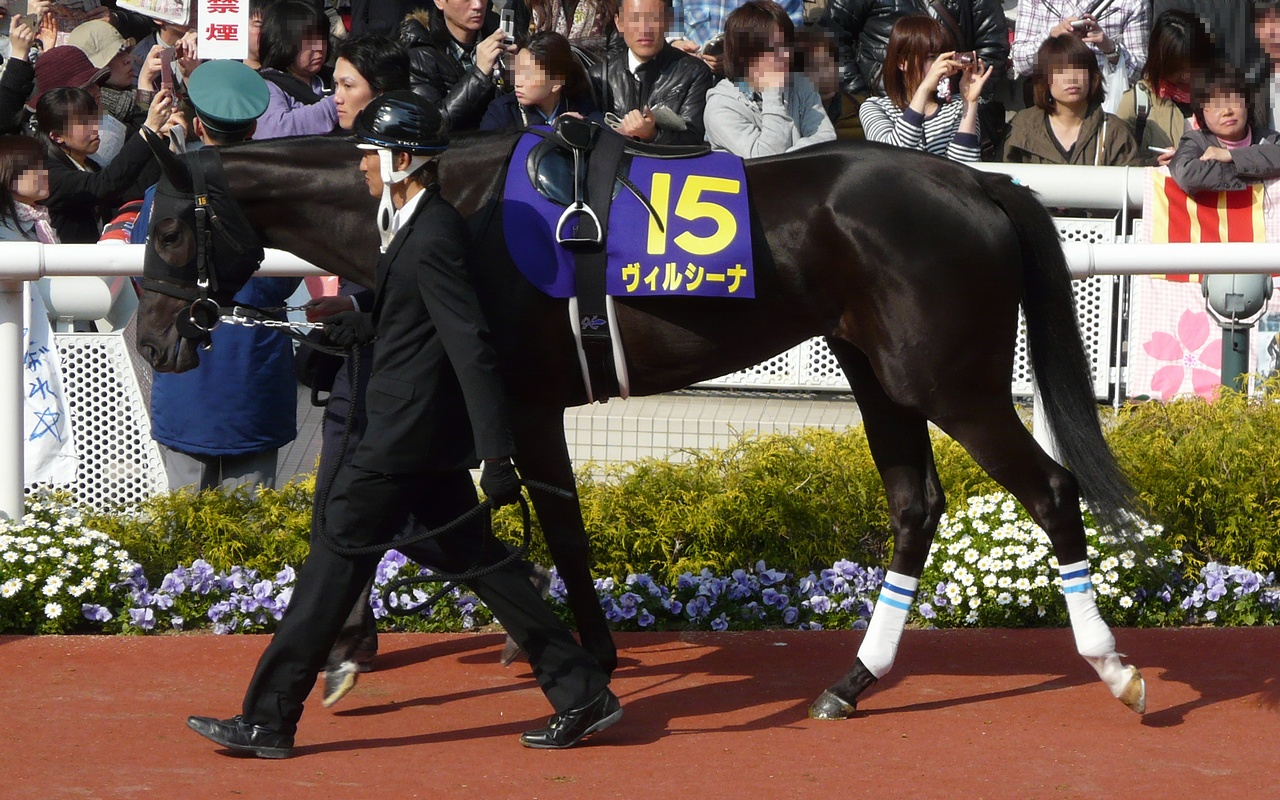
ヴィルシーナ (2009年産)
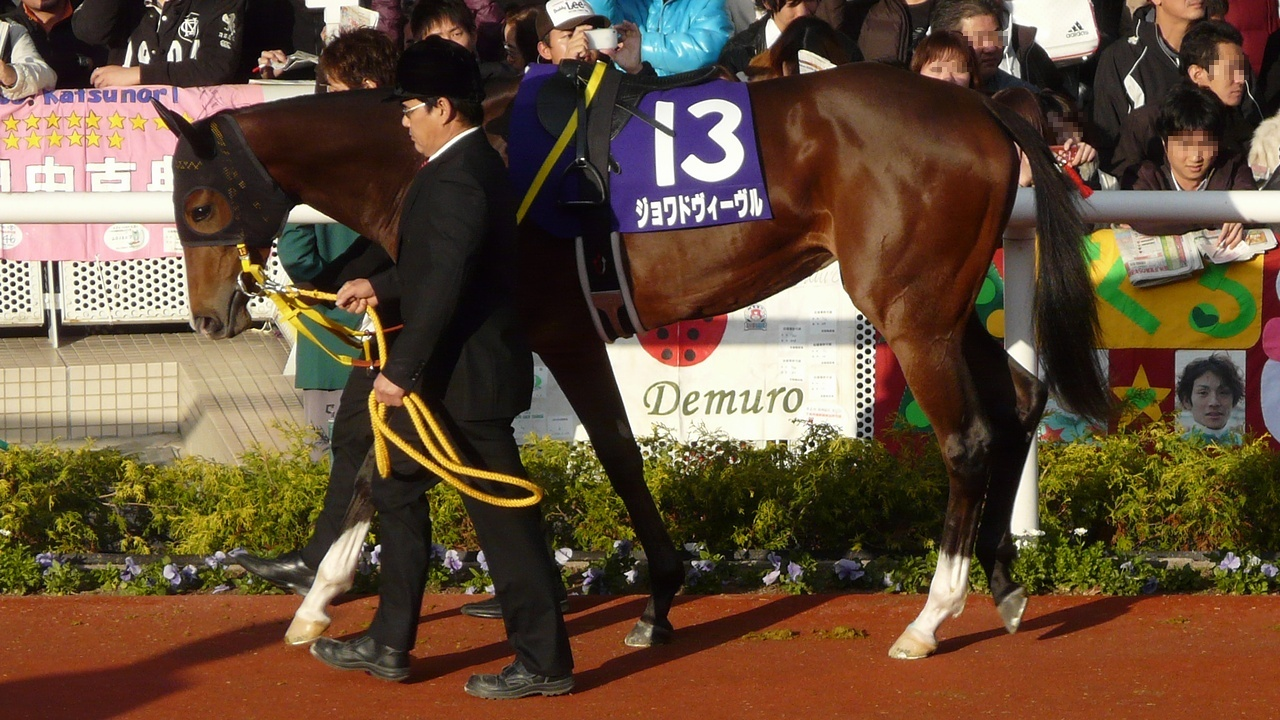
ジョワドヴィーヴル (2009年産)
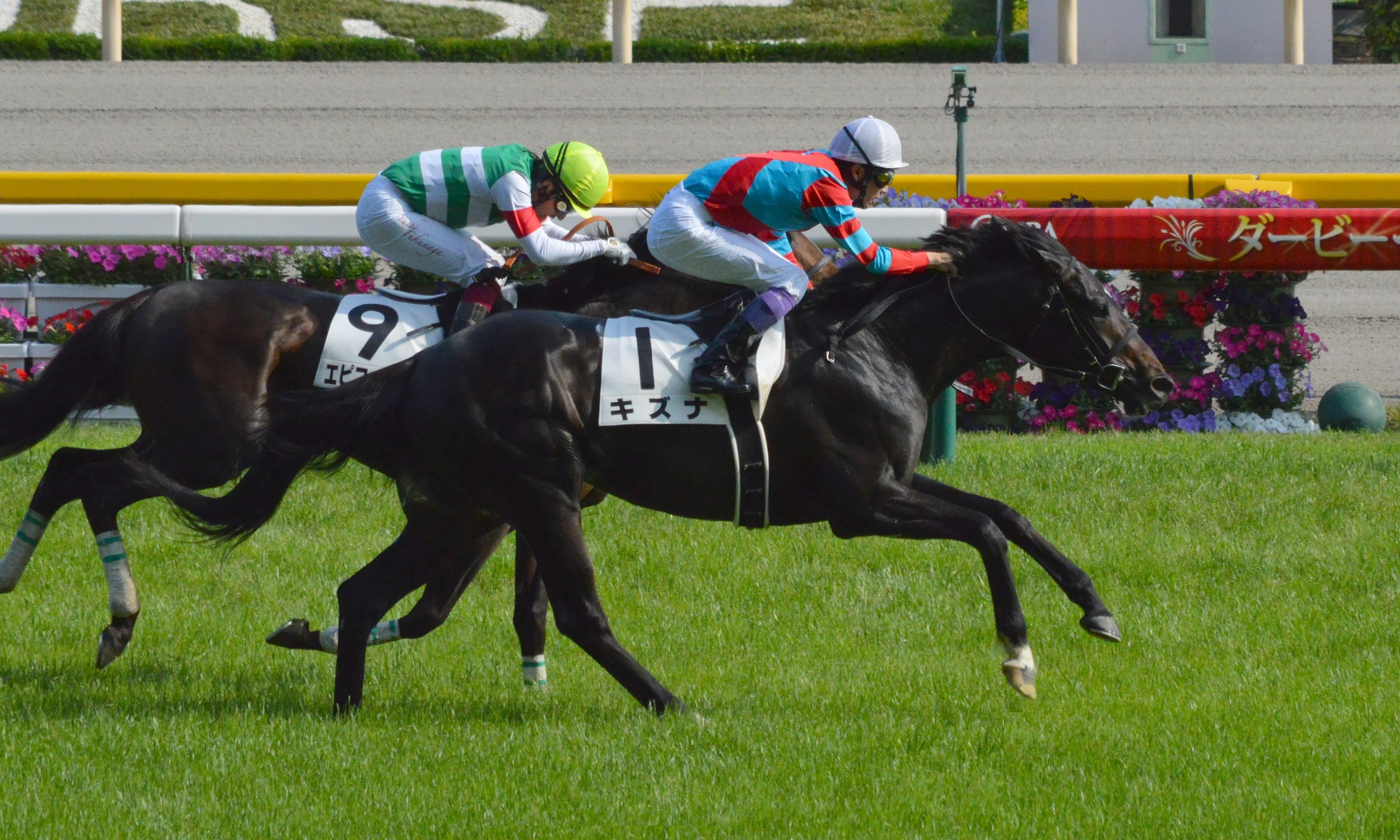
キズナ (2010年産)
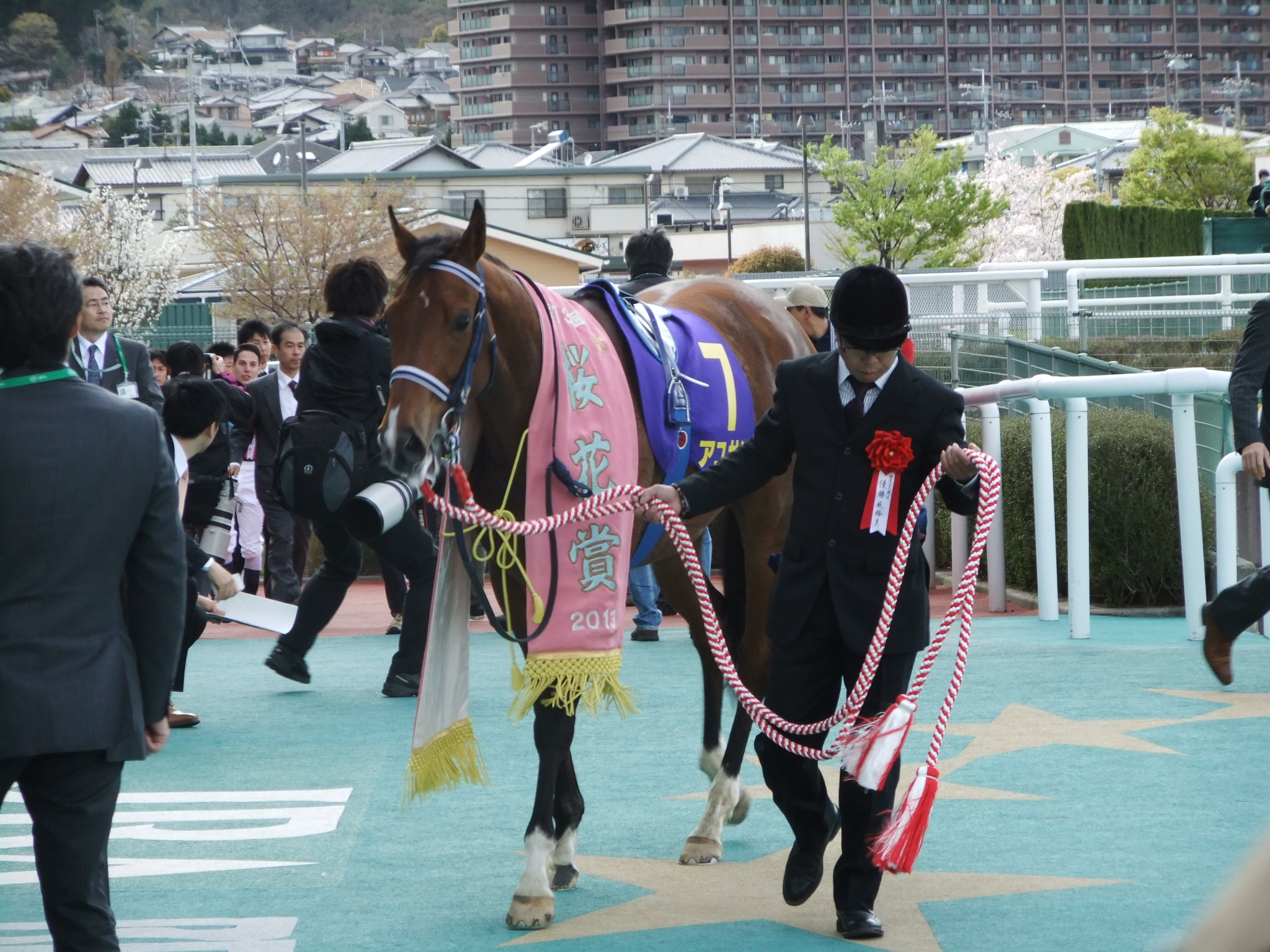
アユサン (2010年産)
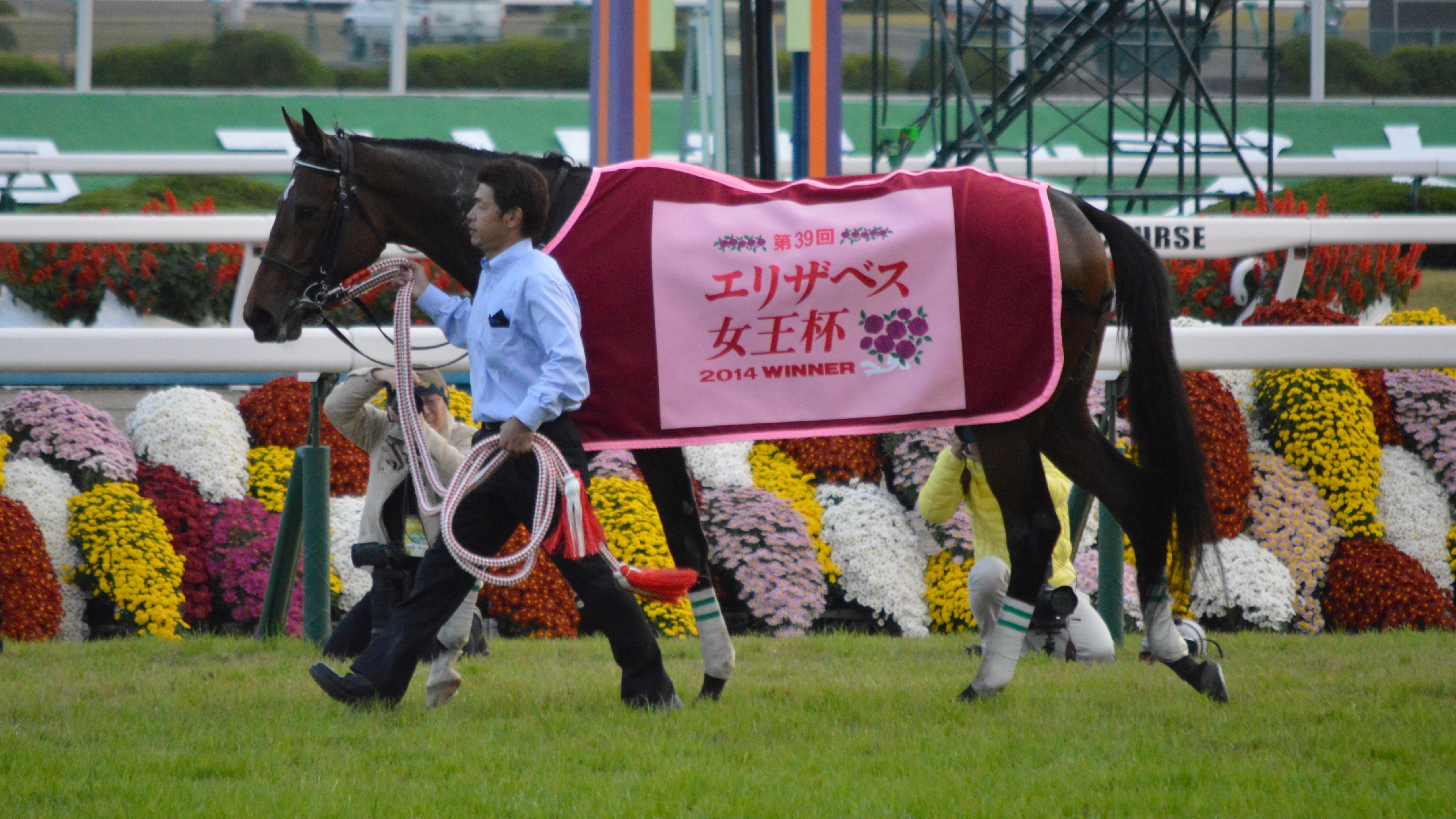
ラキシス (2010年産)
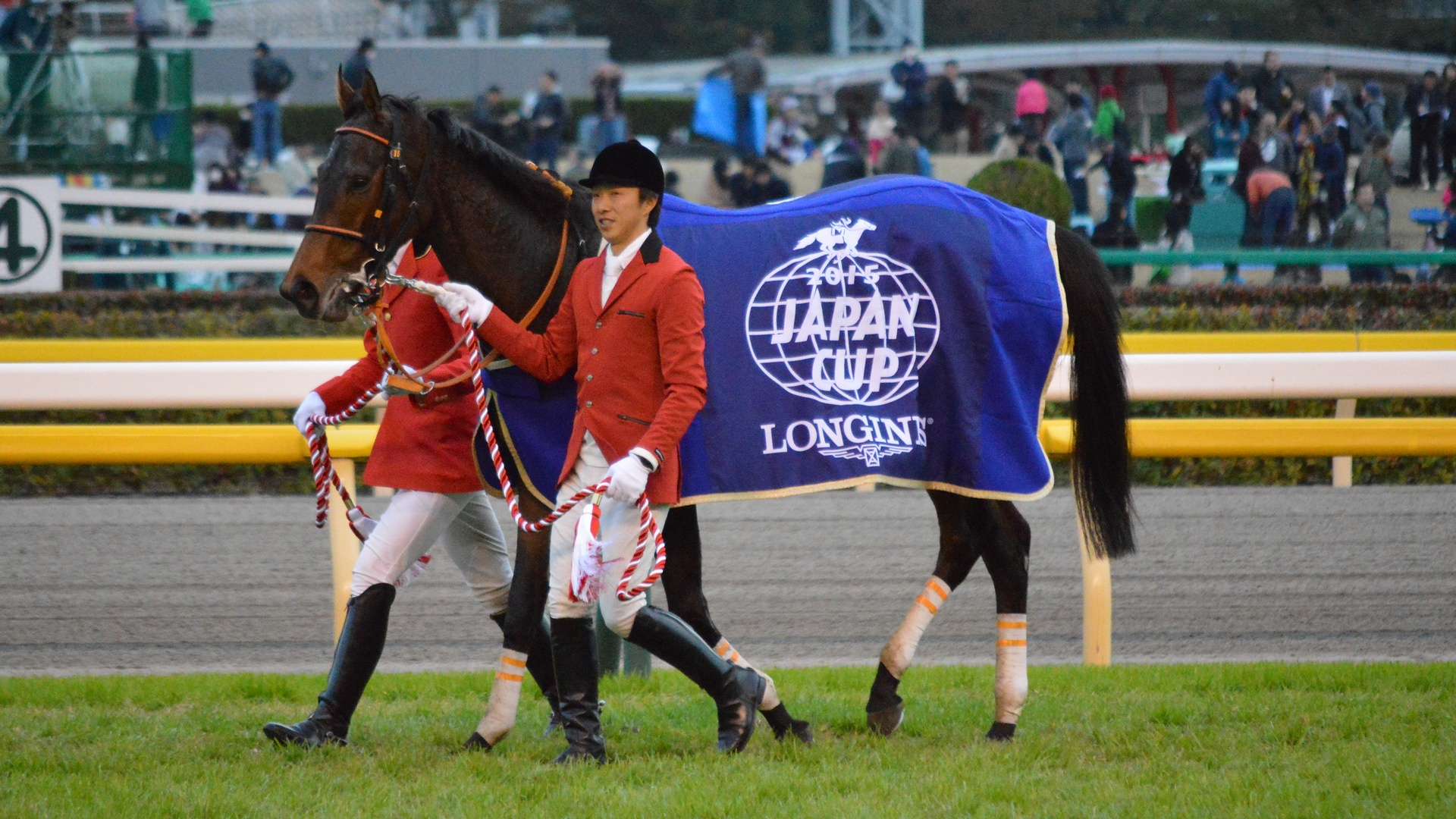
ショウナンパンドラ (2011年産)
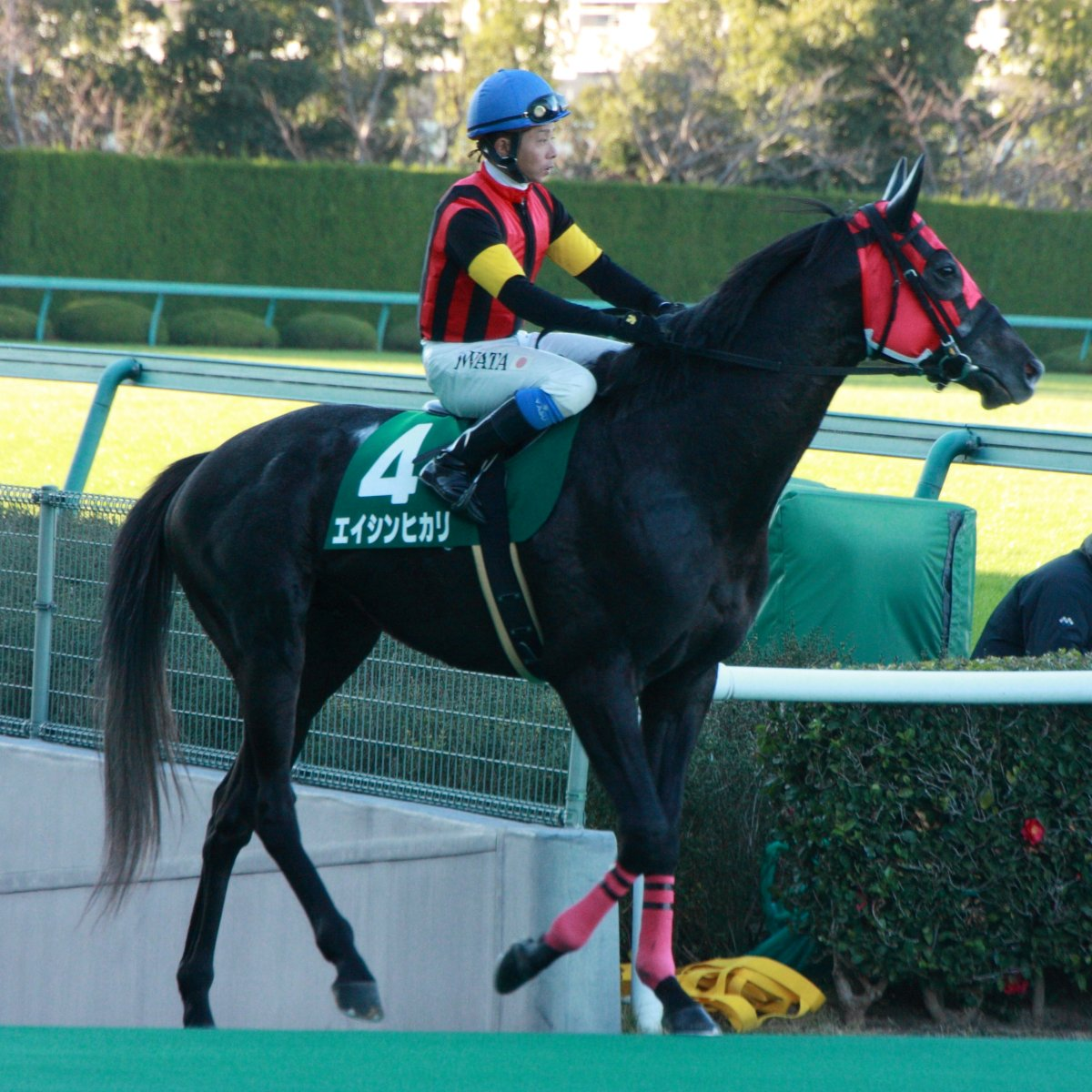
エイシンヒカリ (2011年産)
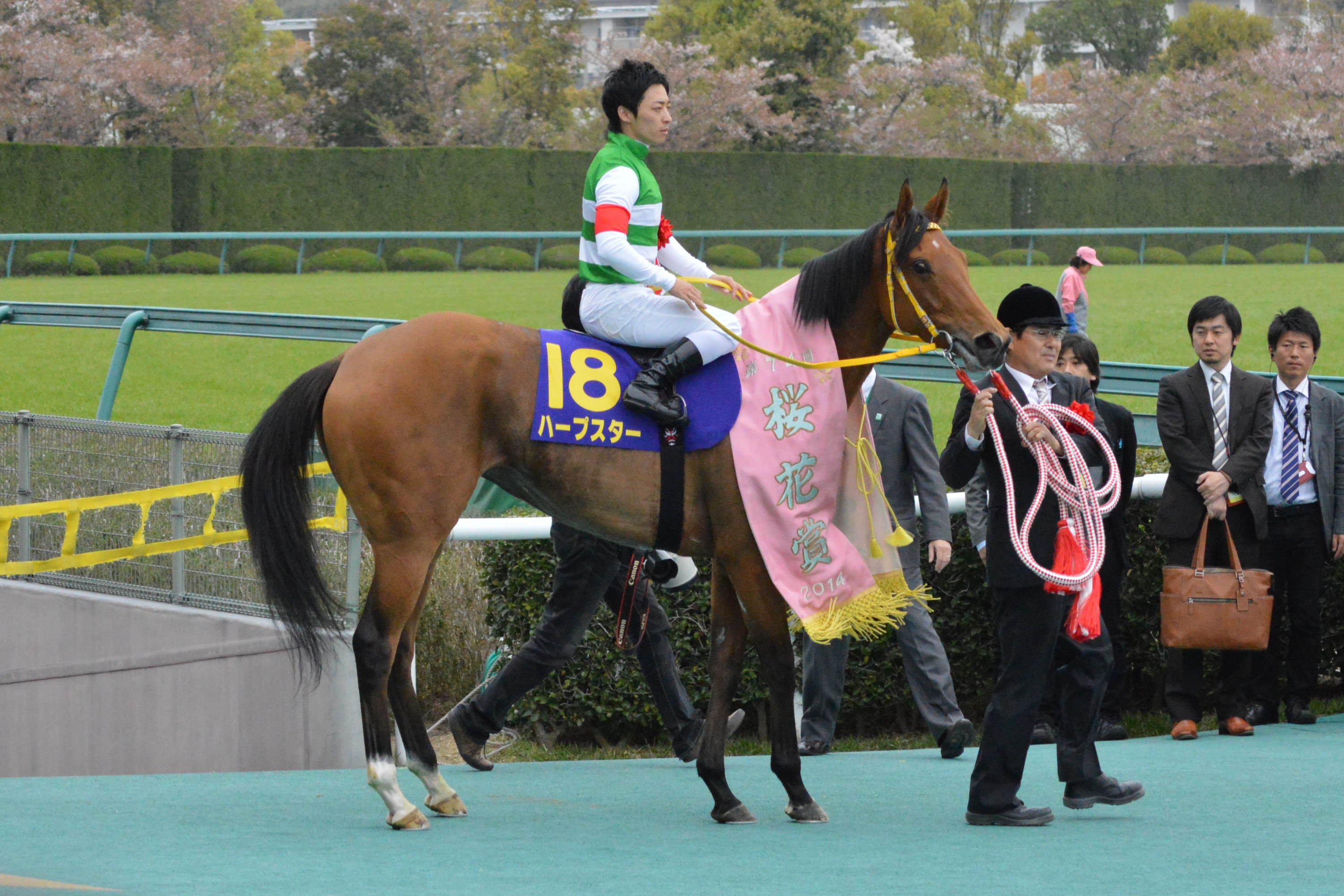
ハープスター (2011年産)
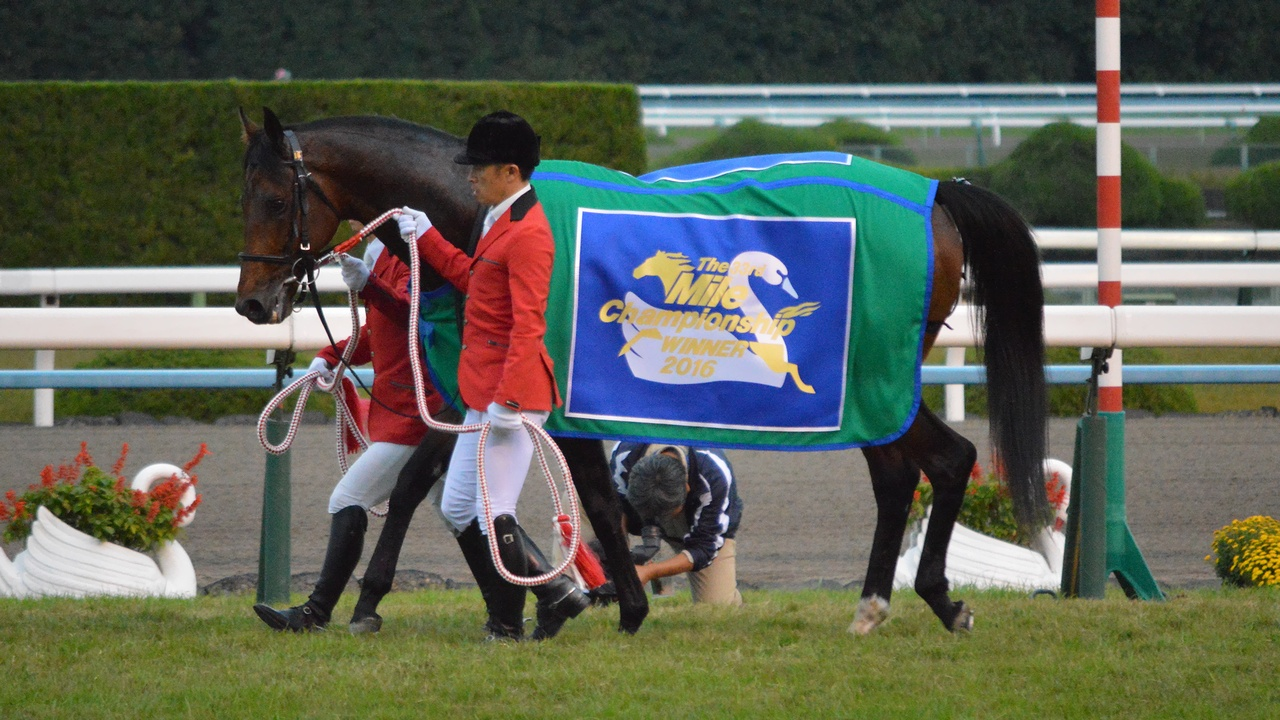
ミッキーアイル (2011年産)
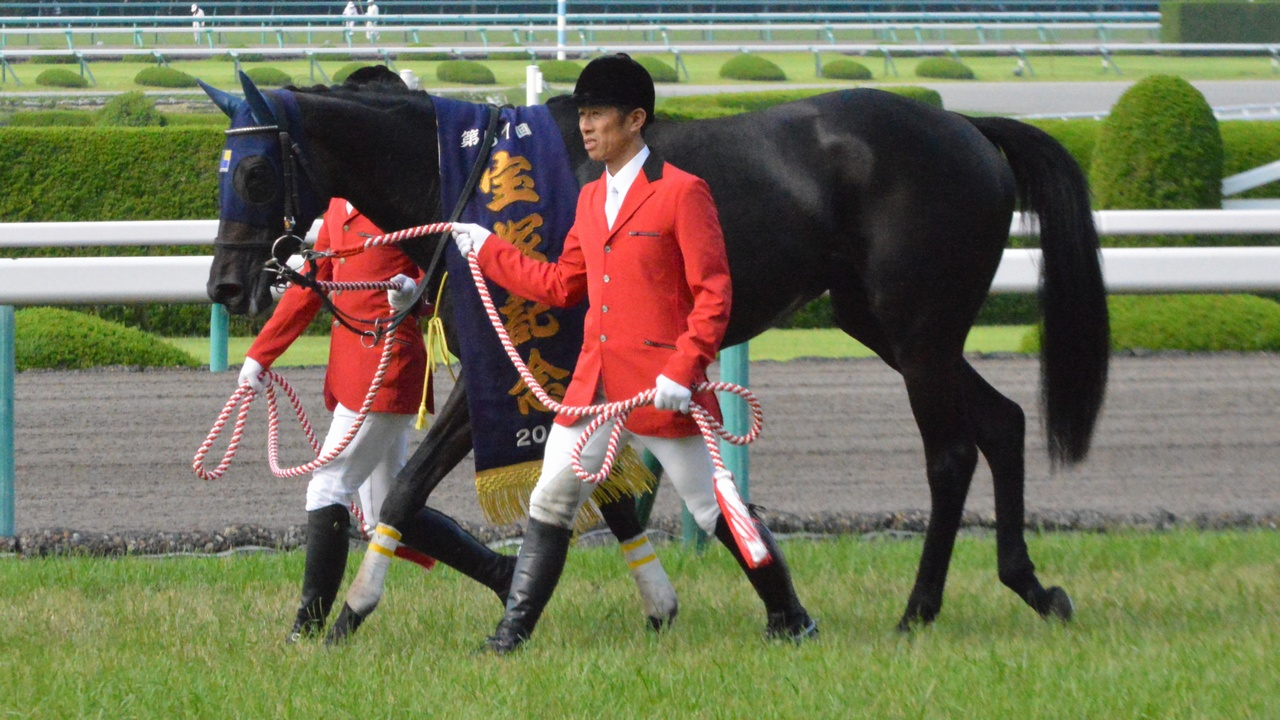
マリアライト (2011年産)
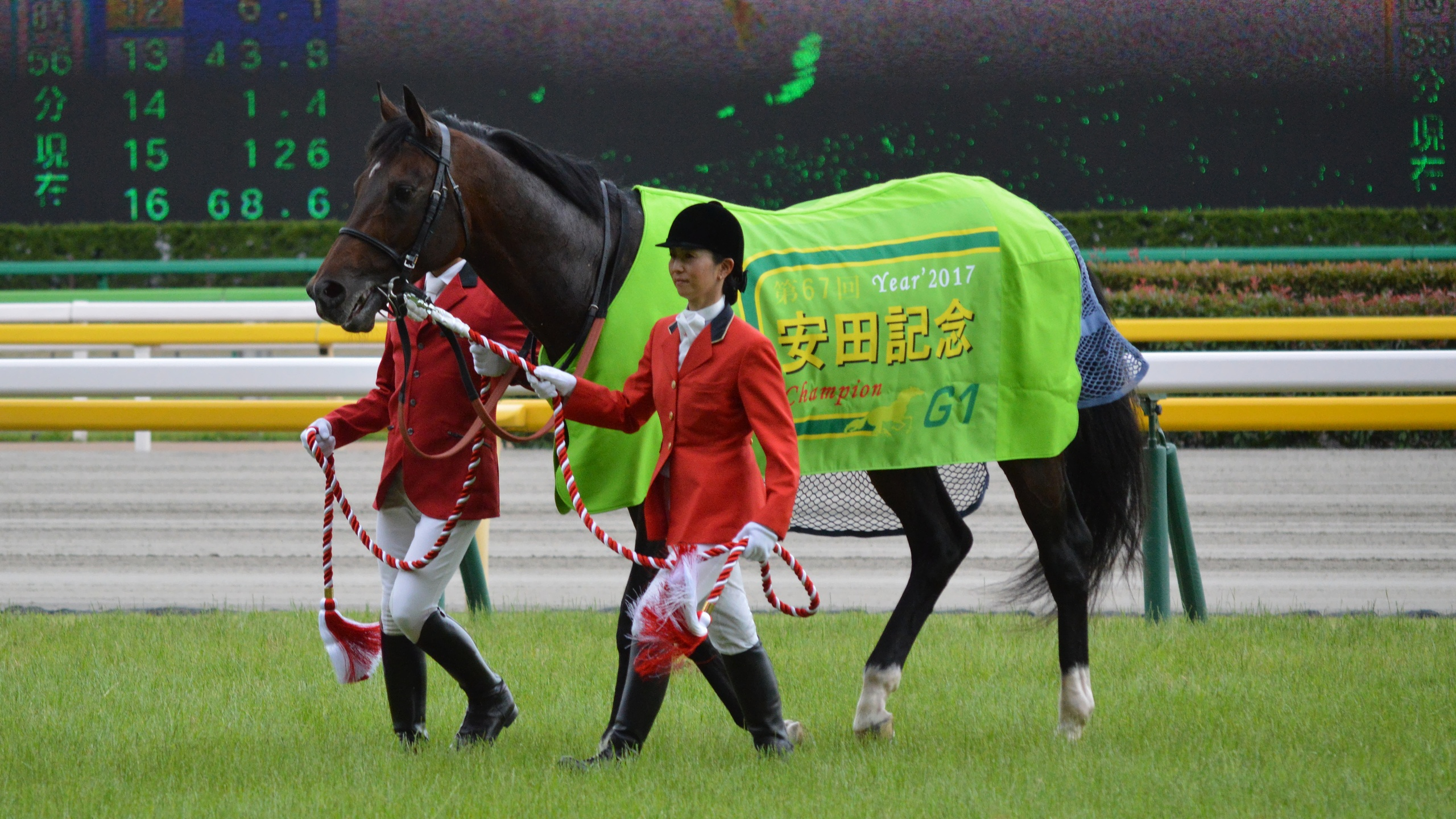
サトノアラジン (2011年産)
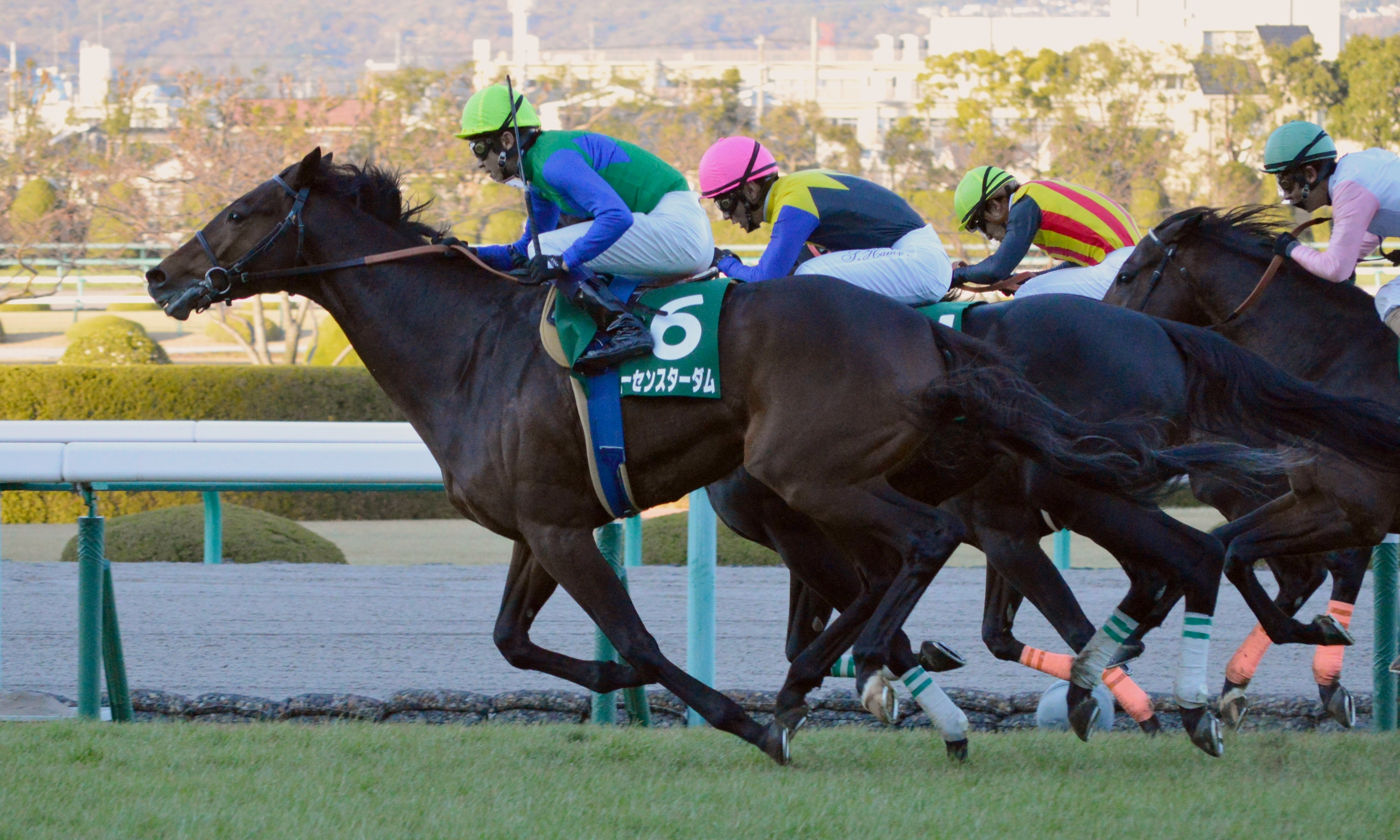
トーセンスターダム (2011年産)
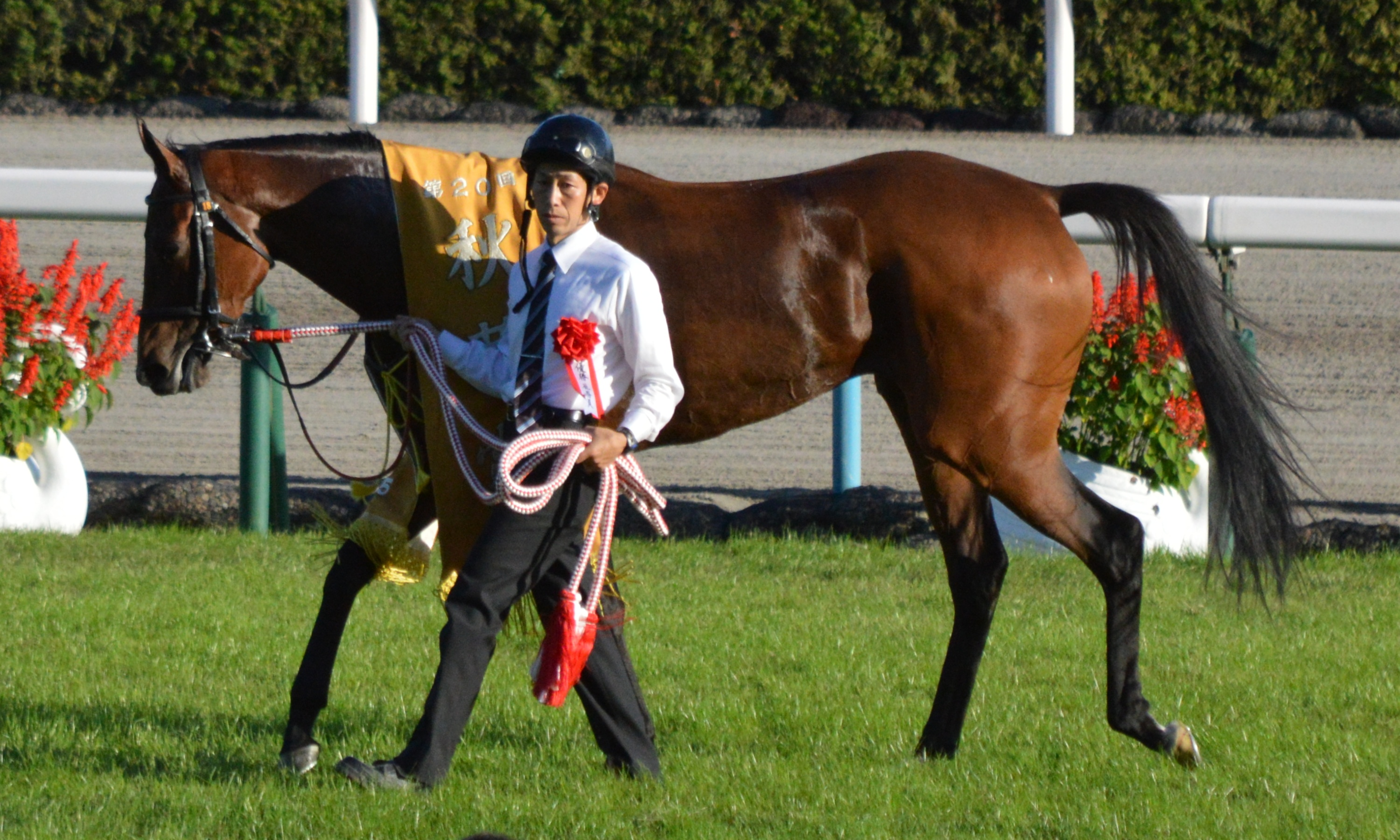
ミッキークイーン (2012年産)
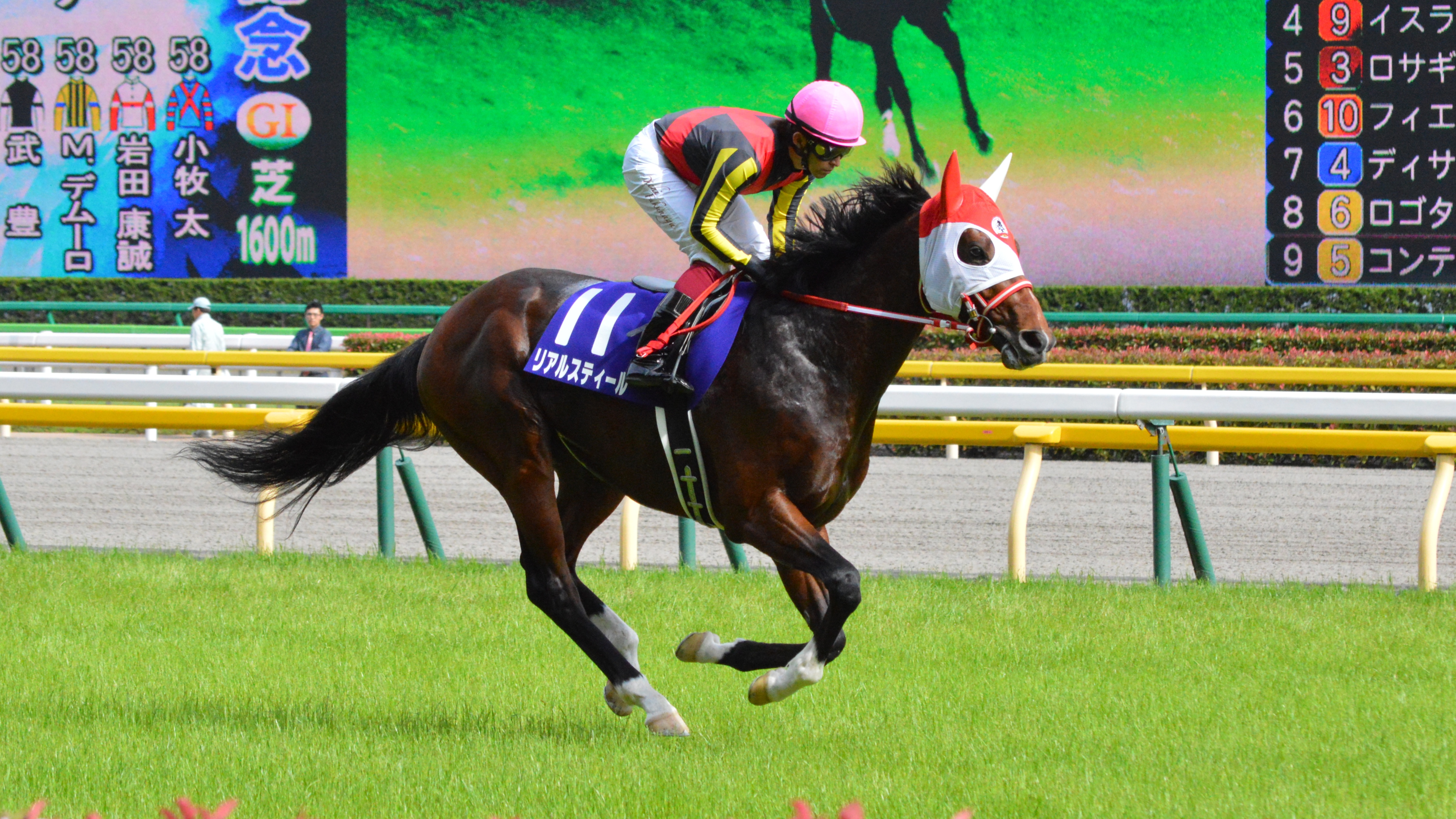
リアルスティール (2012年産)
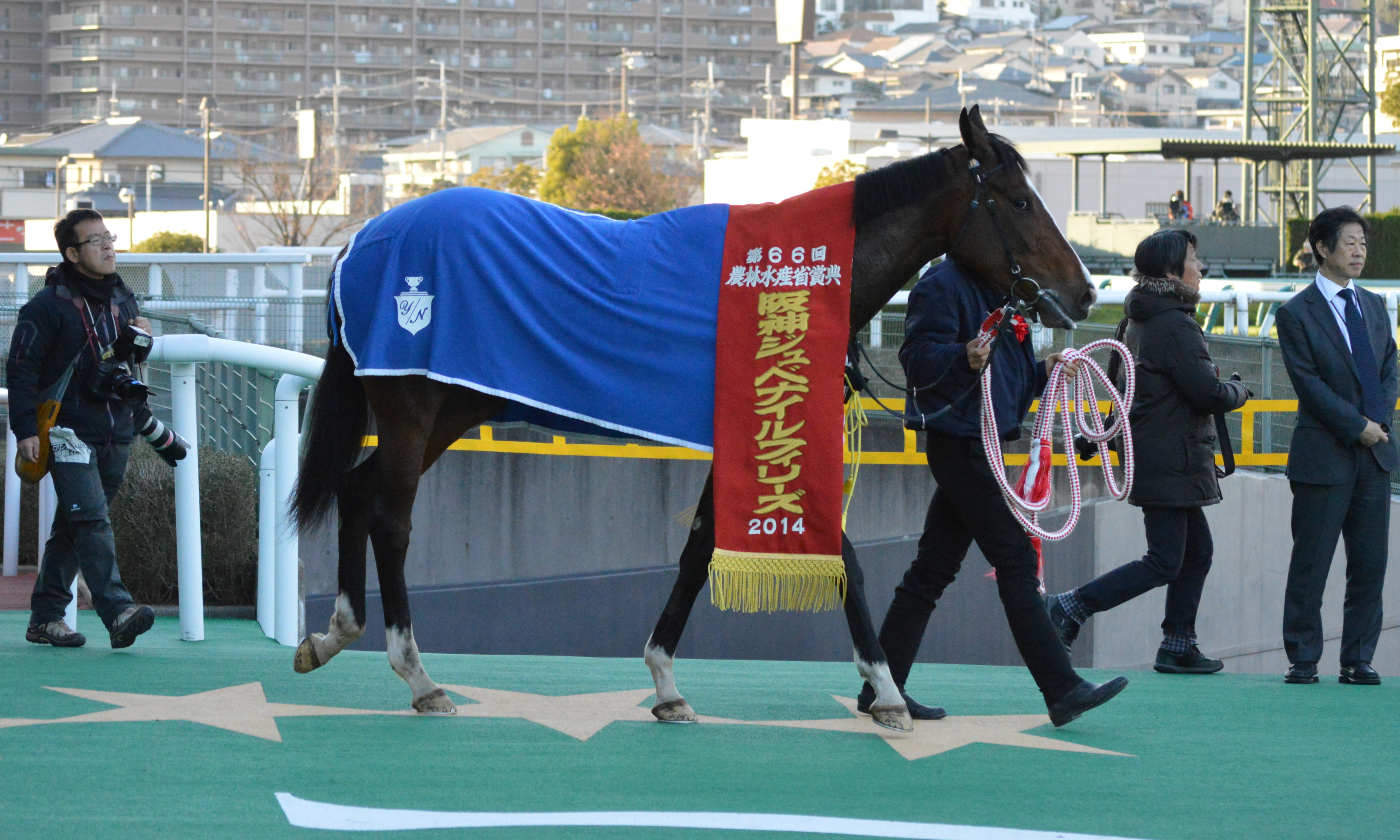
ショウナンアデラ (2012年産)
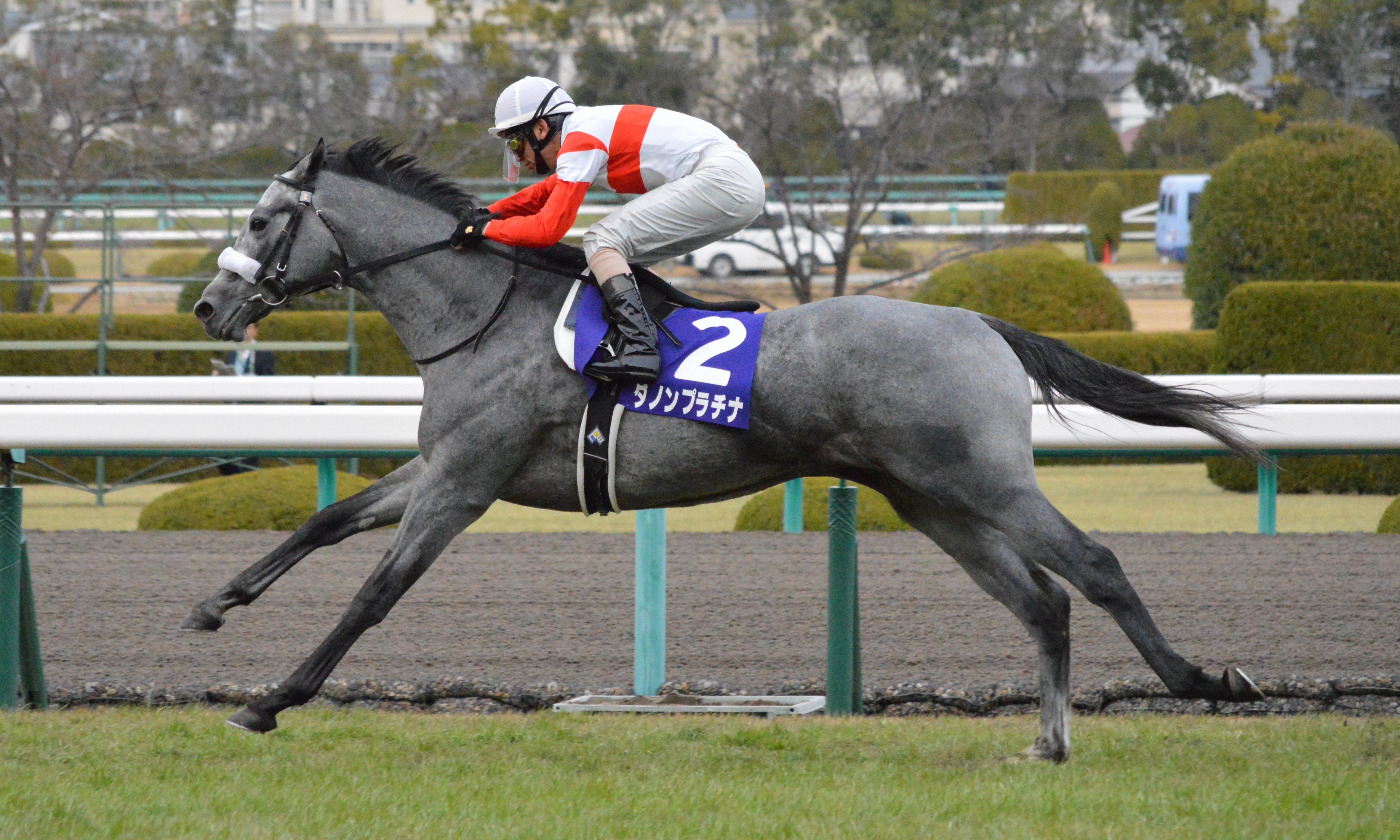
ダノンプラチナ (2012年産)
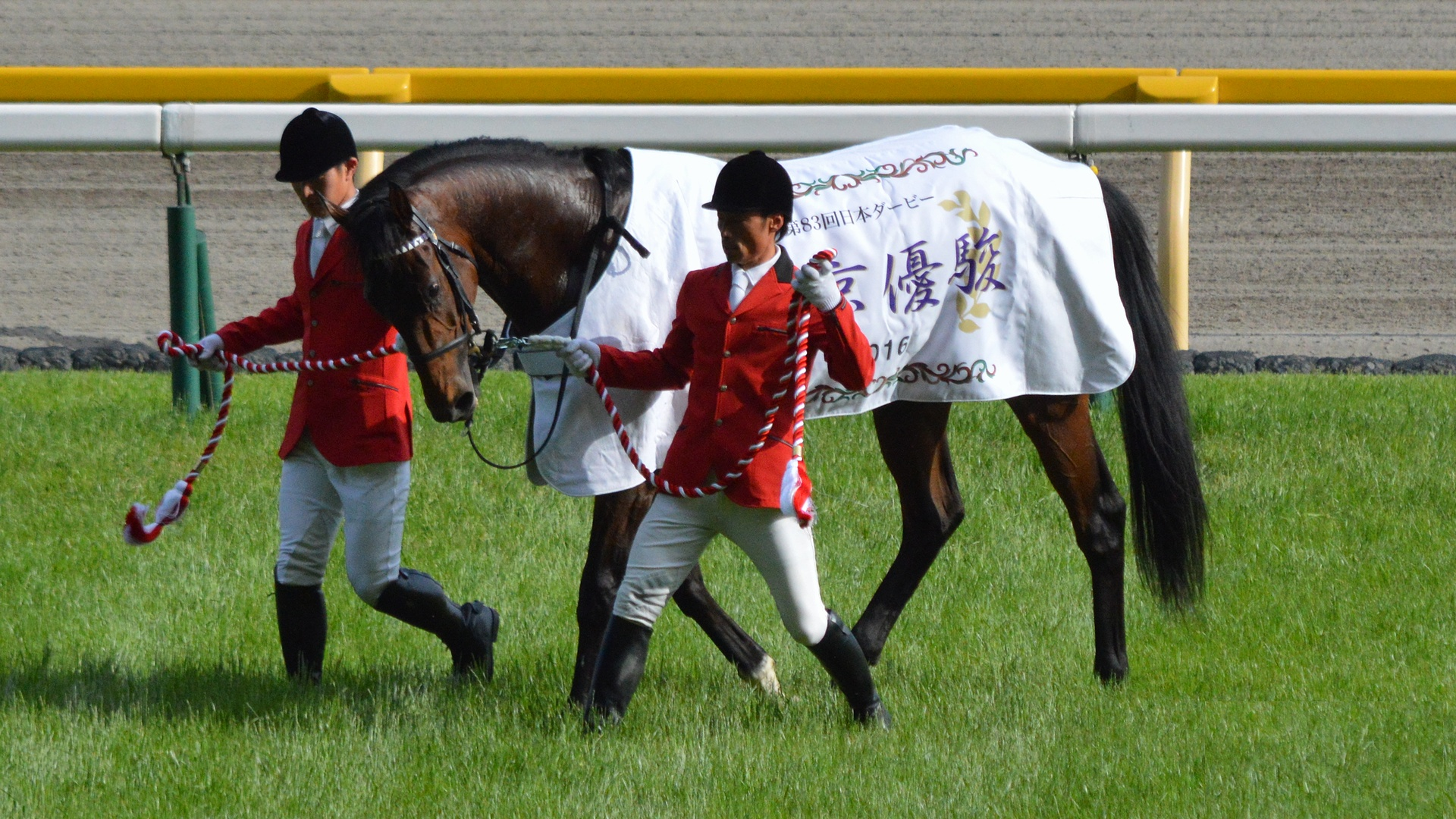
マカヒキ (2013年産)
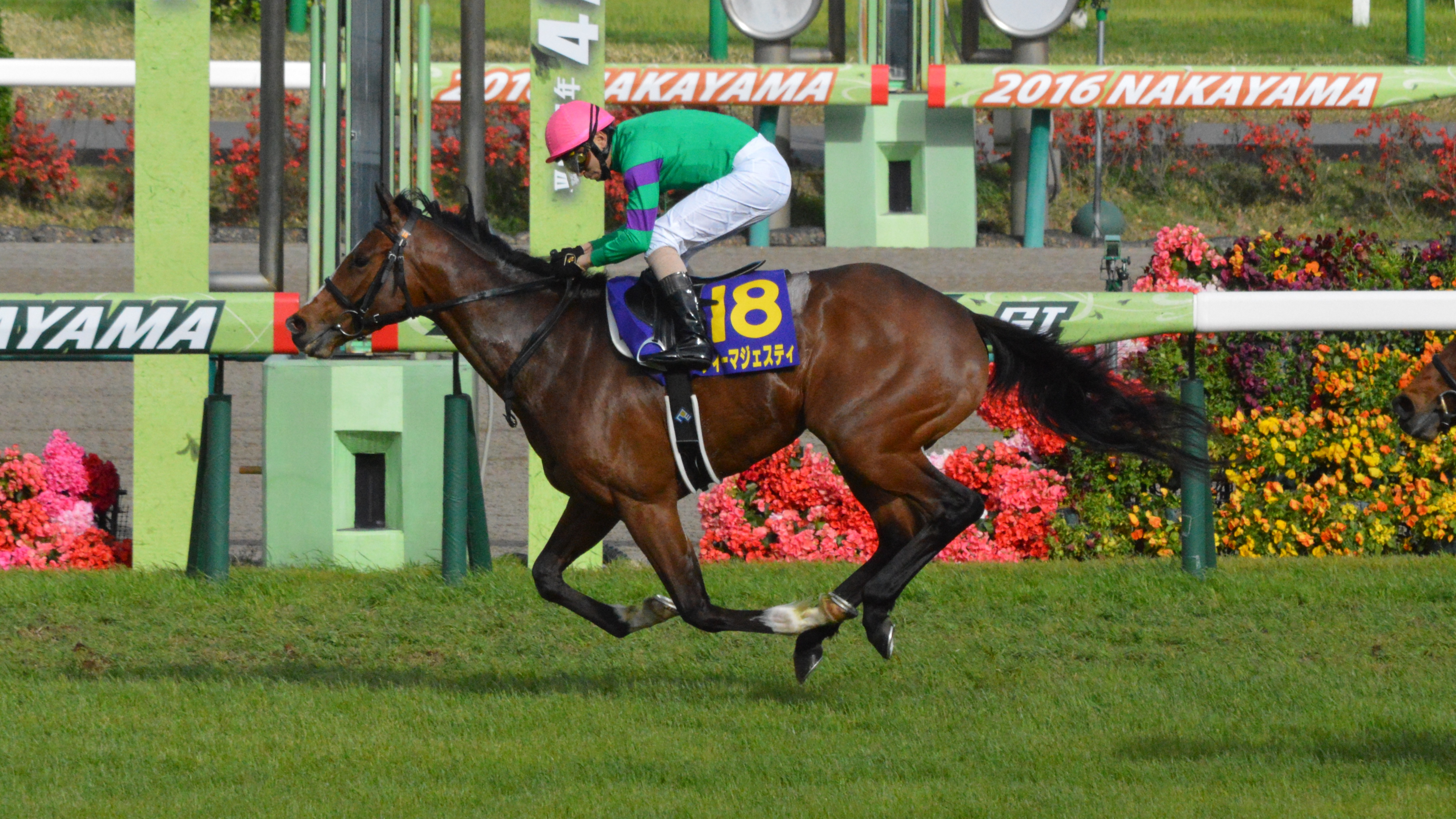
ディーマジェスティ (2013年産)
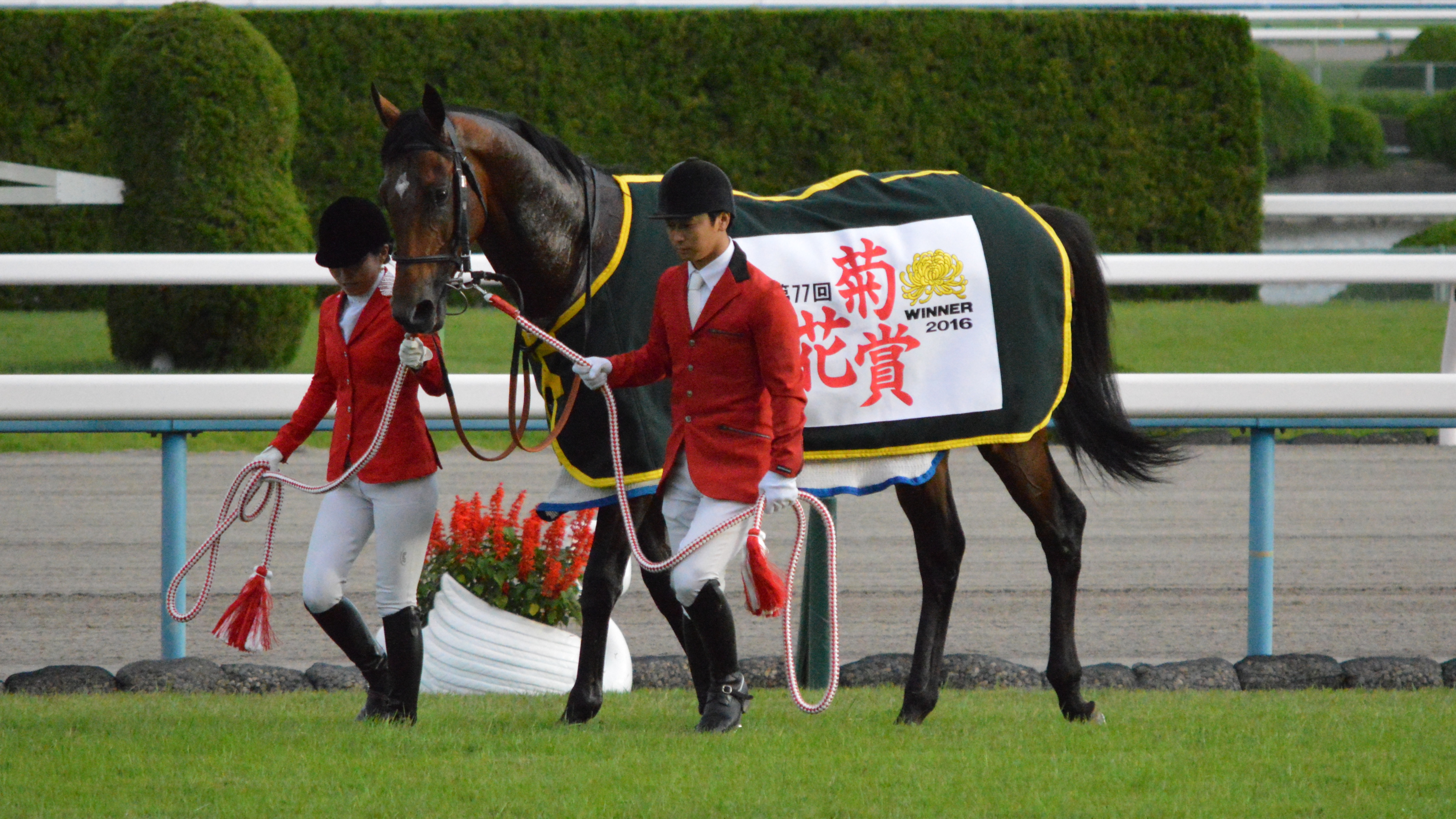
サトノダイヤモンド (2013年産)
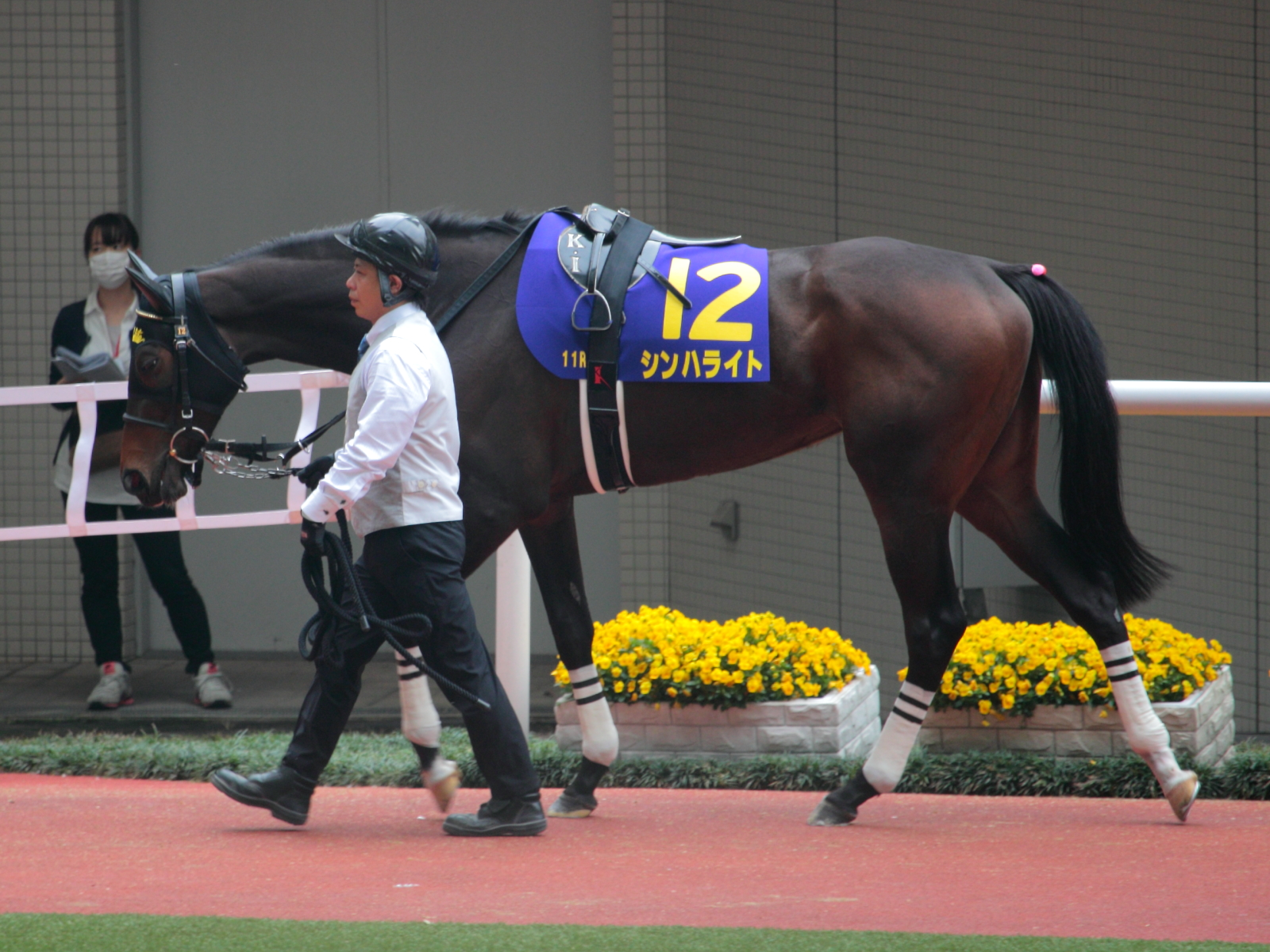
シンハライト (2013年産)
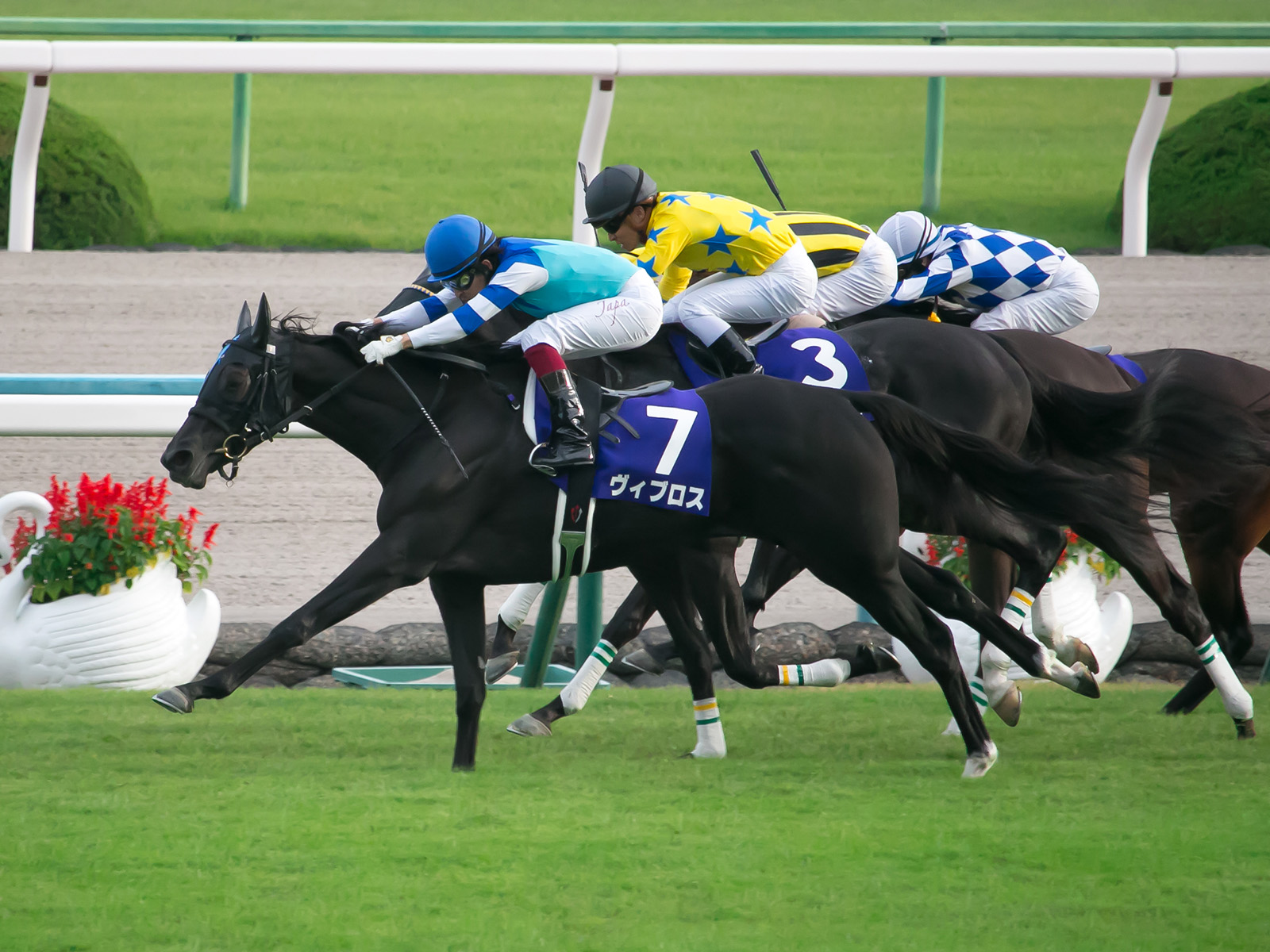
ヴィブロス (2013年産)
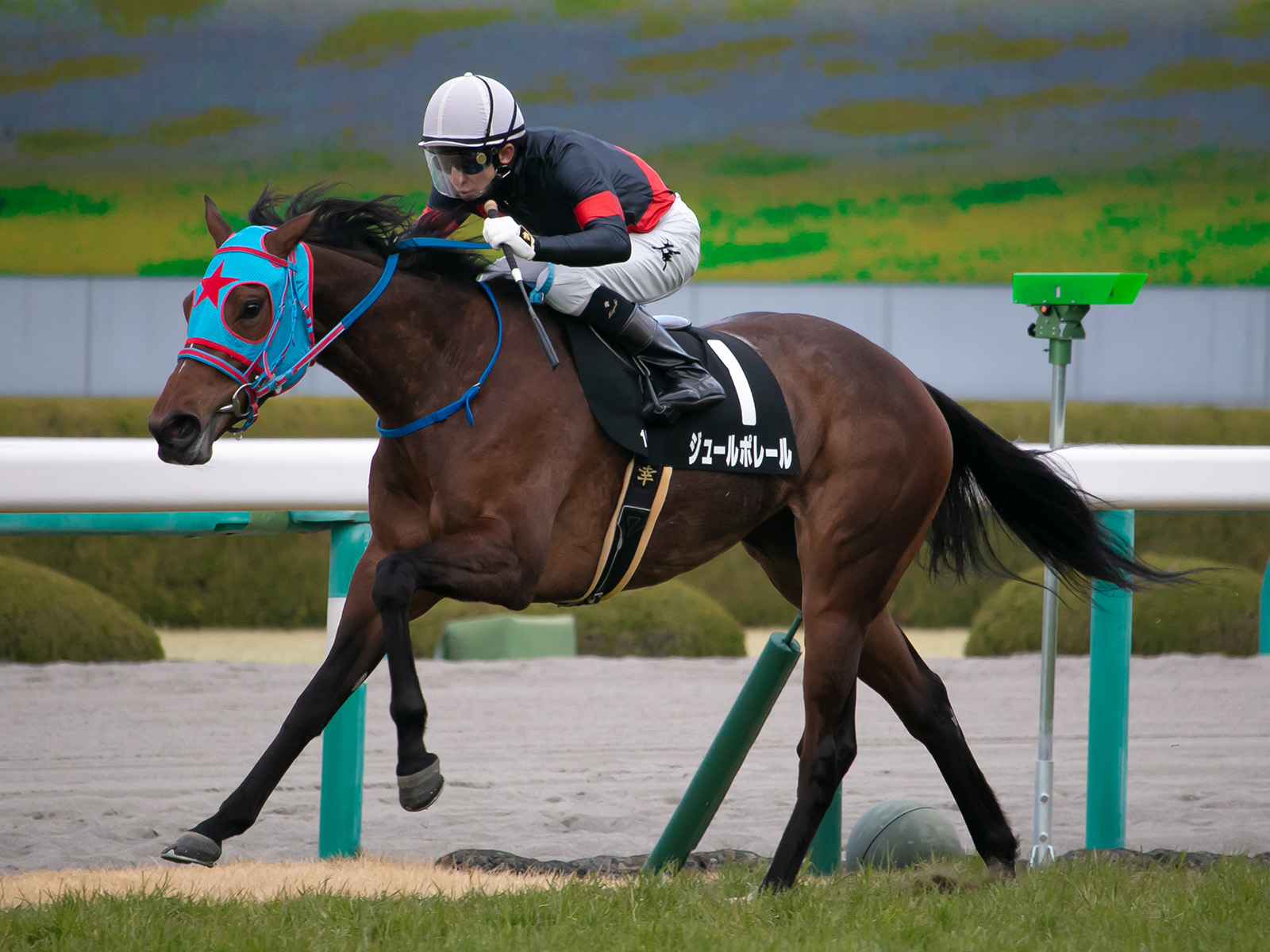
ジュールポレール（2013年産）
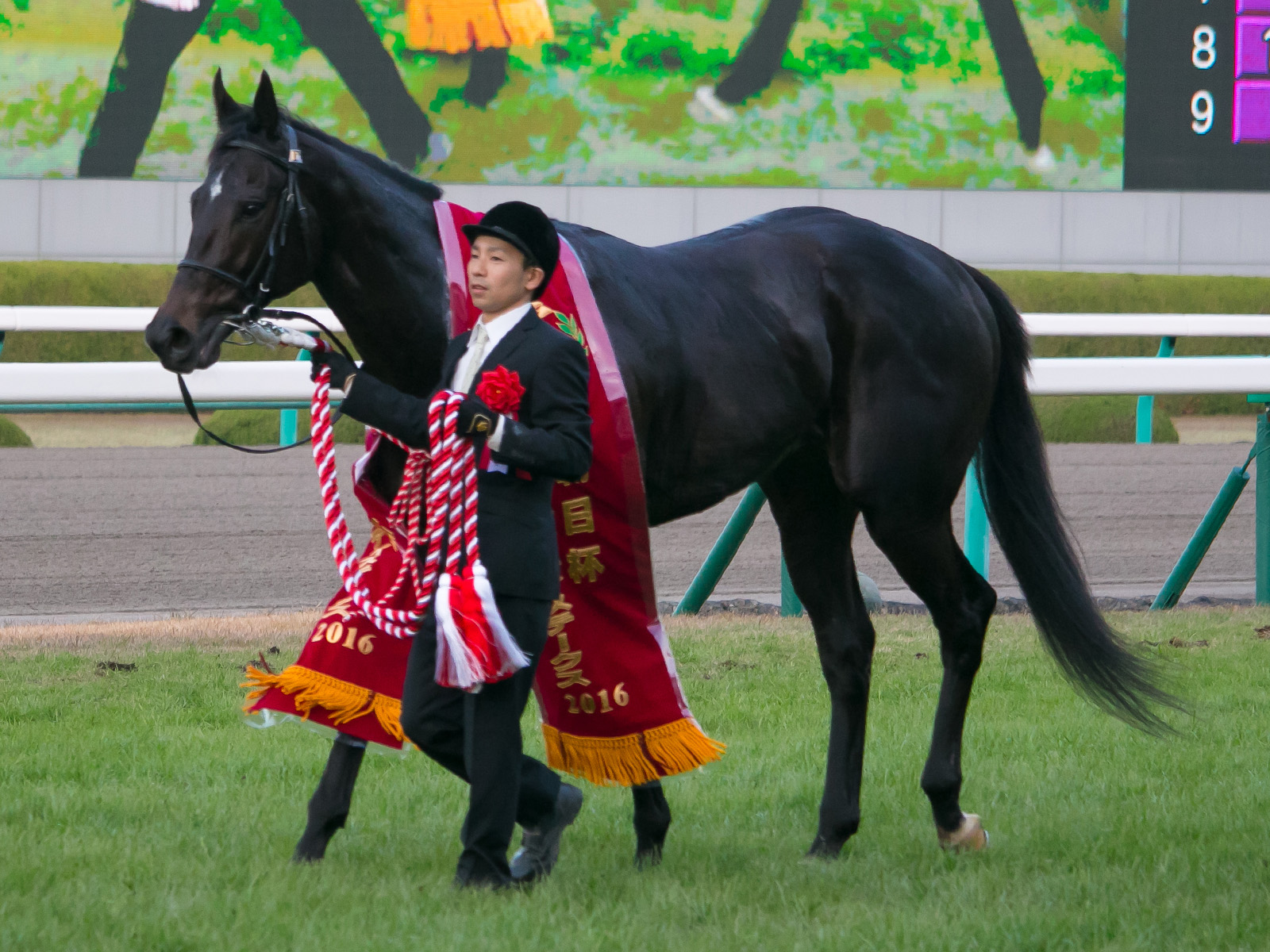
サトノアレス (2014年産)
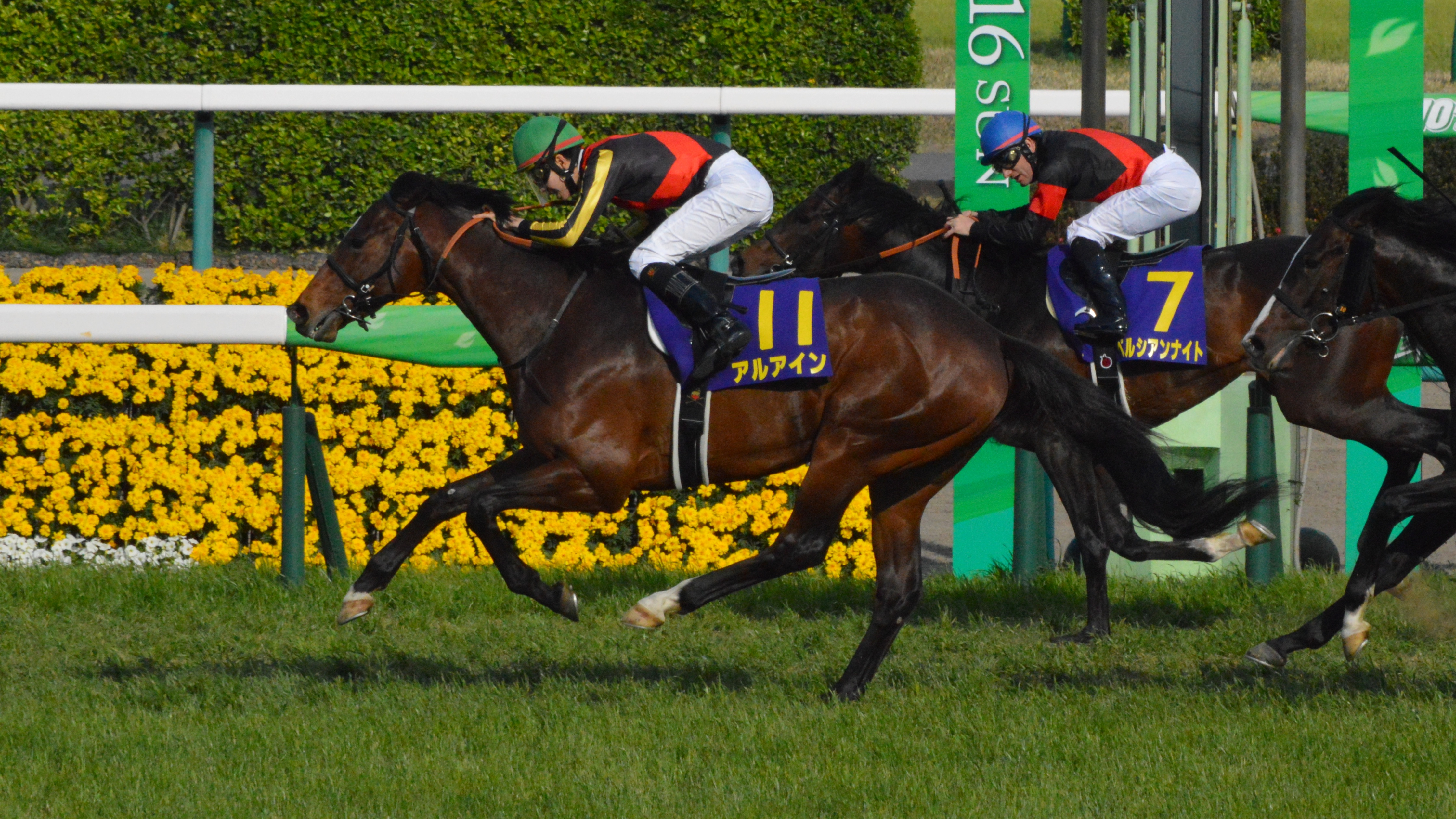
アルアイン (2014年産)
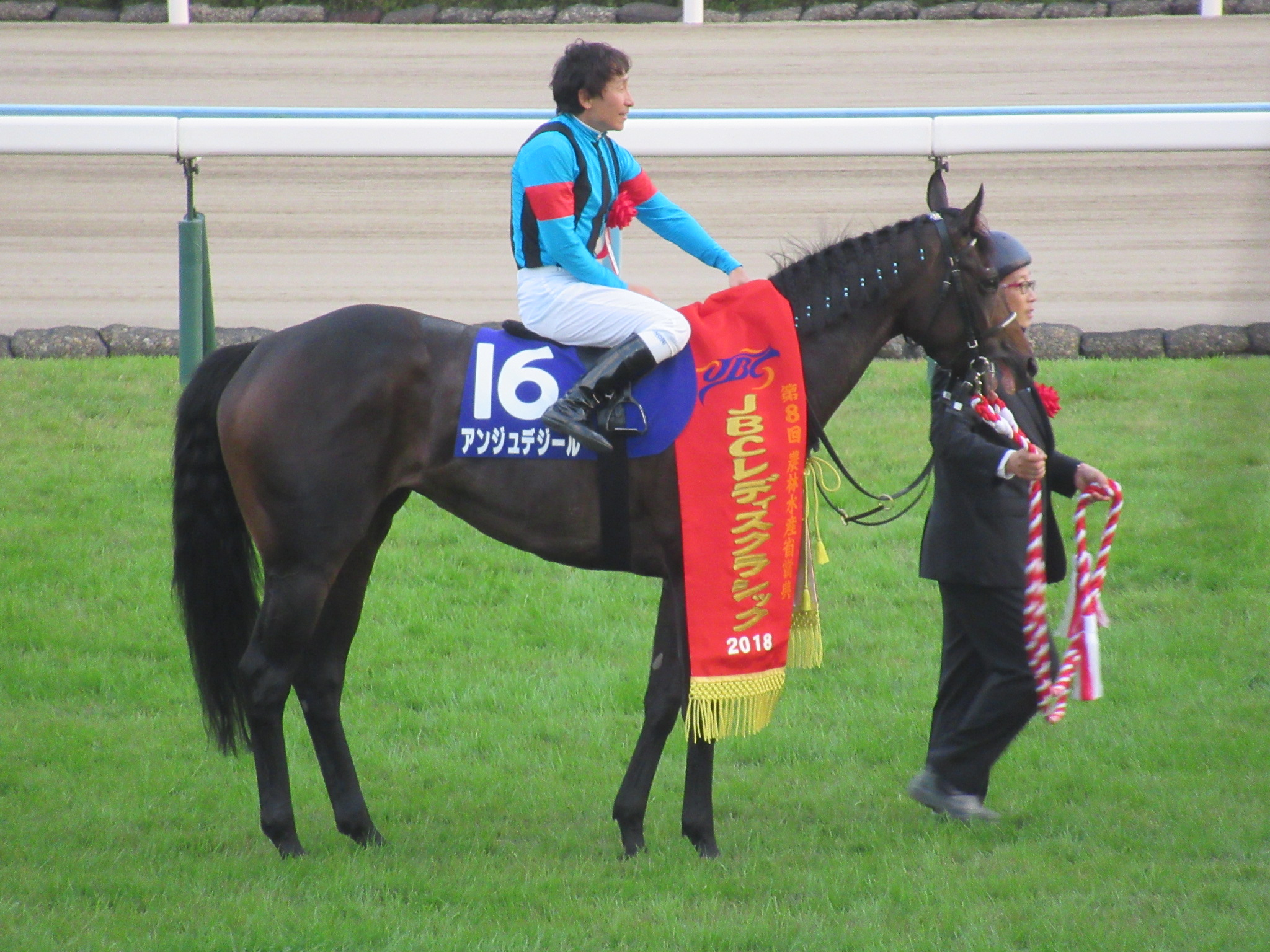
アンジュデジール (2014年産)
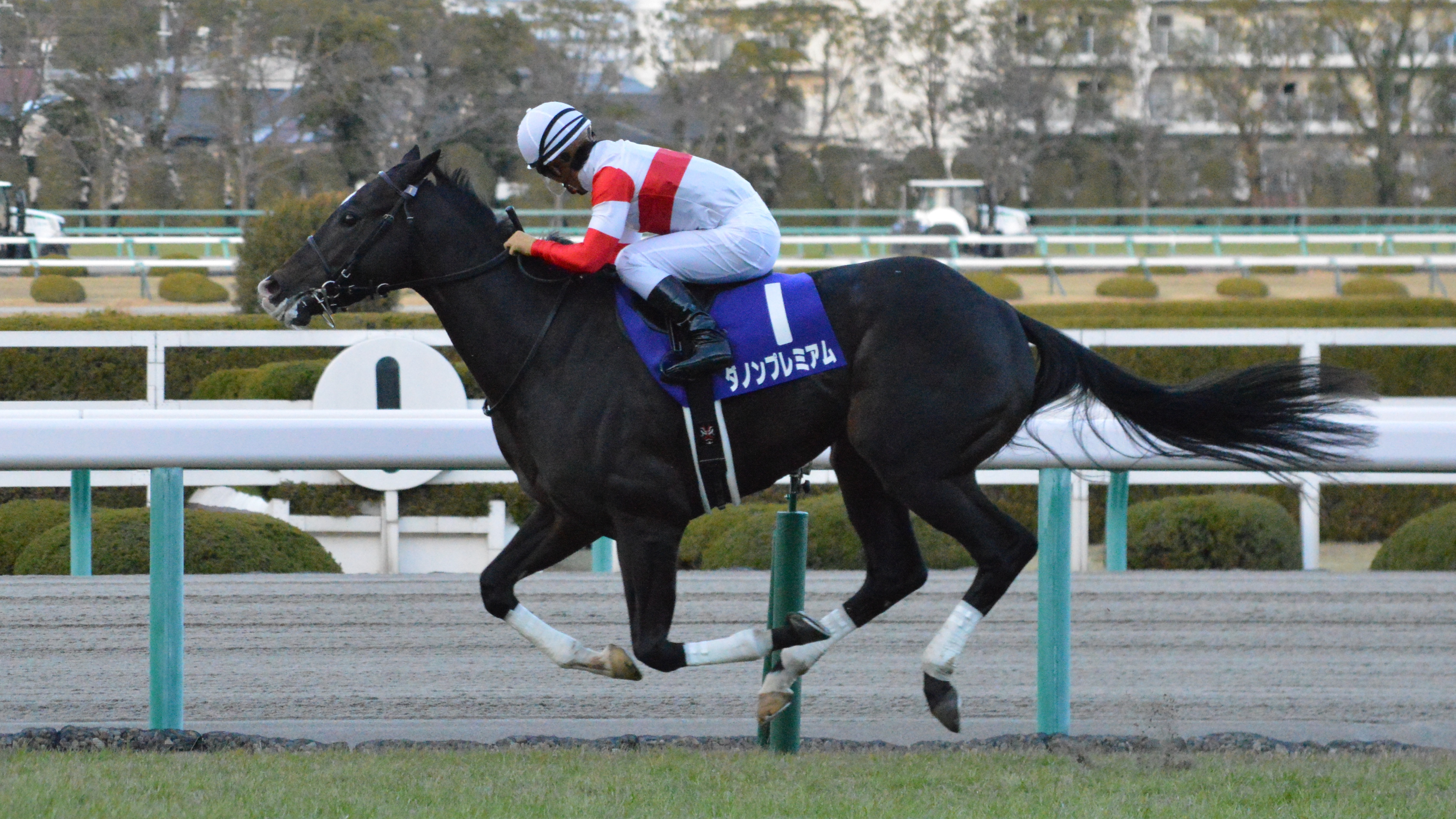
ダノンプレミアム（2015年産）
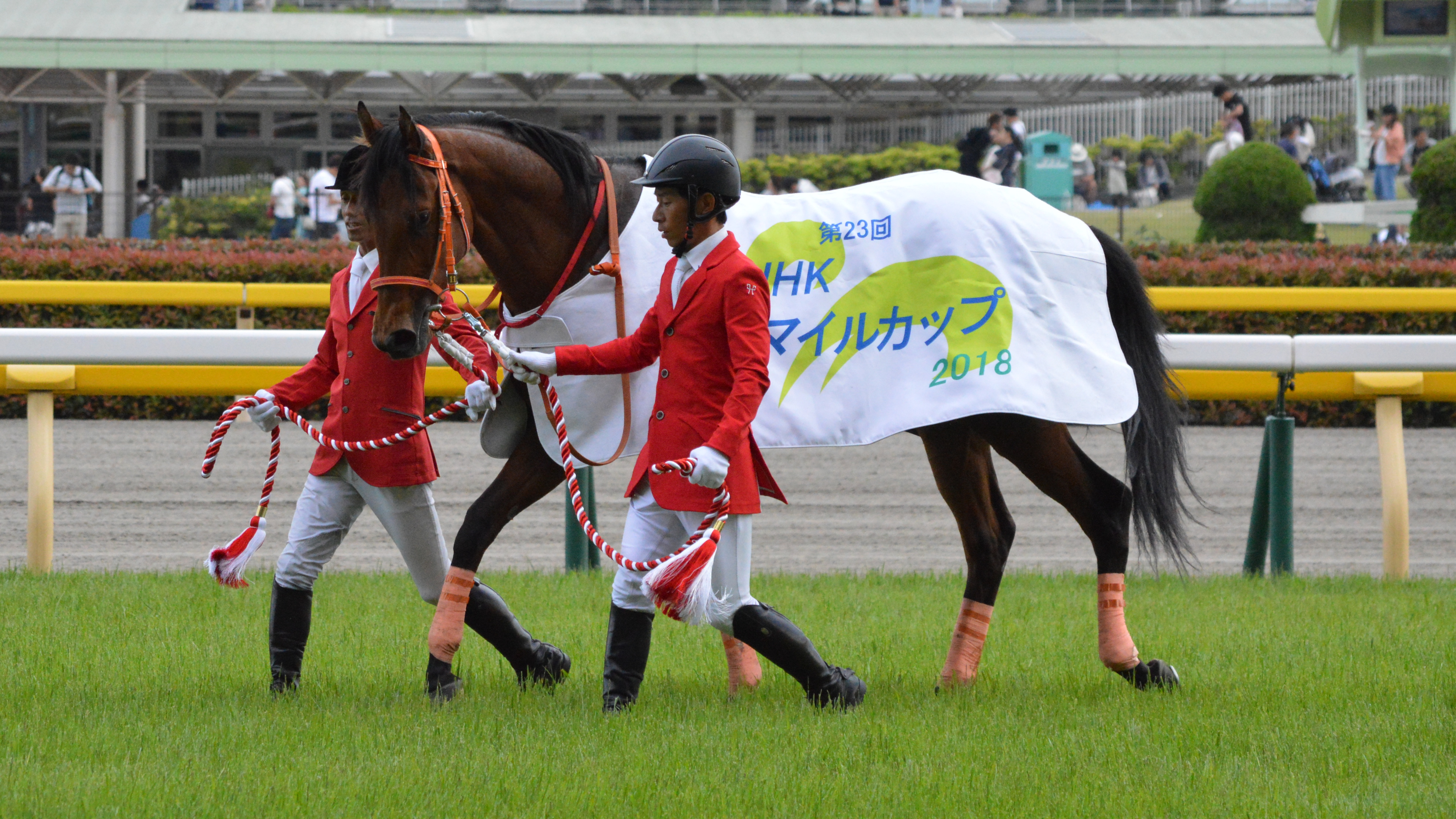
ケイアイノーテック（2015年産）
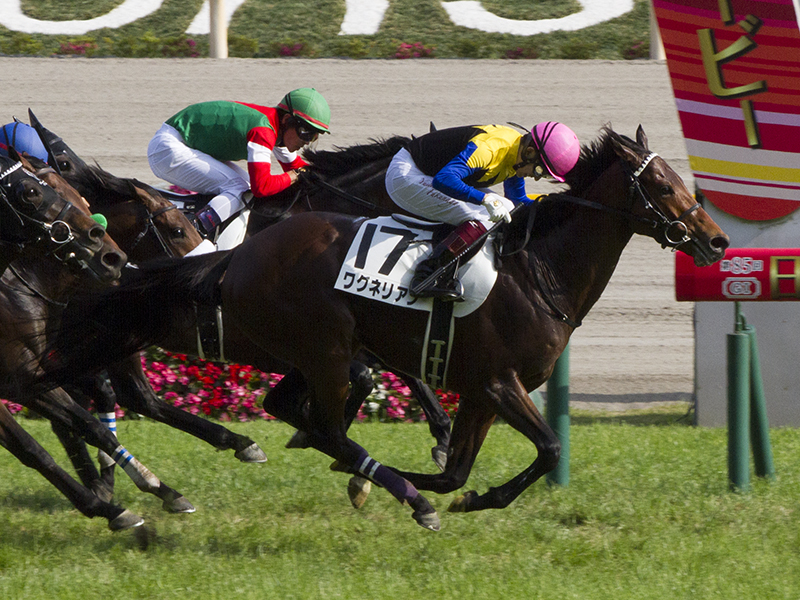
ワグネリアン（2015年産）
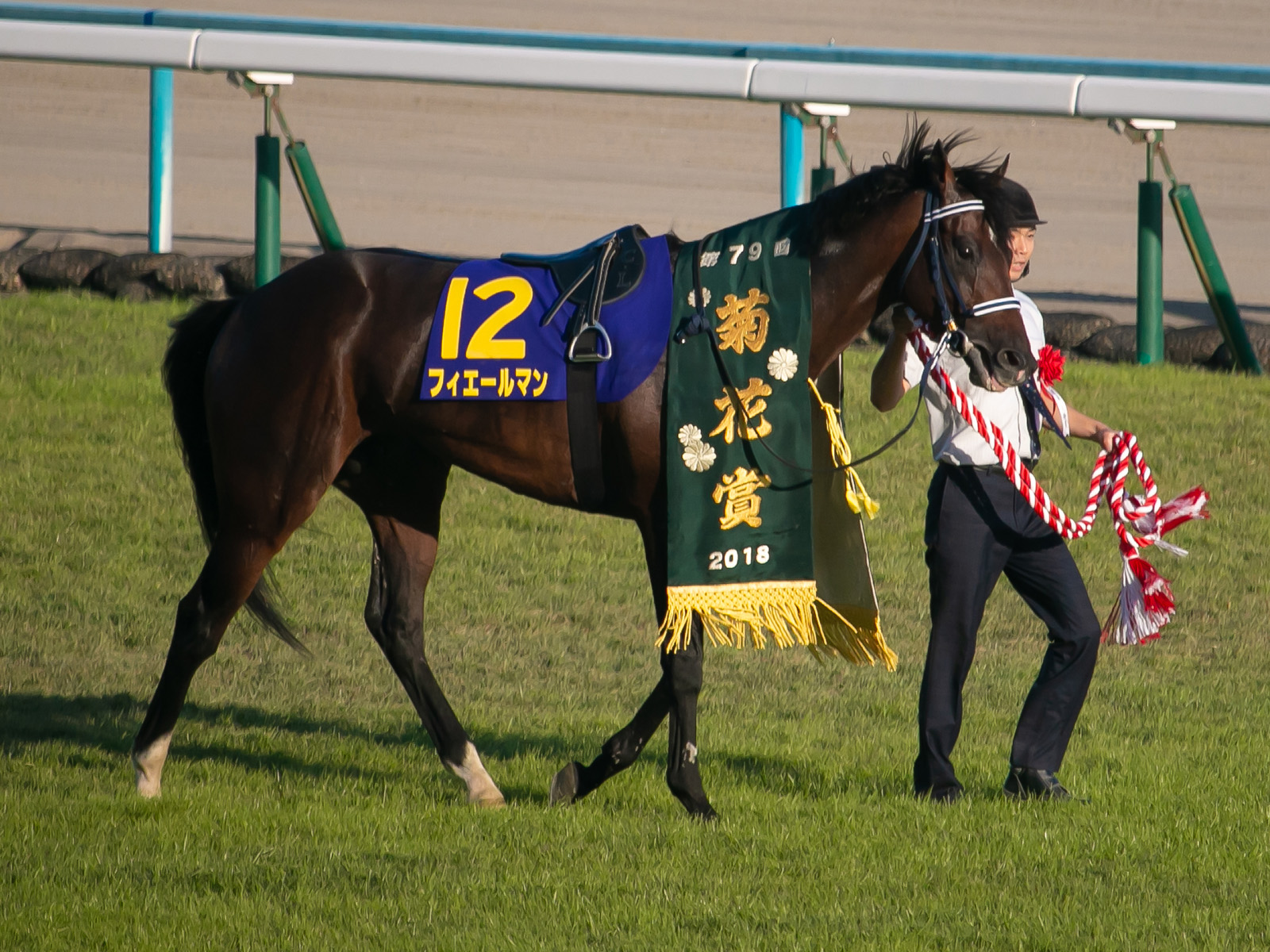
フィエールマン（2015年産）
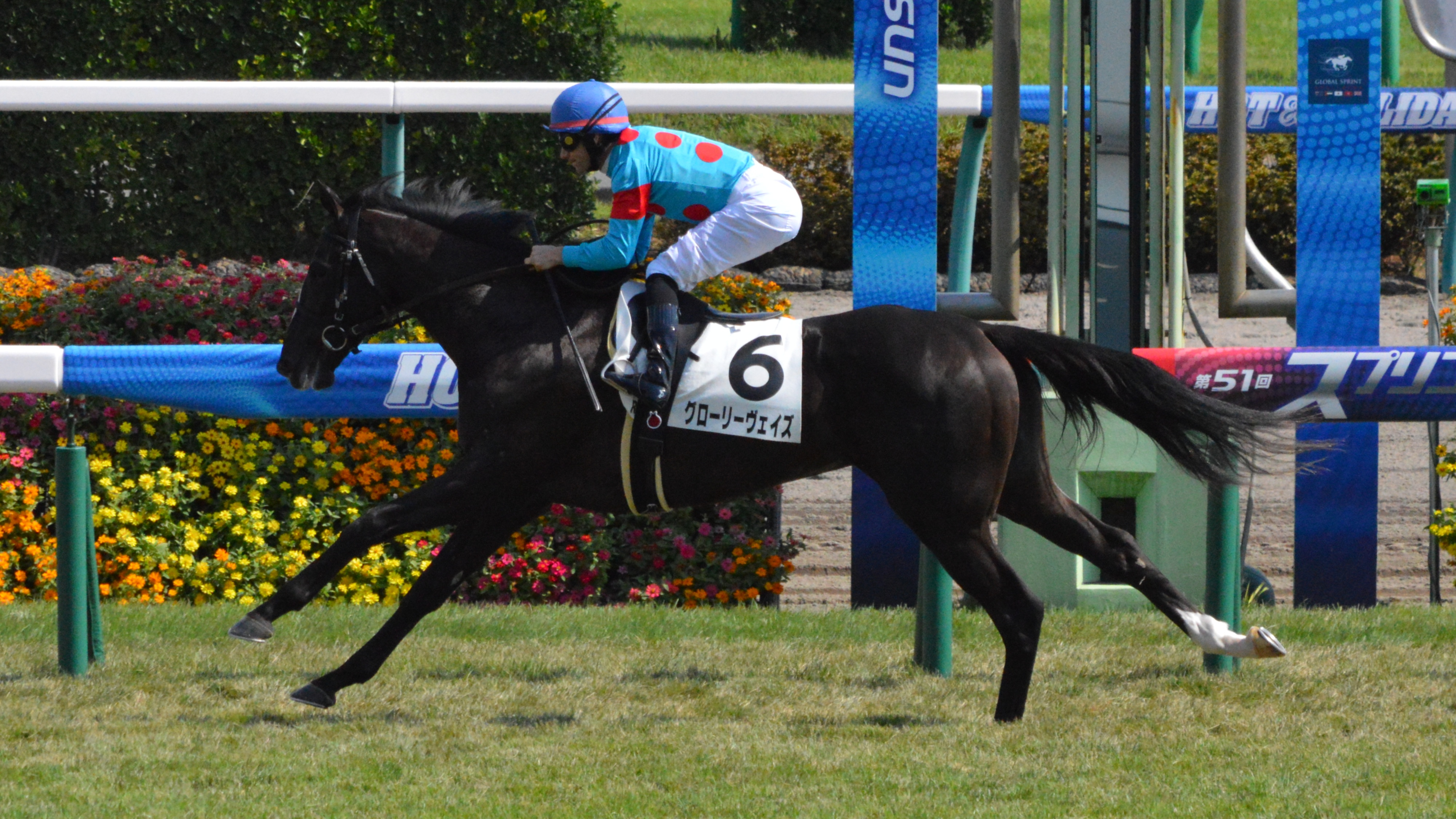
グローリーヴェイズ（2015年産）
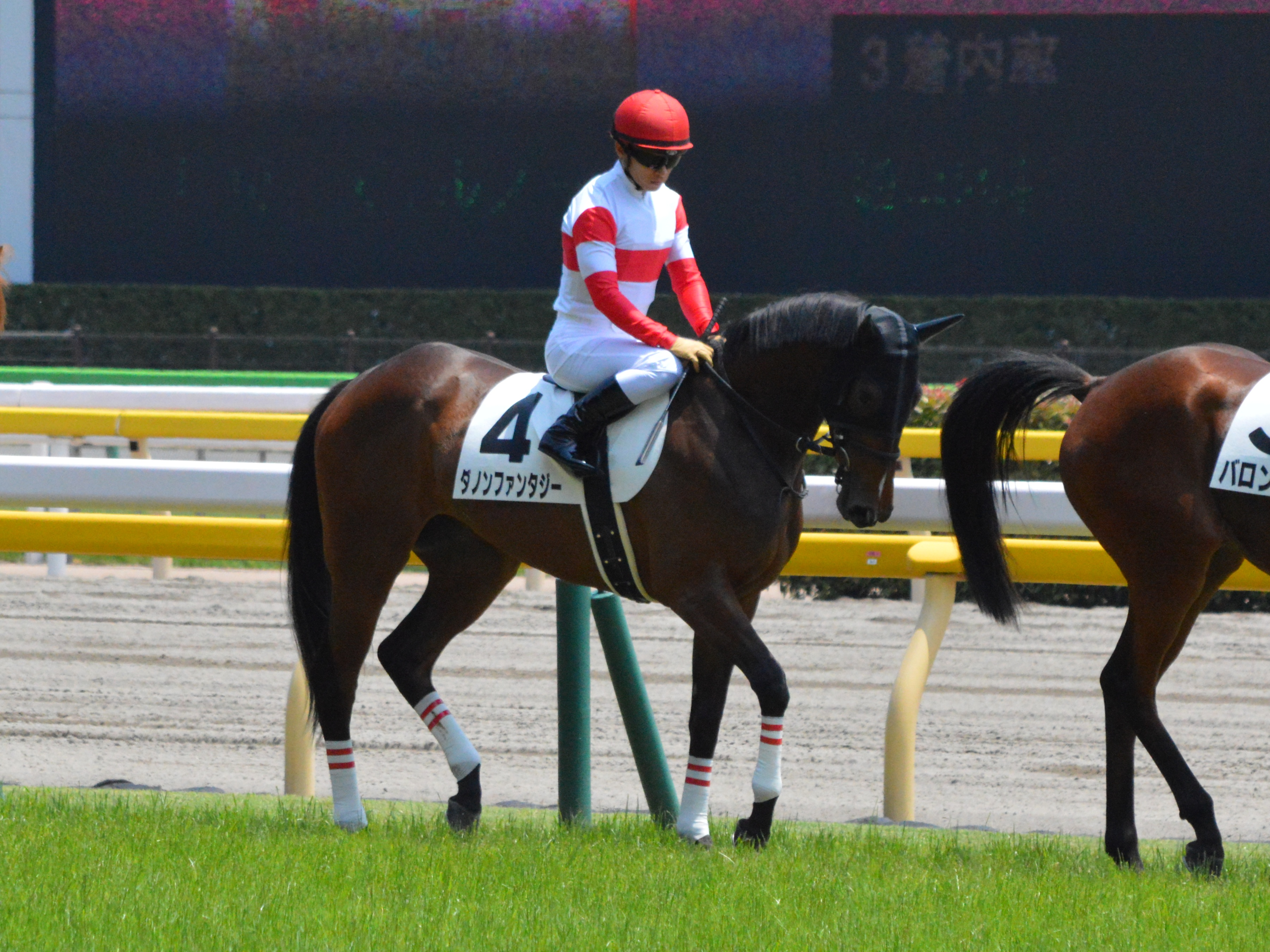
ダノンファンタジー（2016年産）
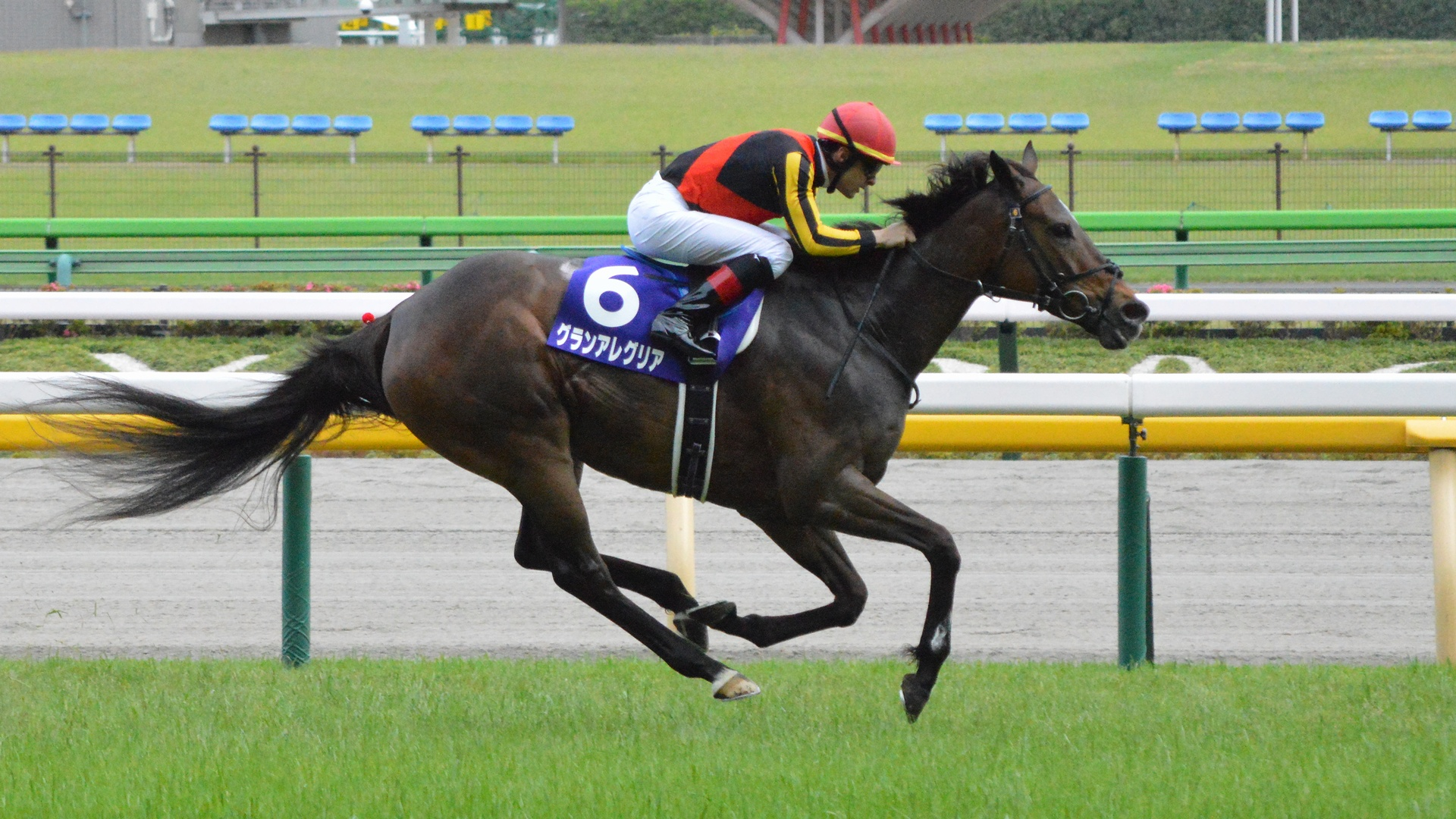
グランアレグリア（2016年産）
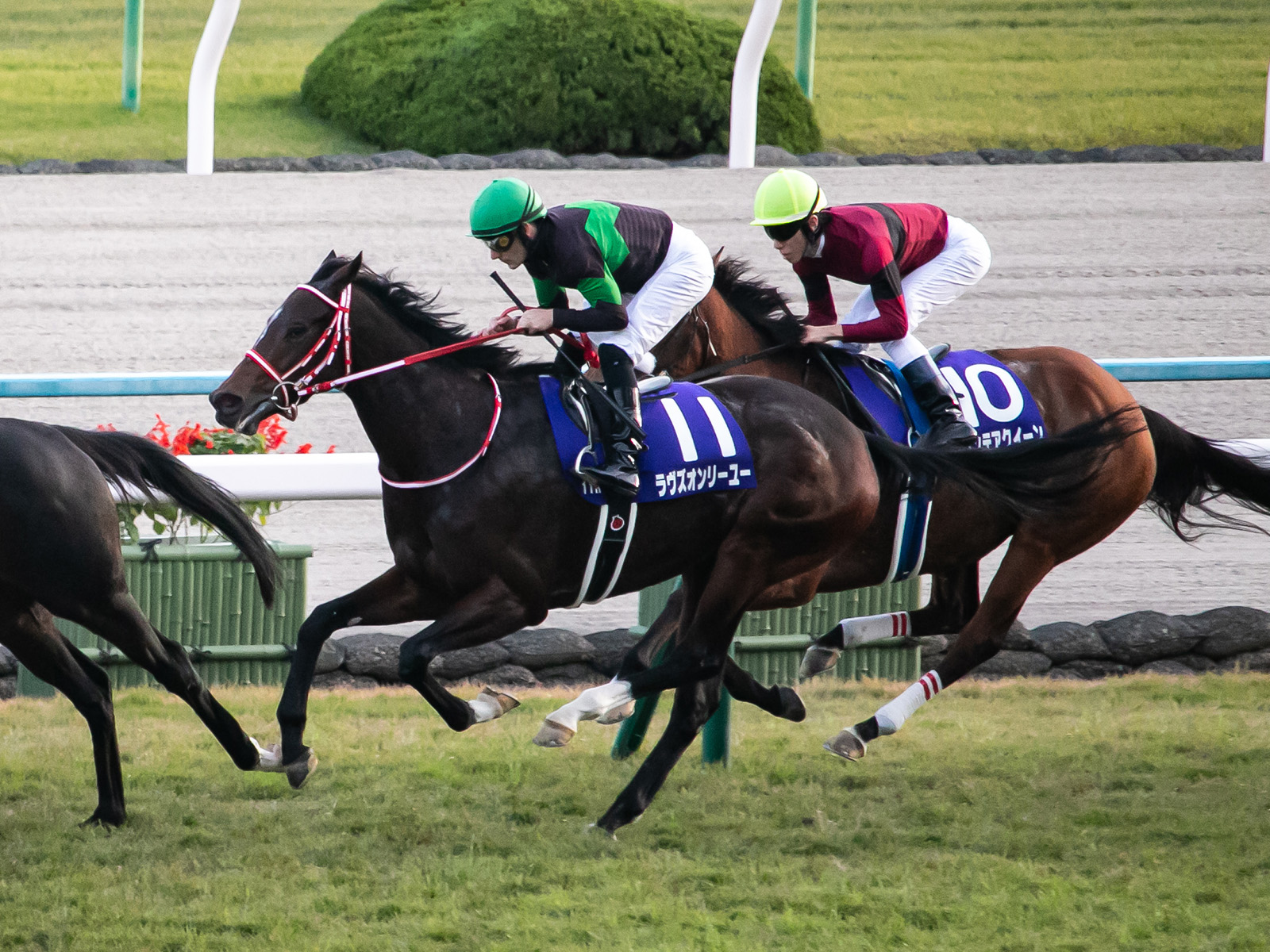
ラヴズオンリーユー（2016年産）
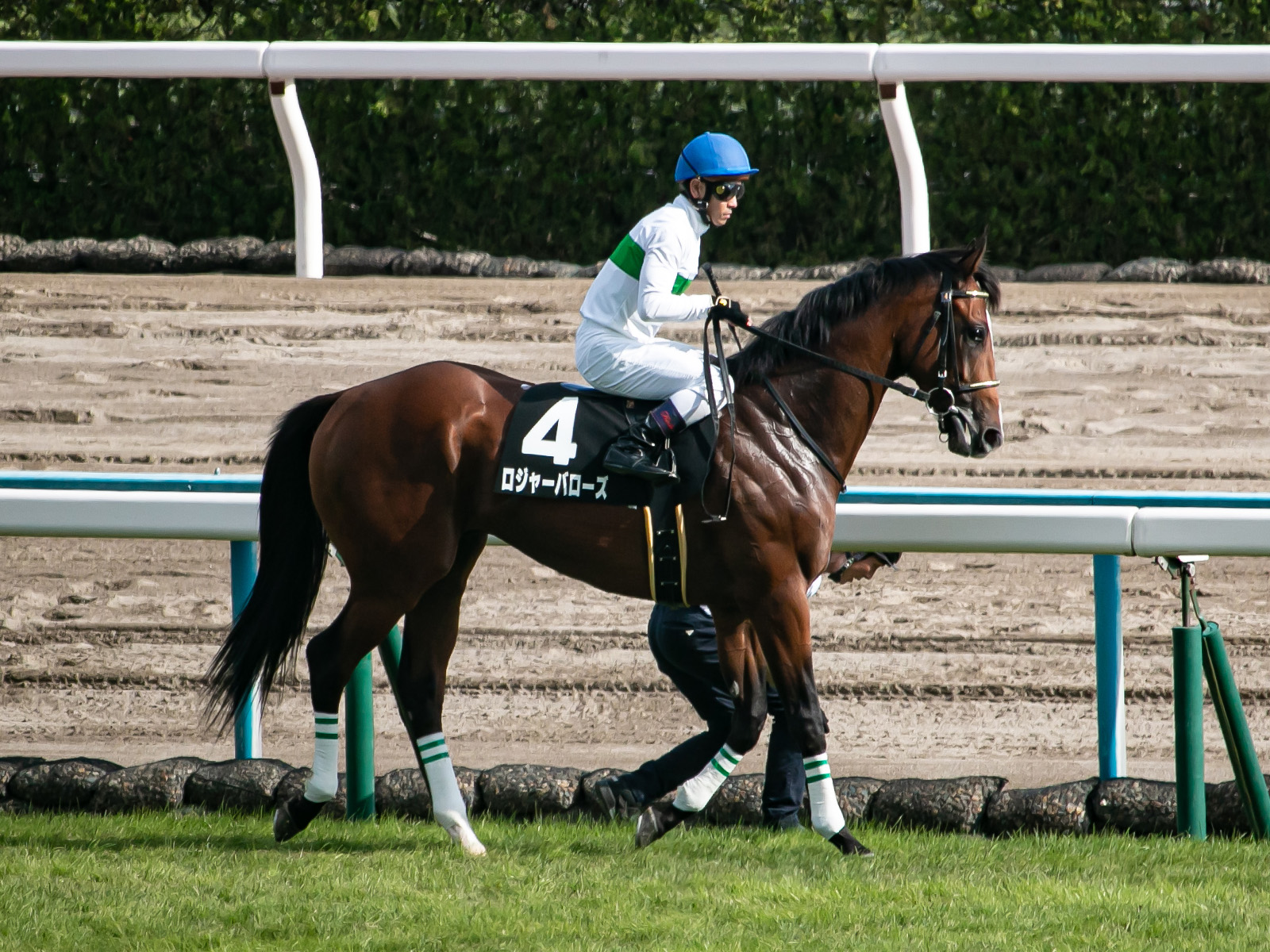
ロジャーバローズ（2016年産）
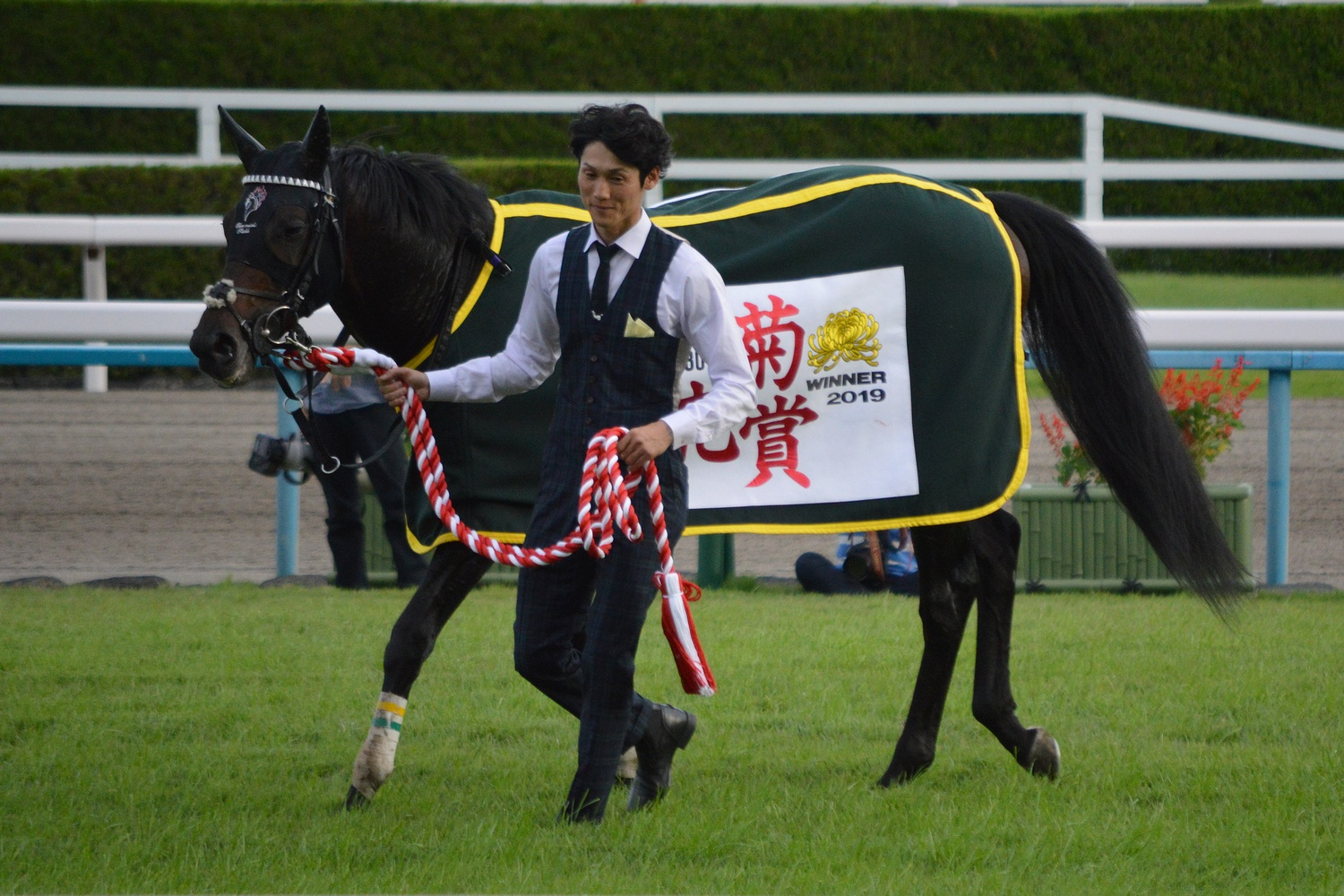
ワールドプレミア（2016年産）
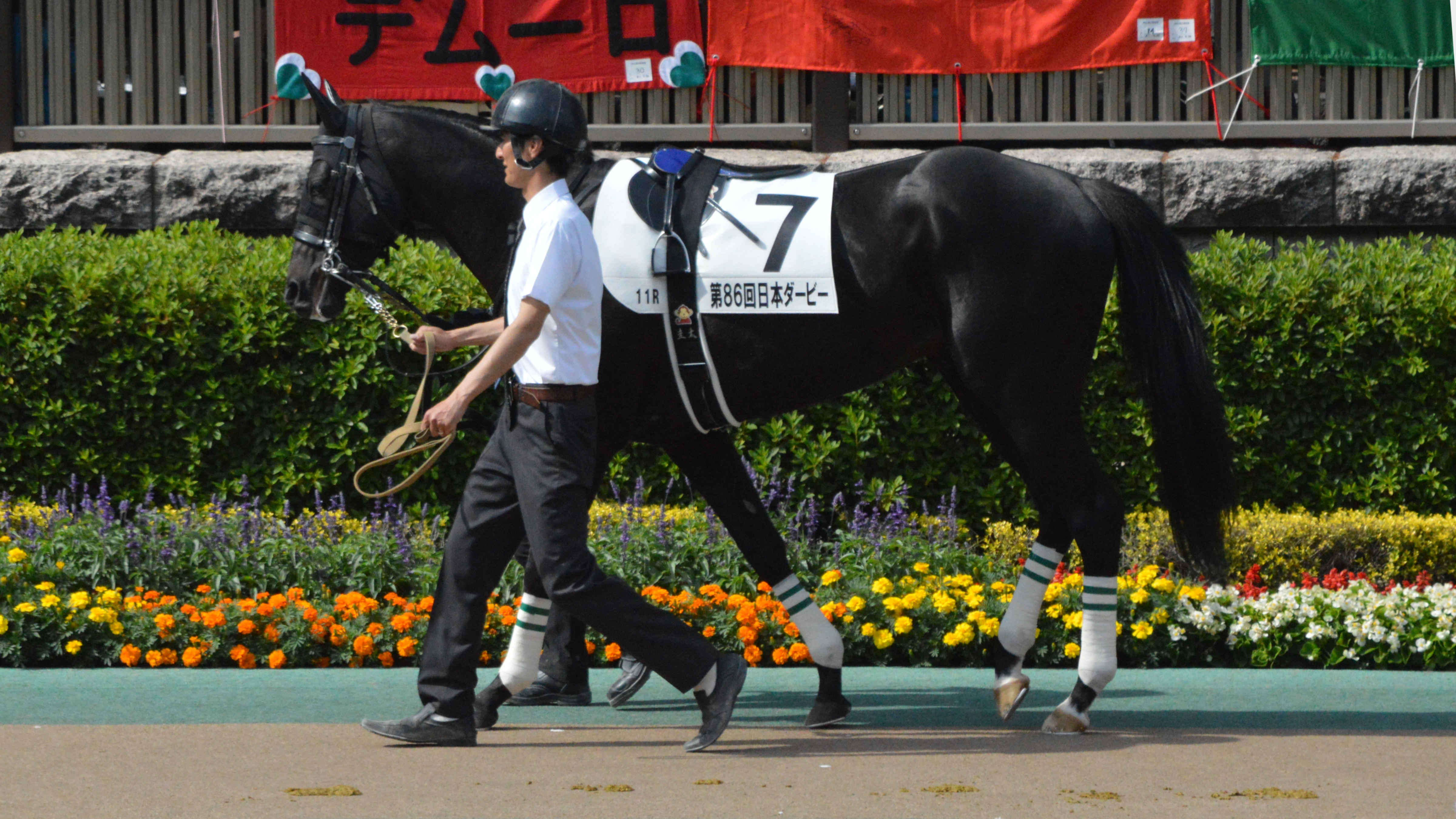
ダノンキングリー（2016年産）
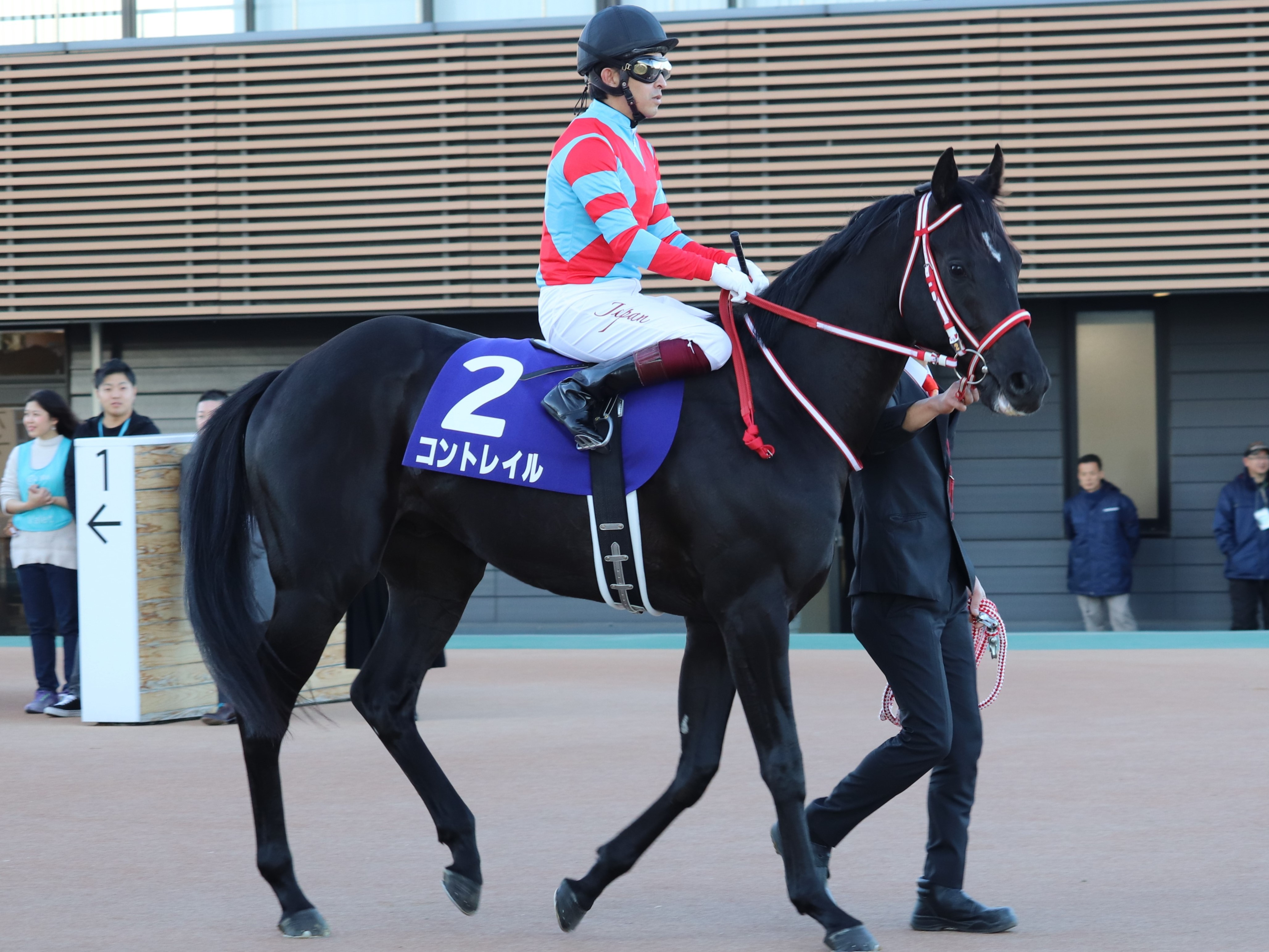
コントレイル（2017年産）
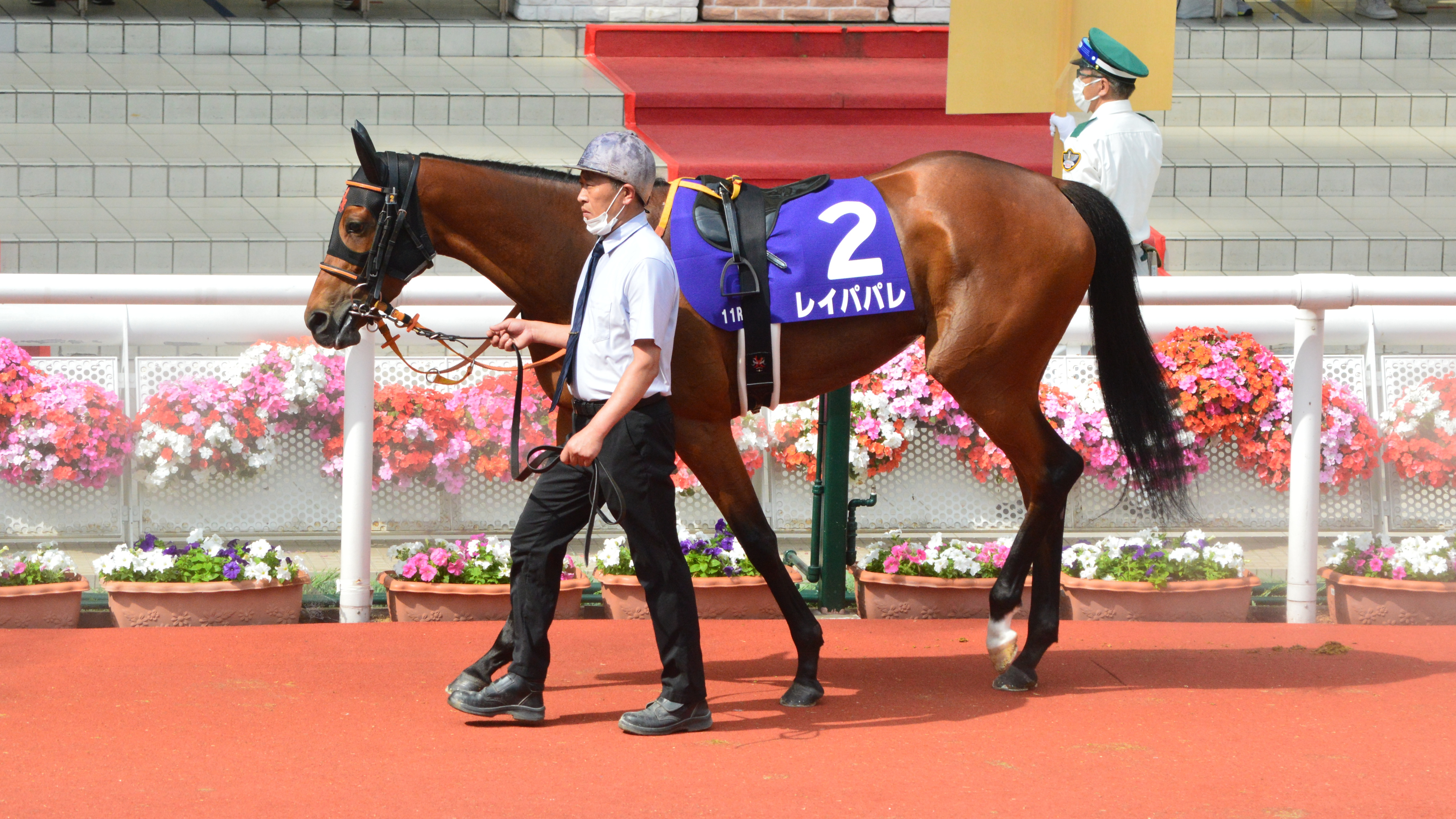
レイパパレ（2017年産）
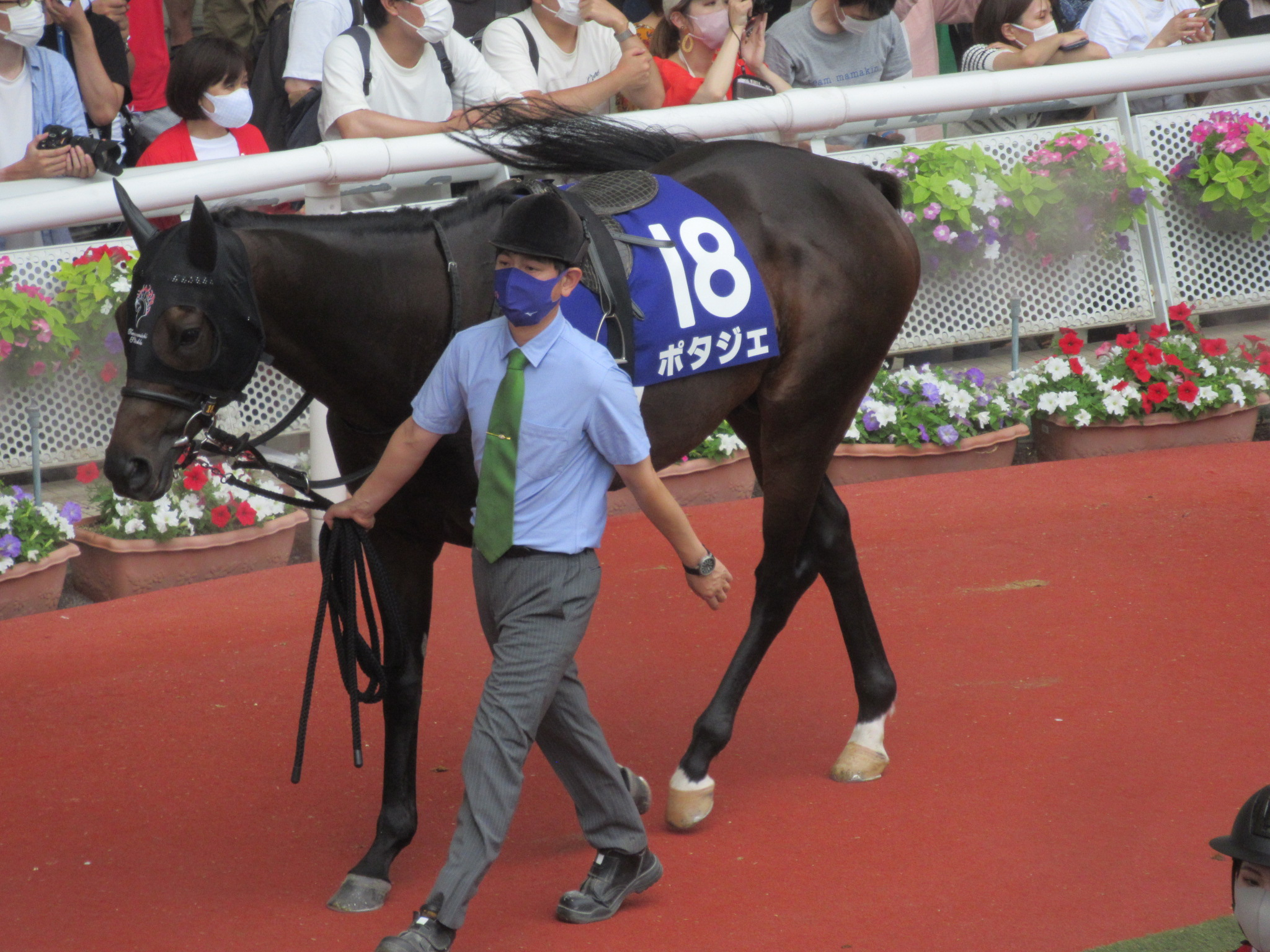
ポタジェ（2017年産）
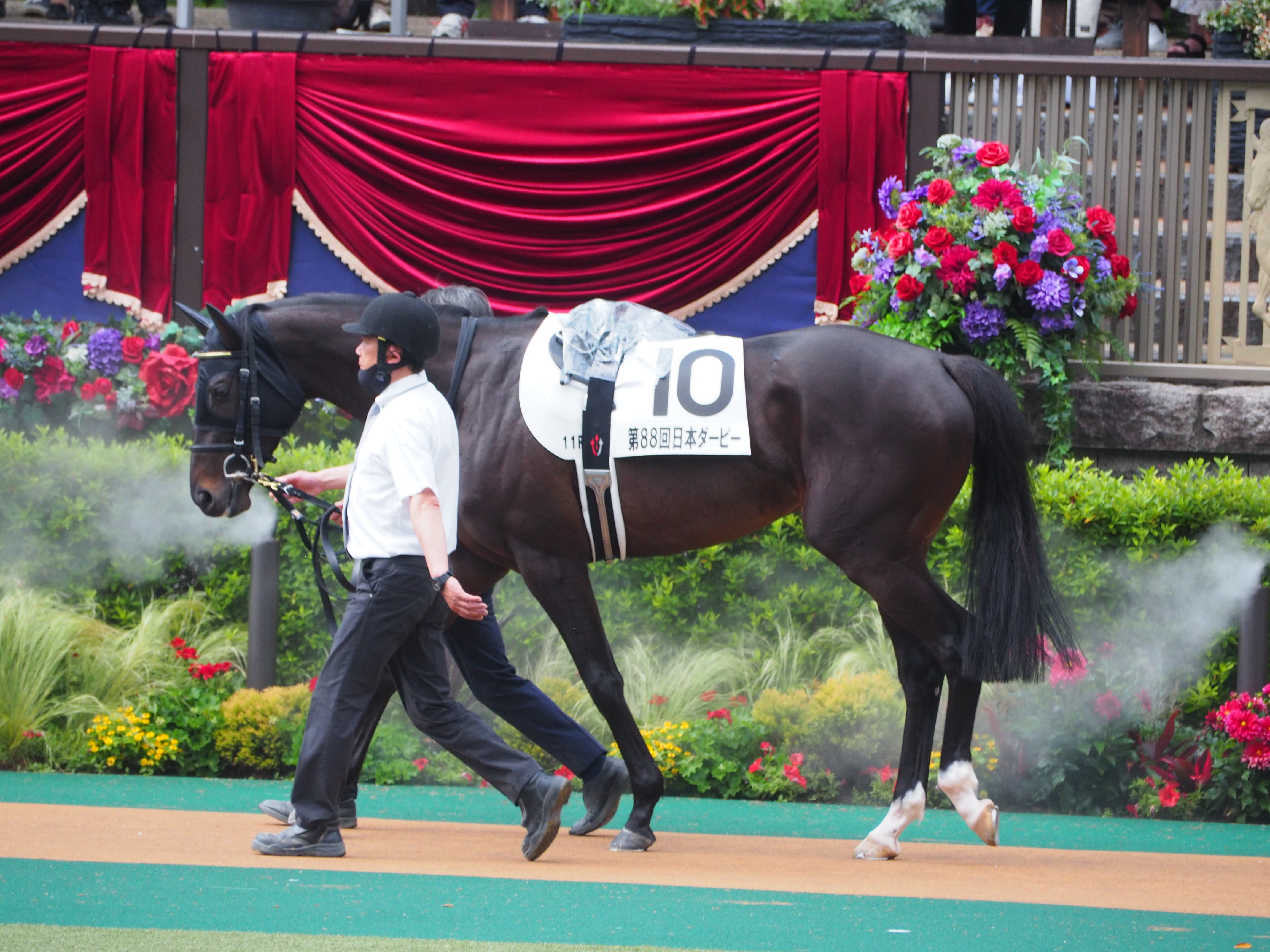
シャフリヤール (2018年産)
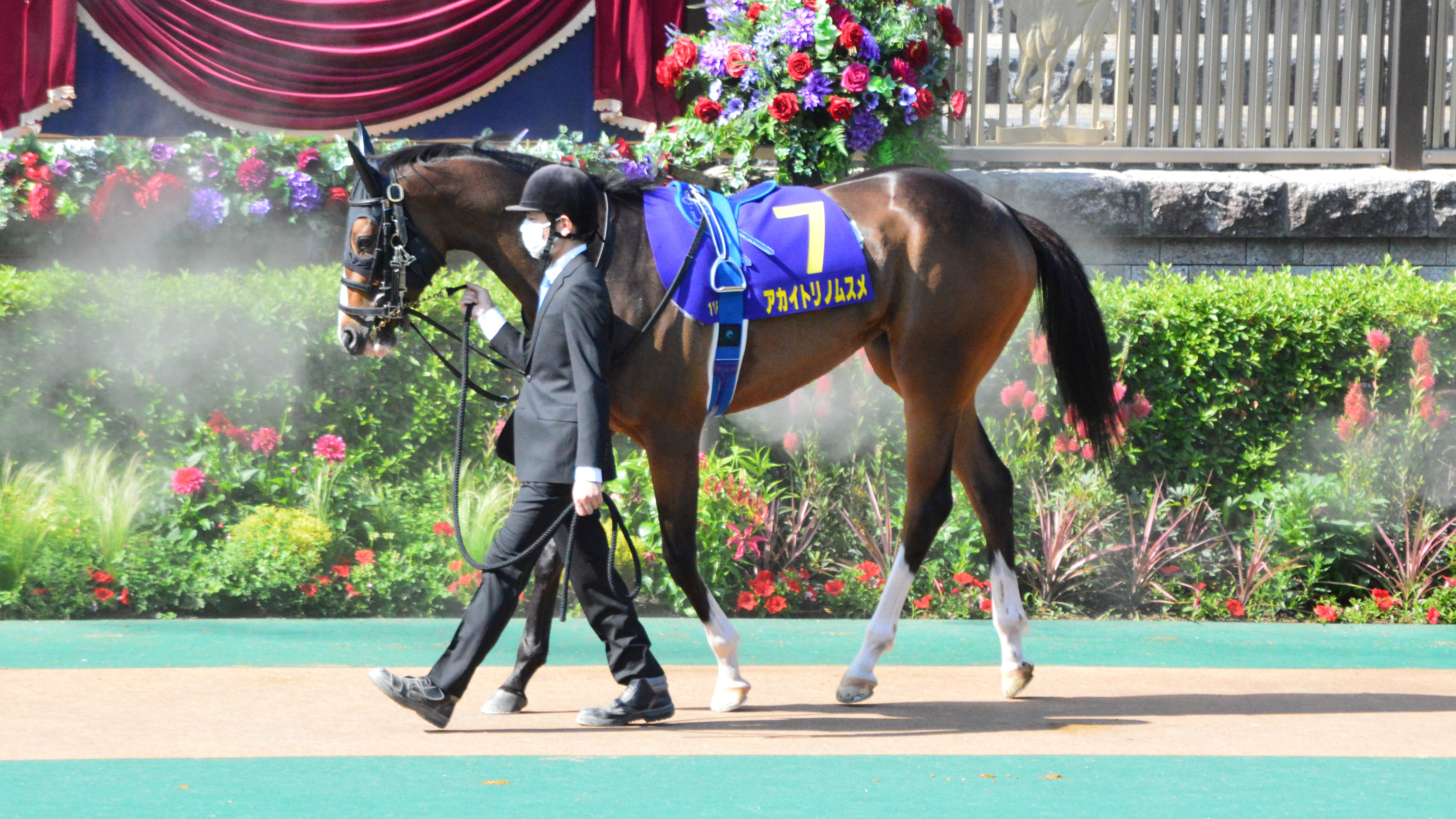
アカイトリノムスメ (2018年産)
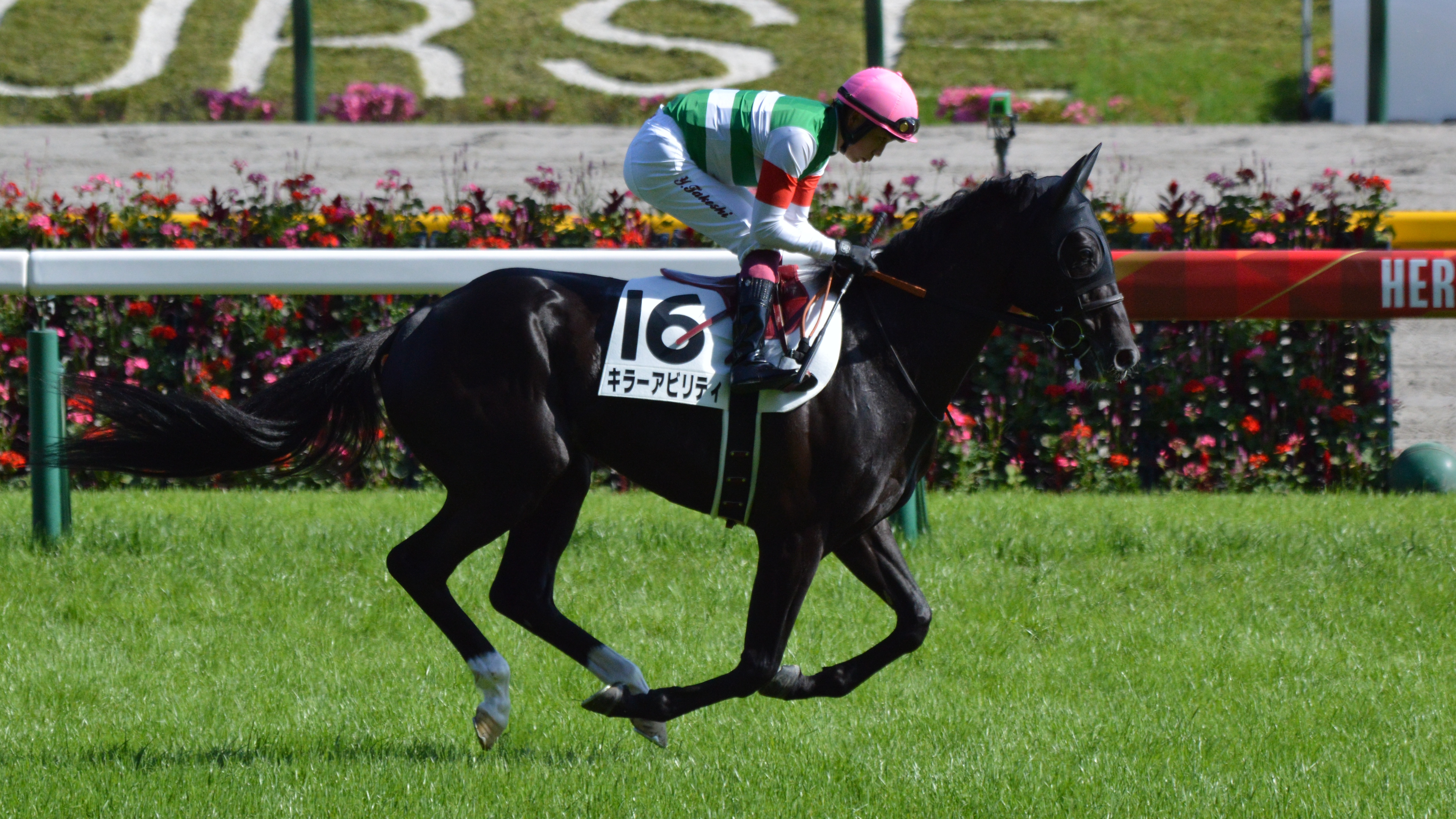
キラーアビリティ (2019年産)
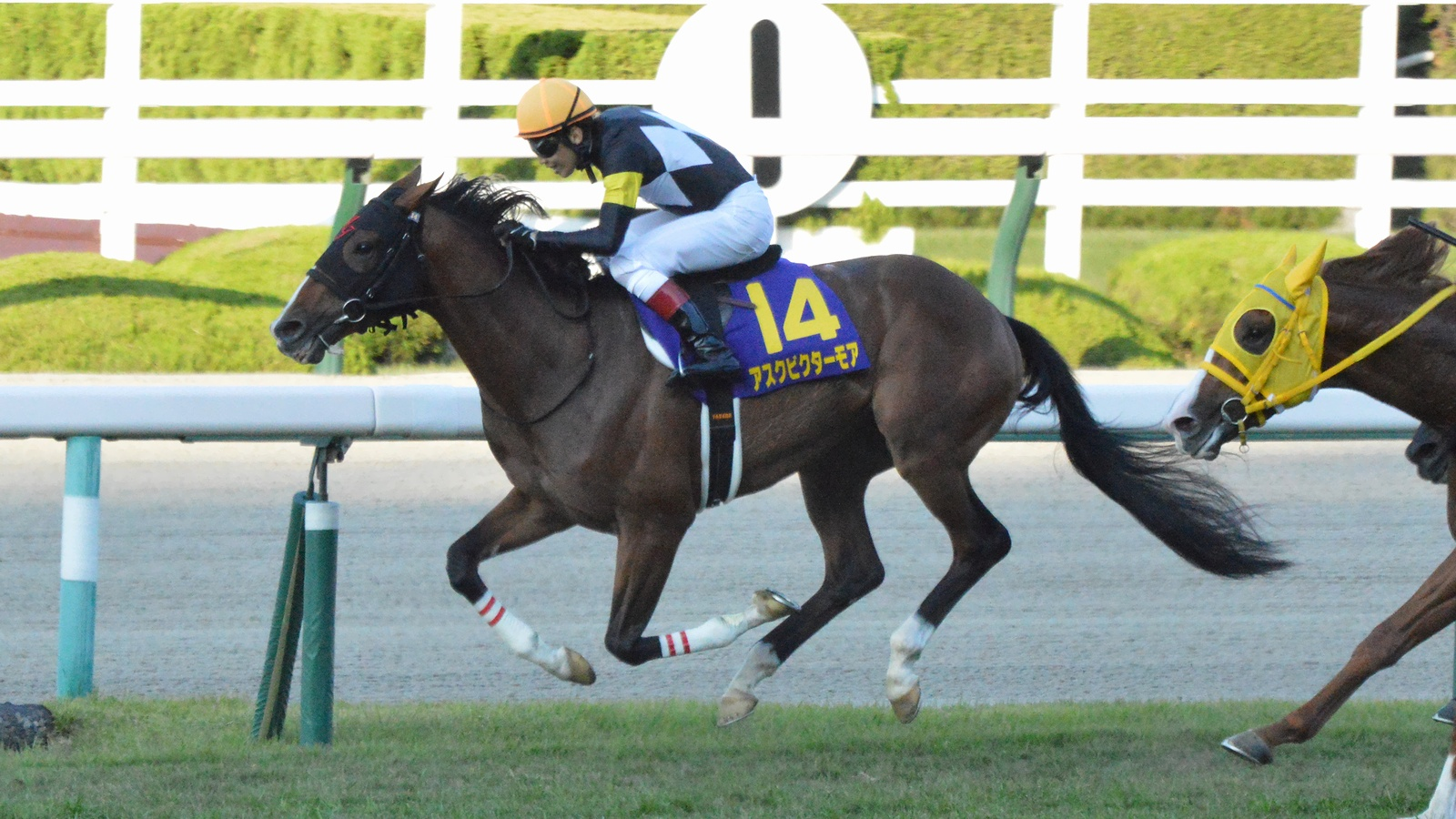
アスクビクターモア(2019年産)
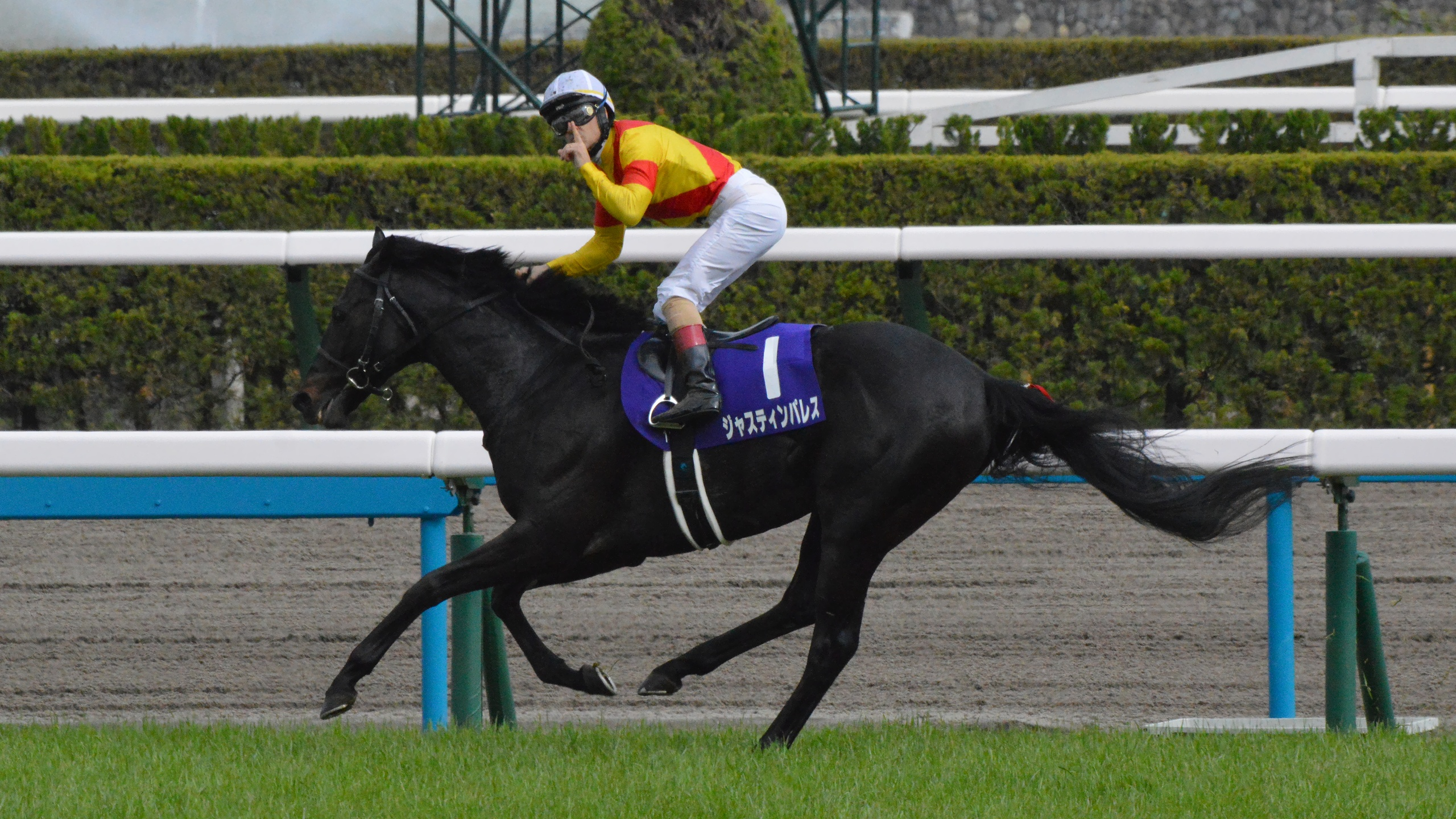
ジャスティンパレス（2019年産）
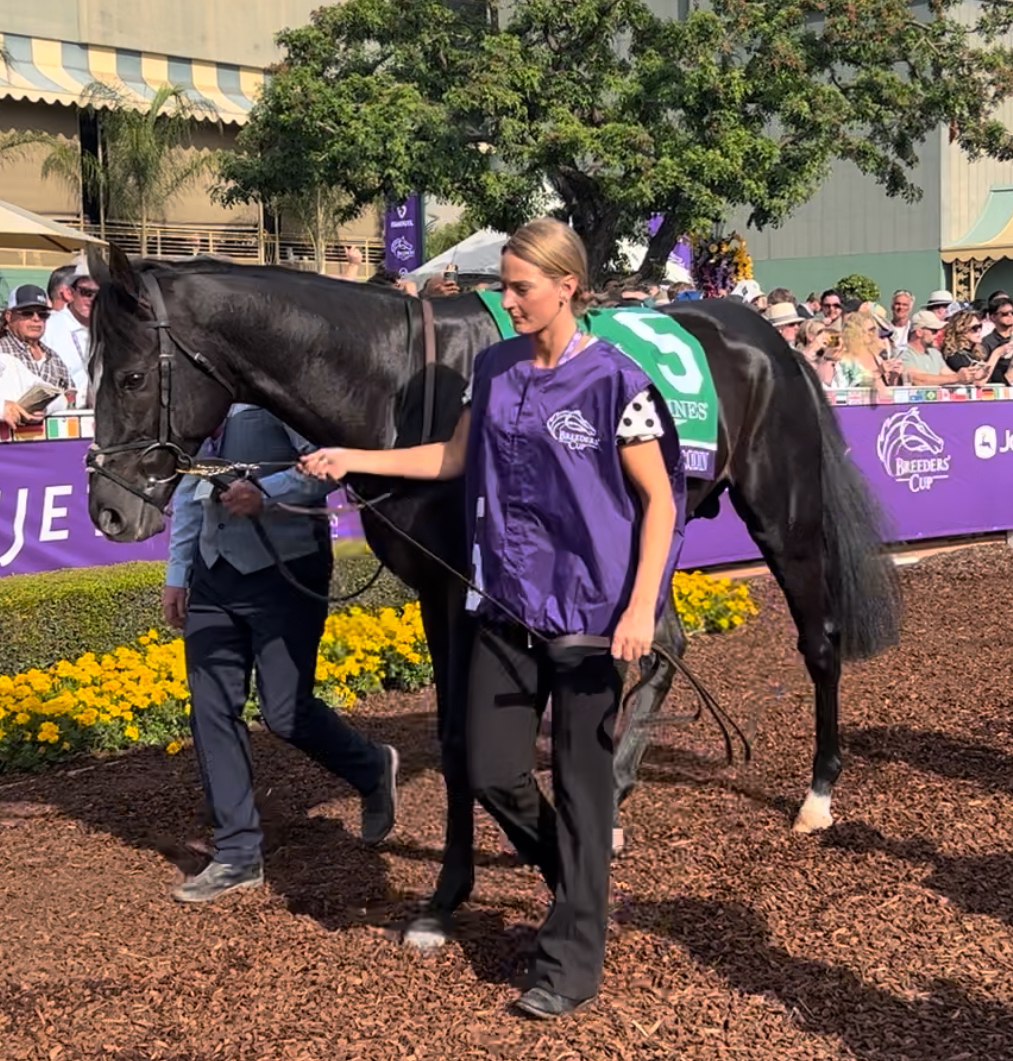
オーギュストロダン（2020年産）

#### グレード制重賞優勝馬
競走名の前の国旗は開催国、日本国外調教馬の馬名はカタカナ＋英字で明記
- 2008年産
  - ダノンバラード （アメリカジョッキークラブカップ、ラジオNIKKEI杯2歳ステークス）[165]
  - スマートロビン （目黒記念）[165]
  - トーセンレーヴ （エプソムカップ）[165]
  - ドナウブルー （関屋記念、京都牝馬ステークス）[165]
  - パッションダンス （新潟大賞典2回、新潟記念）[165]
  - ダコール （新潟大賞典）[165]
  - ボレアス （レパードステークス）[165]
  - グルヴェイグ （マーメイドステークス）[165]
  - フレールジャック （ラジオNIKKEI賞）[165]
  - アクアマリン / Aquamarine （ アレフランス賞）[346]
- 2009年産
  - ディサイファ （札幌記念、アメリカジョッキークラブカップ、エプソムカップ、中日新聞杯）[156]
  - ワールドエース （マイラーズカップ、きさらぎ賞）[156]
  - トーセンホマレボシ （京都新聞杯）[156]
  - エキストラエンド （京都金杯）[156]
  - マーティンボロ （中日新聞杯、新潟記念）[156]
  - クランモンタナ （小倉記念）[156]
  - ヴァンセンヌ （東京新聞杯）[156]
  - キャトルフィーユ （クイーンステークス）[156]
  - ベストディール （京成杯）[156]
  - ヒストリカル （毎日杯）[156]
  - ファイナルフォーム （ラジオNIKKEI賞）[156]
  - アダムスピーク （ラジオNIKKEI杯2歳ステークス）[156]
  - メイショウブシドウ （阪神ジャンプステークス、小倉サマージャンプ）[156]
- 2010年産
  - ラストインパクト （京都大賞典、金鯱賞、小倉大賞典）[164]
  - サトノノブレス （日経新春杯、鳴尾記念、小倉記念、中日新聞杯）[164]
  - カミノタサハラ （弥生賞）[164]
  - ヒラボクディープ （青葉賞）[164]
  - スマートレイアー （阪神牝馬ステークス2回、東京新聞杯、京都大賞典）[164]
  - デニムアンドルビー （フローラステークス、ローズステークス）[164]
  - ウリウリ （CBC賞、京都牝馬ステークス）[164]
  - タイセイドリーム （新潟ジャンプステークス2回）[164]
- 2011年産
  - アデイインザライフ （新潟記念）[170]
  - ガリバルディ （中京記念）[170]
  - ステファノス （富士ステークス）[170]
  - サトノルパン （京阪杯）[170]
- 2012年産
  - アンビシャス （大阪杯、ラジオNIKKEI賞）[179]
  - サトノラーゼン （京都新聞杯）[179]
  - シャイニングレイ （ホープフルステークス、CBC賞）[179]
  - タッチングスピーチ （ローズステークス）[179]
  - アレスバローズ （CBC賞、北九州記念）[179]
  - モンドインテロ （ステイヤーズステークス）[179]
  - アルバートドック （小倉大賞典、七夕賞）[179]
  - アンドリエッテ （マーメイドステークス）[179]
  - グレーターロンドン （中京記念）[179]
- 2013年産
  - マウントロブソン （スプリングステークス）[185]
  - ヴァンキッシュラン （青葉賞）[185]
  - ハートレー （ホープフルステークス）[185]
  - ミッキーグローリー （京成杯オータムハンデキャップ、関屋記念）[185]
  - ブランボヌール （キーンランドカップ、函館2歳ステークス）[185]
  - ゼーヴィント （ラジオNIKKEI賞、七夕賞）[185]
  - ビッシュ （紫苑ステークス）[185]
  - キャンディバローズ （ファンタジーステークス）[185]
  - フォイヤーヴェルク （新潟ジャンプステークス）[185]
- 2014年産
  - サングレーザー （スワンステークス、マイラーズカップ、札幌記念）[186]
  - カデナ （弥生賞、京都2歳ステークス、小倉大賞典）[186]
  - アドミラブル （青葉賞）[186]
  - サトノアーサー （エプソムカップ、関屋記念）[186]
  - ベストアクター （阪急杯）[186]
  - カワキタエンカ （中山牝馬ステークス）[186]
  - ファンディーナ （フラワーカップ）[186]
  - ジェニアル （ メシドール賞）[347]
  - アキヒロ / Akihiro[注 51] （ シェーヌ賞）[349]
- 2015年産
  - サウンドキアラ（阪神牝馬ステークス、京都金杯、京都牝馬ステークス）[193]
  - ギベオン（金鯱賞、中日新聞杯）[193]
  - ミッキーチャーム（阪神牝馬ステークス、クイーンステークス）[193]
  - カンタービレ（ローズステークス、フラワーカップ）[193]
  - センテリュオ（オールカマー）[193]
  - サラキア（府中牝馬ステークス）[193]
  - カツジ（スワンステークス、ニュージーランドトロフィー）[193]
  - サトノワルキューレ（フローラステークス）[193]
  - プリモシーン（関屋記念、東京新聞杯、フェアリーステークス）[193]
  - サトノガーネット（中日新聞杯）[193]
  - バルタバ / Bartaba （ ベルドニュイ賞）[350]
- 2016年産
  - ヴァンドギャルド （富士ステークス）[202]
  - メイショウテンゲン （弥生賞）[202]
  - コントラチェック （ターコイズステークス、オーシャンステークス、フラワーカップ）[202]
  - ランブリングアレー （中山牝馬ステークス）[202]
  - ダノンチェイサー （きさらぎ賞）[202]
  - シェーングランツ （アルテミスステークス）[202]
  - ダイアナブライト（クイーン賞）[202]
- 2017年産
  - リアアメリア （ローズステークス、アルテミスステークス）[207]
  - サトノフラッグ （弥生賞ディープインパクト記念）[207]
  - デゼル（阪神牝馬ステークス）[207]
  - レッドベルジュール （デイリー杯2歳ステークス）[207]
  - テルツェット （ダービー卿チャレンジトロフィー、クイーンステークス2回）[207]
  - スマイルカナ （ターコイズステークス、フェアリーステークス）[207]
  - マジックキャッスル （愛知杯）[207]
  - サンクテュエール （シンザン記念）[207]
  - サトノインプレッサ （毎日杯）[207]
  - ミヤマザクラ （クイーンカップ）[207]
  - サヴァラン / Savarin （ オマール賞）[351]
  - ファルコニア（京成杯オータムハンデキャップ）[207]
  - ゼノヴァース（東京ハイジャンプ）[207]
- 2018年産
  - レッドジェネシス（京都新聞杯）[340]
  - レッドベルオーブ （デイリー杯2歳ステークス）[340]
  - ハラジュク / Harajuku （ クレオパトラ賞）[352]
  - ヨーホーレイク（日経新春杯、鳴尾記念、京都記念）[340]
  - プログノーシス（金鯱賞、札幌記念）[340]
  - フィアスプライド（ターコイズステークス）
  - シュヴァリエローズ（京都大賞典）
- 2019年産
  - コマンドライン （サウジアラビアロイヤルカップ）[344]
  - プラダリア（青葉賞、京都大賞典、京都記念）[344]
  - ムラマサ / Muramasa（クーンジーカップ、VRCクイーンエリザベスステークス）
  - ゼッフィーロ（アルゼンチン共和国杯）[344]
  - レッドラディエンス（七夕賞）
- 2020年産
  - ライトクオンタム（シンザン記念）
  - ドラムロール / Drumroll（ガリニュールステークス）

#### 地方重賞優勝馬
※地方競馬限定格付けの重賞勝利馬。
- 2009年産
  - グランプリブラッド （道営記念、瑞穂賞、星雲賞）[353]
  - マイネルハートレー （文月賞、仙酔峡賞、大淀川賞、五ケ瀬川賞、球磨川賞）[354]
- 2011年産
  - トーセンセラヴィ （東京シンデレラマイル）[355]
  - トーセンデューク （埼玉新聞栄冠賞）[356]
- 2014年産
  - マイフォルテ （オグリキャップ記念）[357]
- 2019年産
  - ライアン（平和賞、せきれい賞、桐花賞）[358]

### 母の父としての産駒
太字はGI競走、競走名の前の国旗は開催国 （日本以外の場合に明記）、日本国外調教馬の馬名はカタカナ＋英字で明記
- 2014年産
  - キセキ：菊花賞（父ルーラーシップ）[359]
- 2015年産
  - ケイティクレバー：東京ジャンプステークス（父ハービンジャー）[360]
- 2016年産
  - ブロウアウト / Blowout：ファーストレディステークス（父Dansili、母Beauty Parlour）[361]
  - ファンタジスト：京王杯2歳ステークス、小倉2歳ステークス（父ロードカナロア）[362]
  - ブラヴァス：新潟記念（父キングカメハメハ、母ヴィルシーナ）[362]
  - ラストドラフト：京成杯（父ノヴェリスト、母マルセリーナ）[362]
  - ハッピーアワー：ファルコンステークス（父ハービンジャー）[362]
  - ヒンドゥタイムズ：小倉大賞典（父ハービンジャー）[362]
- 2017年産
  - アリストテレス：アメリカジョッキークラブカップ（父エピファネイア）[363]
  - エヒト：七夕賞、小倉記念（父ルーラーシップ）[363]
  - ボンボヤージ：北九州記念（父ロードカナロア）[363]
  - ヒートオンビート：目黒記念（父キングカメハメハ）[363]
  - ライトウォーリア：川崎記念（父マジェスティックウォリアー）
- 2018年産
  - ジェラルディーナ：オールカマー、エリザベス女王杯（父モーリス）[364]
    - 2022年度最優秀4歳以上牝馬

  - ステラヴェローチェ：神戸新聞杯、サウジアラビアロイヤルカップ（父バゴ）[364]
  - ワンダフルタウン：青葉賞、京都2歳ステークス（父ルーラーシップ）[364]
  - アンドヴァラナウト：ローズステークス（父キングカメハメハ、母グルヴェイグ）[364]
  - オールアットワンス：アイビスサマーダッシュ2回（父マクフィ）[364]
  - ルークズネスト：ファルコンステークス（父モーリス）[364]
  - ビッグリボン：マーメイドステークス（父ルーラーシップ）[364]
  - ディヴィーナ：府中牝馬ステークス（父モーリス）[364]
- 2019年産
  - プレサージュリフト：クイーンカップ（父ハービンジャー）[365]
  - レッドモンレーヴ：京王杯スプリングカップ（父ロードカナロア）[365]
  - エピファニー：小倉大賞典（父エピファネイア）
  - シュトルーヴェ：日経賞（父キングカメハメハ）
  - アルナシーム：中京記念、中山金杯（父モーリス）
- 2020年産
  - ドルチェモア：サウジアラビアロイヤルカップ、朝日杯フューチュリティステークス（父ルーラーシップ）[366]
    - 2022年度最優秀2歳牡馬

  - ブレイディヴェーグ：エリザベス女王杯（父ロードカナロア）[366]
  - オオバンブルマイ：京王杯2歳ステークス、アーリントンカップ（父ディスクリートキャット）[366]
  - マスクトディーヴァ：ローズステークス、阪神牝馬ステークス（父ルーラーシップ）[366]
  - アルジーヌ：ターコイズステークス（父ロードカナロア）
  - シランケド：中山牝馬ステークス（父デクラレーションオブウォー）
- 2021年産
  - アスクワンタイム：小倉2歳ステークス（父ロードカナロア）[367]
  - ゴンバデカーブース：サウジアラビアロイヤルカップ（父ブリックスアンドモルタル）[367]
  - ピューロマジック：葵ステークス、北九州記念（父アジアエクスプレス）
- 2022年産
  - アルテヴェローチェ：サウジアラビアロイヤルカップ（父モーリス）
  - ランフォーヴァウ：デイリー杯2歳ステークス（父ロードカナロア）
  - マスカレードボール：共同通信杯（父ドゥラメンテ）
  - ヤンキーバローズ：ファルコンステークス（父エピファネイア）
  - イミグラントソング：ニュージーランドトロフィー（父マクフィ）

## 弥生賞ディープインパクト記念
ディープインパクトの死去を受けて、同馬の競走馬時代と種牡馬時代の活躍を称えるため、JRAは例年3月に行う「報知杯弥生賞」を2020年から「報知杯弥生賞ディープインパクト記念」と改称することを決めた。弥生賞は、重賞初制覇の舞台であり、その後は無敗で三冠馬を達成したため「この一戦こそがディープの冠を付すにふさわしい」と決まったという。サラブレッド競走馬の名前を冠したJRA重賞の誕生は、52年ぶりで、セントライト記念（1947年採用）、シンザン記念（1967年採用）とともに3競走目となった。
「弥生賞ディープインパクト記念」の名称で初めて行われた2020年は、武豊がディープインパクトを父に持つサトノフラッグに騎乗し勝利を挙げた。

## 血統

### 血統背景
| 父・サンデーサイレンス |  | 母・ウインドインハーヘア |
| 父・サンデーサイレンス |  | 母・ウインドインハーヘア |

父サンデーサイレンスはケンタッキーダービーやブリーダーズカップ・クラシックを制した競走馬。13年連続で日本のリーディングサイアーに輝き、GI馬を多数輩出するなど、日本競馬史上に残る種牡馬である。
母ウインドインハーヘアは競走馬時代にドイツG1のアラルポカルに優勝し、エプソムオークスでも2着に入る活躍をした。
半姉に、5歳の6月という遅いデビューながらデビューから無傷の5連勝をし、2003年のスプリンターズステークスで4着に入ったレディブロンド（父Seeking the Gold、6戦5勝）、全兄に2004年のスプリングステークスを制したブラックタイド、全弟に2005年の東京スポーツ杯2歳ステークス3着のオンファイア、半弟に2006年のホープフルステークスを制したニュービギニング（父アグネスタキオン）がいる。また、レディブロンドの子に帝王賞を制したゴルトブリッツ、孫に東京優駿や天皇賞（秋）に優勝したレイデオロがいる。そのほかでは半妹ランズエッジの孫にホープフルステークス勝ち馬のレガレイラ、桜花賞勝ち馬のステレンボッシュ、菊花賞・セントライト記念勝ち馬のアーバンシックがいる。
曾祖母ハイクレア （Highclere） はエリザベス2世が所有し、1000ギニー、ディアヌ賞（フランスオークス）を勝ちキングジョージ6世&クイーンエリザベスダイヤモンドステークスで2着に入った名牝だった。このハイクレアの一族には1989年のエプソムダービーなどを制したナシュワン （Nashwan） 、2002年のドバイシーマクラシックなどに勝ったネイエフ （Nayef） がいるほか、種牡馬として日本に輸入されたミルフォード、2003年のNHKマイルカップなどを制したウインクリューガー、2006年のマーメイドステークスを制したソリッドプラチナムといった日本で活躍した競走馬もいる（そのほか近親の活躍馬はハイクレア一族の項目を参照）。

### 血統表
| ディープインパクトの血統                                         | ディープインパクトの血統                                         | ディープインパクトの血統                                         | （血統表の出典）                                                 | （血統表の出典） |
| 父系                                                             | ダーレーアラビアン系 -(中略) - ヘイロー系 - サンデーサイレンス系 | ダーレーアラビアン系 -(中略) - ヘイロー系 - サンデーサイレンス系 | ダーレーアラビアン系 -(中略) - ヘイロー系 - サンデーサイレンス系 | [ § 2 ]          |
| 父 *サンデーサイレンス Sunday Silence 1986 青鹿毛 アメリカ       | 父の父Halo 1969 黒鹿毛 アメリカ                                  | Hail to Reason 1958                                              | Turn-to                                                          | Turn-to          |
| 父 *サンデーサイレンス Sunday Silence 1986 青鹿毛 アメリカ       | 父の父Halo 1969 黒鹿毛 アメリカ                                  | Hail to Reason 1958                                              | Nothirdchance                                                    |                  |
| 父 *サンデーサイレンス Sunday Silence 1986 青鹿毛 アメリカ       | 父の父Halo 1969 黒鹿毛 アメリカ                                  | Cosmah 1953                                                      | Cosmic Bomb                                                      | Cosmic Bomb      |
| 父 *サンデーサイレンス Sunday Silence 1986 青鹿毛 アメリカ       | 父の父Halo 1969 黒鹿毛 アメリカ                                  | Cosmah 1953                                                      | Almahmoud                                                        |                  |
| 父 *サンデーサイレンス Sunday Silence 1986 青鹿毛 アメリカ       | 父の母Wishing Well 1975 鹿毛 アメリカ                            | Understanding 1963                                               | Promised Land                                                    | Promised Land    |
| 父 *サンデーサイレンス Sunday Silence 1986 青鹿毛 アメリカ       | 父の母Wishing Well 1975 鹿毛 アメリカ                            | Understanding 1963                                               | Pretty Ways                                                      |                  |
| 父 *サンデーサイレンス Sunday Silence 1986 青鹿毛 アメリカ       | 父の母Wishing Well 1975 鹿毛 アメリカ                            | Mountain Flower 1964                                             | Montparnasse                                                     | Montparnasse     |
| 父 *サンデーサイレンス Sunday Silence 1986 青鹿毛 アメリカ       | 父の母Wishing Well 1975 鹿毛 アメリカ                            | Mountain Flower 1964                                             | Edelweiss                                                        |                  |
| 母 *ウインドインハーヘア Wind in Her Hair 1991 鹿毛 アイルランド | 母の父Alzao 1980 鹿毛 アメリカ                                   | Lyphard 1969                                                     | Northern Dancer                                                  | Northern Dancer  |
| 母 *ウインドインハーヘア Wind in Her Hair 1991 鹿毛 アイルランド | 母の父Alzao 1980 鹿毛 アメリカ                                   | Lyphard 1969                                                     | Goofed                                                           |                  |
| 母 *ウインドインハーヘア Wind in Her Hair 1991 鹿毛 アイルランド | 母の父Alzao 1980 鹿毛 アメリカ                                   | Lady Rebecca 1971                                                | Sir Ivor                                                         | Sir Ivor         |
| 母 *ウインドインハーヘア Wind in Her Hair 1991 鹿毛 アイルランド | 母の父Alzao 1980 鹿毛 アメリカ                                   | Lady Rebecca 1971                                                | Pocahontas                                                       |                  |
| 母 *ウインドインハーヘア Wind in Her Hair 1991 鹿毛 アイルランド | 母の母Burghclere 1977 鹿毛 イギリス                              | Busted 1963                                                      | Crepello                                                         | Crepello         |
| 母 *ウインドインハーヘア Wind in Her Hair 1991 鹿毛 アイルランド | 母の母Burghclere 1977 鹿毛 イギリス                              | Busted 1963                                                      | Sans Le Sou                                                      |                  |
| 母 *ウインドインハーヘア Wind in Her Hair 1991 鹿毛 アイルランド | 母の母Burghclere 1977 鹿毛 イギリス                              | Highclere 1971                                                   | Queen's Hussar                                                   | Queen's Hussar   |
| 母 *ウインドインハーヘア Wind in Her Hair 1991 鹿毛 アイルランド | 母の母Burghclere 1977 鹿毛 イギリス                              | Highclere 1971                                                   | Highlight                                                        |                  |
| 母系(F-No.)                                                      | 2号族(FN:2-f)                                                    | 2号族(FN:2-f)                                                    | 2号族(FN:2-f)                                                    | [ § 3 ]          |
| 5代内の近親交配                                                  | 5代内アウトブリード                                              | 5代内アウトブリード                                              | 5代内アウトブリード                                              | [ § 4 ]          |
| 出典                                                             | 1. 2. 3. 4.                                                      | 1. 2. 3. 4.                                                      | 1. 2. 3. 4.                                                      | 1. 2. 3. 4.      |